# Période des Royaumes combattants
Vous lisez un « article de qualité » labellisé en 2013.
Sauf précision contraire, les dates de cet article sont sous-entendues « avant l'ère commune », c'est-à-dire « avant Jésus-Christ ».
La période des Royaumes combattants (chinois simplifié : 战国 ; chinois traditionnel : 戰國 ; pinyin : zhànguó ; litt. « pays (guó) en guerre (zhàn) ») s'étend, dans l'histoire de la Chine, du Ve siècle av. J.-C. à l'unification des royaumes chinois par la dynastie Qin en 221 av. J.-C. Ce nom lui est donné tardivement, par référence aux Stratagèmes des Royaumes combattants, ouvrage portant sur cette période. Elle correspond dans la chronologie dynastique à la fin de la période des Zhou orientaux (東周, Dōng Zhōu, 771-256 av. J.-C.). Cette chronologie, qui repose sur l'historiographie traditionnelle, ne correspond pas nécessairement à la datation précise des évolutions sociales, politiques, économiques et culturelles : ce qui caractérise les Royaumes combattants date principalement des IVe – IIIe siècles av. J.-C.
Cette dernière période de l'ère « pré-impériale » de l'histoire chinoise est immédiatement postérieure à la période des Printemps et Automnes qui voit le déclin de la dynastie Zhou et le renforcement du pouvoir des princes. À partir du milieu du Ve siècle av. J.-C., sept grands États émergent : Chu, Han, Qi, Qin, Wei, Yan et Zhao. Ils s'affranchissent définitivement de la tutelle symbolique des Zhou : leurs souverains prennent le titre de « roi » (wang) et se livrent des guerres incessantes qui stimulent en même temps qu'elles accompagnent de nombreux progrès typiques de cette période. C'est alors que se constituent des États centralisés, dirigés par une administration et une classe politique de mieux en mieux formées et organisées.
La période des Royaumes combattants voit se produire des progrès techniques et économiques déterminants. C'est aussi la période de naissance puis de développement de plusieurs écoles de pensée qui ont profondément influencé l'histoire de la Chine (confucianisme, taoïsme, légisme, etc.). Les textes antiques relatifs à cette période sont marqués par des personnalités de différents types. Certaines de celles-ci comptent parmi les plus importantes de la civilisation chinoise : les souverains (le Premier Empereur Qin Shi Huangdi), leurs ministres réformateurs (Shang Yang), les stratèges militaires (Sun Bin), les spécialistes de la persuasion et les penseurs (Lao Zi, Mencius, etc.). Les découvertes archéologiques effectuées depuis plus d'un siècle sur le sol chinois, surtout des sépultures et des villes, font considérablement progresser les connaissances sur cette époque.

## Les sources

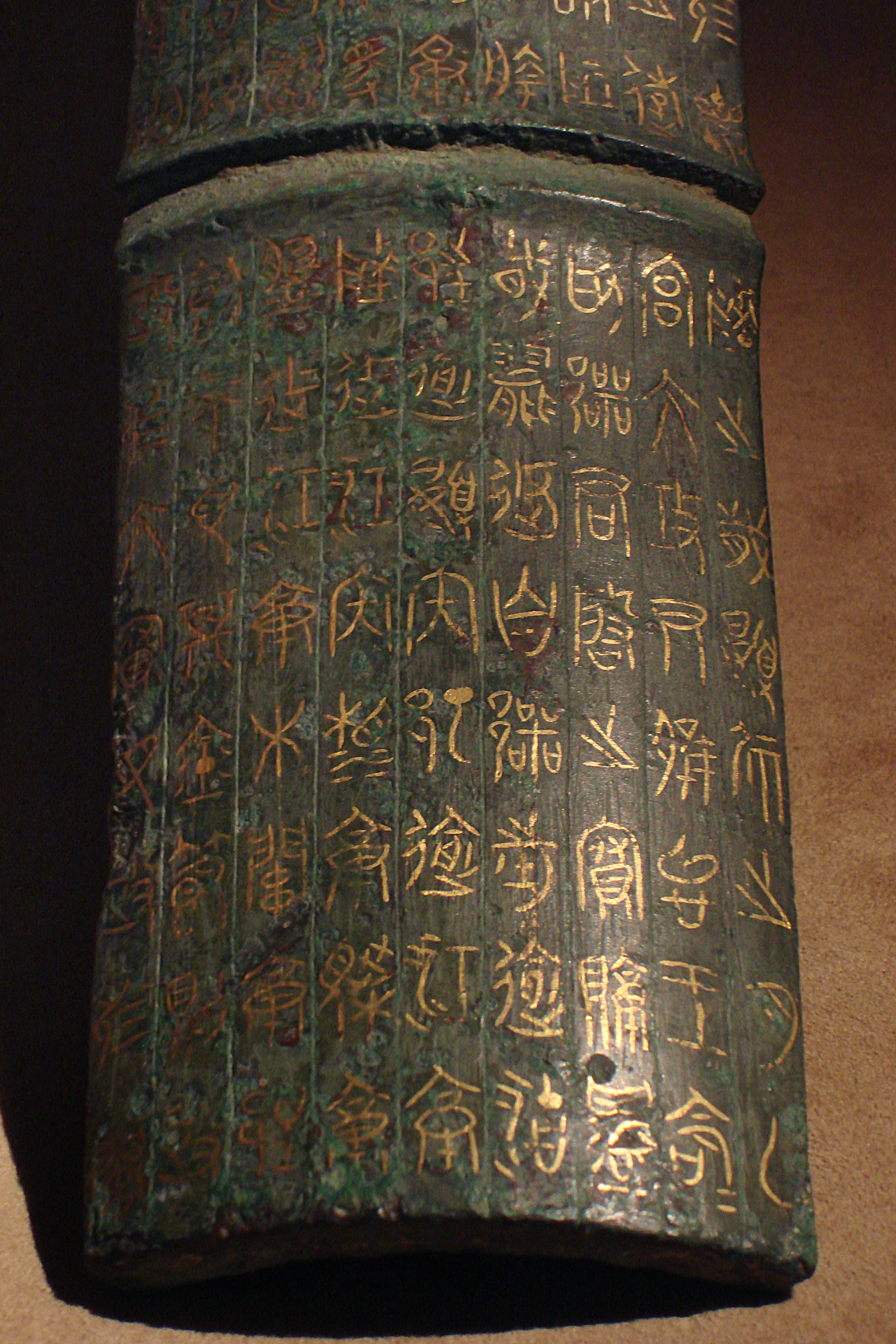
Laissez-passer inscrit sur du bronze retrouvé dans une tombe de Chu en 1957, exemple des découvertes modernes de textes administratifs des Royaumes combattants dans des tombes antiques.

### Les textes de la tradition chinoise
Les sources qui traditionnellement permettent de se faire une idée de la période des Royaumes combattants sont des sources littéraires conservées depuis l'Antiquité. Elles ont été rédigées ou compilées durant la période pré-impériale ou sous les premiers empires chinois. De toutes ces sources, les Mémoires historiques (Shiji) de Sima Qian (145-86), rédigées au début de la dynastie Han, sont les plus importantes pour l'histoire des Royaumes combattants. La première partie des Mémoires se fonde sur les chroniques du royaume de Qin auxquelles l'auteur, archiviste à la cour des Han, avait accès, et raconte l'histoire de la Chine depuis les origines. La dernière partie de l'ouvrage consiste en des biographies narrant la vie de personnages éminents dont certains sont contemporains des Royaumes combattants. D'autres chroniques complètent l'œuvre de Sima Qian, comme les Annales de Bambou (Zhushu Jinian), retrouvées dans une tombe à la fin du IIIe siècle apr. J.-C. de notre ère, contenant les annales du royaume de Wei. Il semble que chaque État faisait rédiger sa propre chronique, mais la plupart d'entre elles ont été perdues. Il s'agit de textes produits par les officiels de ces États, donc de sources biaisées, plus encore chez Sima Qian qui a désiré dispenser des leçons de morale à travers les récits qu'il rapporte. Mais la description des événements de la période des Royaumes combattants y est généralement fiable, contrairement à celle des périodes antérieures qui comprend des récits légendaires ou semi-légendaires.
Le même problème se pose pour les autres sources écrites de la période, conservées par la tradition chinoise ultérieure. Une partie de celles-ci sont des écrits d'hommes politiques décrivant leurs projets ou leurs stratagèmes politiques, une autre, des traités militaires écrits par des stratèges. Les textes les plus nombreux qui aient été sauvegardés sont ceux des penseurs ou philosophes des Royaumes combattants, qui avaient la volonté de les archiver contrairement à d'autres et parce que cette période a été très productive dans ce domaine. Cependant, beaucoup de ces textes posent un problème de contextualisation historique puisqu'ils ont souvent été très remaniés a posteriori ; l'auteur auquel ils sont attribués n'est pas forcément celui qui les a rédigés dans leur totalité. Le même type de problème se pose pour les textes rituels datant de la période des Royaumes combattants ou qui lui préexistaient et qui ont survécu à l'épreuve du temps ou encore d’autres productions littéraires comme des traités de médecine, de lexicographie, des poésies ou des récits. Ces œuvres sont souvent composites et difficiles à dater. Cependant, la compréhension de leur genèse et du contexte de leur rédaction progresse grâce aux méthodes modernes d'analyse critique.

### Les sites archéologiques
L'essor de l'archéologie de la Chine ancienne est déterminant pour la connaissance des Royaumes combattants,. Les fouilles portent avant tout sur deux types de sites. D'abord les sépultures, très nombreuses sur les terres de l'antique pays méridional de Chu, où ont été mis au jour des objets d'art et des textes. Leur analyse permet de mieux connaître les croyances et aussi la hiérarchie sociale des anciens Chinois, même si leur interprétation reste complexe. Ensuite, ce sont les villes et surtout les capitales qui ont fait l'objet de campagnes de fouilles, quand elles ne sont pas recouvertes par les villes actuelles leur ayant succédé.

### Les textes retrouvés par l'archéologie

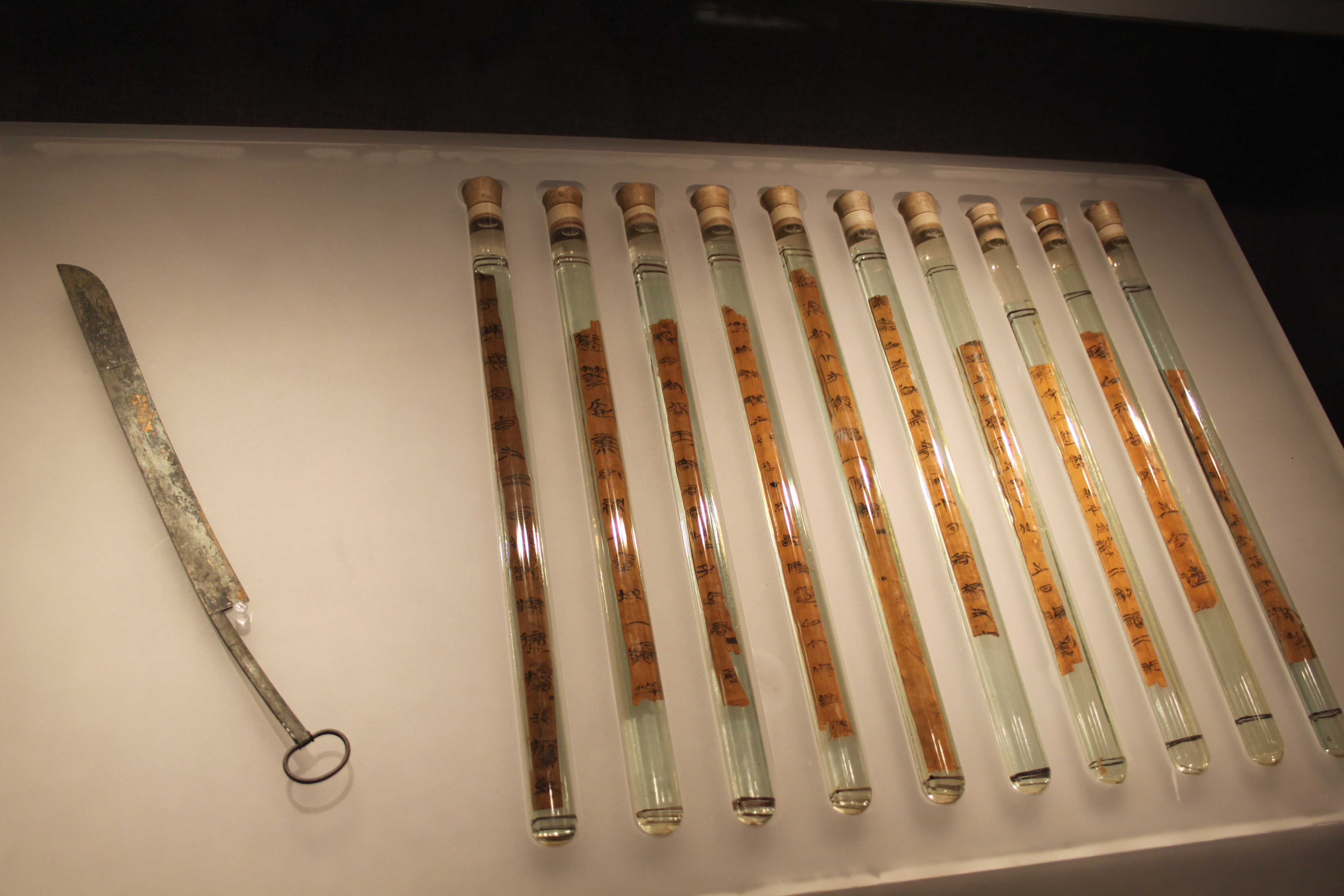
Textes sur lamelles de bambou retrouvés à Geling, Zhumadian (Henan).

Un apport important des fouilles archéologiques est la découverte, dans des tombes antiques, de textes de nature variée, rédigés sur des supports divers, généralement à l'encre, qui résistent plus ou moins bien à l'usure du temps. Les plus répandus sont ceux constitués de lamelles faites à partir de bambou coupé en deux, allongé puis poli, liées ensemble par des fils ou rubans de soie, permettant d'en faire un rouleau. Les textes écrits sur du bois qui sont connus pour cette période prennent l'aspect de tablettes. Le troisième support le plus répandu est celui qui a le moins bien survécu aux outrages du temps, la soie, support plus fragile mais plus cher que les deux autres, qui servait aussi pour des peintures. Le bronze pouvait également être gravé, plutôt pour des textes solennels que l'on voulait durables et qui sont moins nombreux.
Grâce à ces découvertes, il est possible de connaître l'état antérieur de certains textes que la tradition chinoise a « canonisés » par la suite. Cela permet aussi d'accéder à une plus grande variété de textes, notamment des écrits administratifs et juridiques mettant en lumière des pratiques sur lesquelles les seules sources écrites connues avant ces découvertes donnaient très peu d'informations. D'autres études de ces textes anciens ont une approche épigraphique et linguistique, ces textes témoignant d'un état de l'écriture chinoise où plusieurs variantes régionales coexistent (styles de la « grande écriture sigillaire », dazhuan) avant l'uniformisation de l'écriture sous la dynastie Qin (le petit style sigillaire),.

## Le cadre géopolitique et culturel

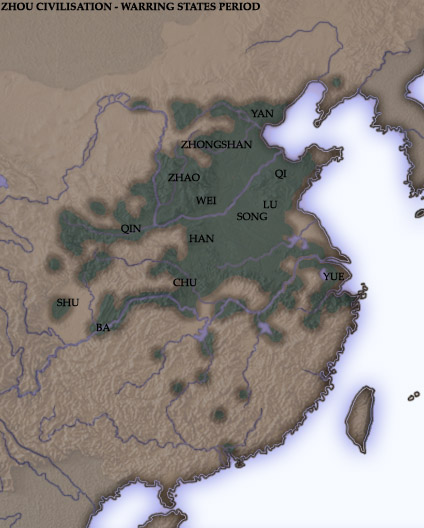
Localisation des principaux États de la période des Royaumes combattants au milieu du

### Diversité et unité
Au milieu du Ve siècle, sept grands royaumes dominent la Chine, les « Sept héros » (qixiong) des Royaumes combattants. Ces royaumes se caractérisent par leur puissance militaire : ils disposent chacun de plus de 10 000 chars de bataille. Ce sont les Wei, Zhao, Han, Qi, Yan, Chu et Qin. À côté de ces grands royaumes subsistent plusieurs autres royaumes de moindre importance militaire, parmi lesquels se trouvent d'anciens États prestigieux situés dans la Plaine centrale autour du territoire de la dynastie des Zhou, dans les actuelles provinces du Shandong et du Henan. Ces États possèdent des identités propres et se distinguent même parfois par des cultures spécifiques. Les études en matière d'archéologie et d'art, combinées à celles des textes, permettent de définir plusieurs aires culturelles relativement stables durant la période de la dynastie Zhou. Certaines d'entre elles bénéficient d'un très grand rayonnement à l'époque des Royaumes combattants : elles correspondent souvent à des unités géographiques naturelles homogènes.
Pour autant, les frontières sont très poreuses et beaucoup de personnes et d'idées les traversent. La conception d'un espace homogène, Tianxia (« Tout ce qui se trouve sous le Ciel »), s'impose, correspondant à une sorte de « monde civilisé » chinois opposé à celui des peuples considérés comme « Barbares » dont les entités politiques se trouvent en périphérie, notamment ceux situés au nord et que les textes désignent par le terme Hu. Mais cette frontière est aussi toute relative et évolutive puisque la différence est avant tout perçue comme culturelle et que certains États jadis considérés comme barbares (à l'exemple de Qin, Chu et Zhongshan) ont adopté les traditions culturelles chinoises, ce qui leur permet d'être considérés comme civilisés. Toutefois, les régions plus anciennement sinisées les regardent encore avec dédain. Ces stéréotypes reposent souvent sur l'idée d'un déterminisme géographique : par exemple, les peuples du Sud étaient considérés comme impétueux et difficiles à gouverner en raison de la chaleur de leur climat.

### La Plaine centrale et les «Trois Jin»
La région de la « Plaine centrale » (zhongyuan) ou des « Royaumes du centre » (zhongguo, terme désignant aujourd'hui la Chine, « Pays du milieu ») est située dans la plaine du fleuve Jaune, à l'est du confluent du fleuve et de la rivière Wei. De nos jours, cet espace correspond approximativement au nord du Henan, au sud du Shanxi et du Hebei et à la partie ouest du Shandong. Elle est occupée par de petites entités politiques, comme le domaine des Zhou, qui se divise par la suite en deux, Zhou oriental et Zhou occidental (une des deux régions garde le titre royal) ; plus à l'est la principauté de Lu, d'où est originaire Confucius ; Song, qui a pour capitale la riche ville marchande de Dingtao et dont la dynastie descend des Shang ; Zheng et Wey qui jouent un rôle diplomatique entre les grandes puissances. Du point de vue culturel, cette région peut être vue comme le conservatoire des traditions anciennes de la civilisation chinoise.
La puissance dominante de la région centrale à la fin de la période des Printemps et Automnes était Jin, qui s'étend sur une grande partie du plateau de Lœss et sur une partie de la plaine alluviale du fleuve Jaune. Cette principauté se divise en trois États au début de la période des Royaumes combattants. Ceux-ci demeurent de grandes puissances, notamment parce qu'ils restent liés et sont souvent désignés comme les « Trois Jin »,. Le principal est Wei, autour du coude du fleuve Jaune et de la vallée de la Fen (Shanxi et Henan actuels). Malgré sa richesse, ce royaume est confronté à un problème de taille tout au long de la période : il est entouré par d'autres grandes puissances ce qui l'implique dans de nombreux conflits. Le deuxième royaume issu de la partition de Jin, Zhao, se situe au nord de Wei (Shanxi et Hebei). Il est au contact de peuples nomades et vit en marge de la zone centrale. Il devient progressivement une grande puissance militaire. Le troisième royaume descendant de Jin est Han. Il se situe dans les actuelles provinces du Shanxi et du Henan. Petit et moins puissant que ses voisins, il survit en servant de zone tampon entre ceux-ci.
L'autre grande puissance politique proche de la Plaine centrale est le royaume de Qi, au nord-est, dans la dernière partie de la plaine alluviale du fleuve Jaune, jusqu'à son embouchure (l'actuel Shandong),. Il dispose de riches terres agricoles et d'importantes ressources en sel, constituant sans doute l'une des plus puissantes économies de la période. Sa capitale Linzi passe pour être la plus grande ville de l'époque.

### Les régions septentrionales
À la périphérie, les royaumes puissants ont la possibilité d'agrandir leur territoire malgré la présence menaçante de peuples « barbares ». Ils peuvent ainsi défricher des terres en vue de se renforcer face aux États centraux dont les perspectives d'expansion sont plus limitées. Ils sont d'ailleurs souvent considérés comme peu civilisés voire semi-barbares par les royaumes centraux, notamment en raison de leurs contacts avec des voisins étrangers au monde chinois. Au nord-est, le royaume de Yan, dont la capitale est proche de l'actuelle Pékin, est un allié de Qi durant une bonne partie de la période. Le fleuve Jaune se jette alors dans la mer plus au nord qu'actuellement, dans son territoire, lui assurant des terres agricoles fertiles. Comme Zhao, qui est situé au nord-ouest, il est au contact direct des peuples nomades du nord, en plus d'être éloigné des royaumes chinois les plus menaçants. Entre les deux, Zhongshan joue un certain rôle politique et possède des affinités culturelles avec les autres entités politiques septentrionales.

### Qin
À l'ouest s'étend le territoire de l'État de Qin avec, en sa région centrale, la riche vallée de la Wei au cœur du plateau de Lœss, le berceau de la dynastie Zhou avant son déplacement vers l'est (au début de la période des Zhou orientaux en 771),. Il est encore perçu comme un royaume arriéré au début de la période des Royaumes combattants. Il se trouve au contact de peuples « barbares » particulièrement redoutables qu'il ne réussit à réduire qu'après de longues guerres qui le détournent souvent des conflits avec les autres Royaumes combattants. Après la conquête des principautés de Shu et de Ba sur sa frontière méridionale à la fin du IVe siècle av. J.-C., il dispose du plus grand potentiel agricole des royaumes combattants. Qin est aussi le royaume qui a accompli les réformes les plus poussées, notamment au milieu du IVe siècle sous l'impulsion du ministre Shang Yang qui en fait un État totalement organisé en vue de la guerre. À dater de cette époque, c'est en grande partie autour de lui que se joue le jeu politique inter-étatique. Il constitue la matrice du premier empire chinois qui sera proclamé par son roi Zheng (qui devient alors l'empereur Qin Shi Huangdi) en 221.

### Chu et les régions méridionales

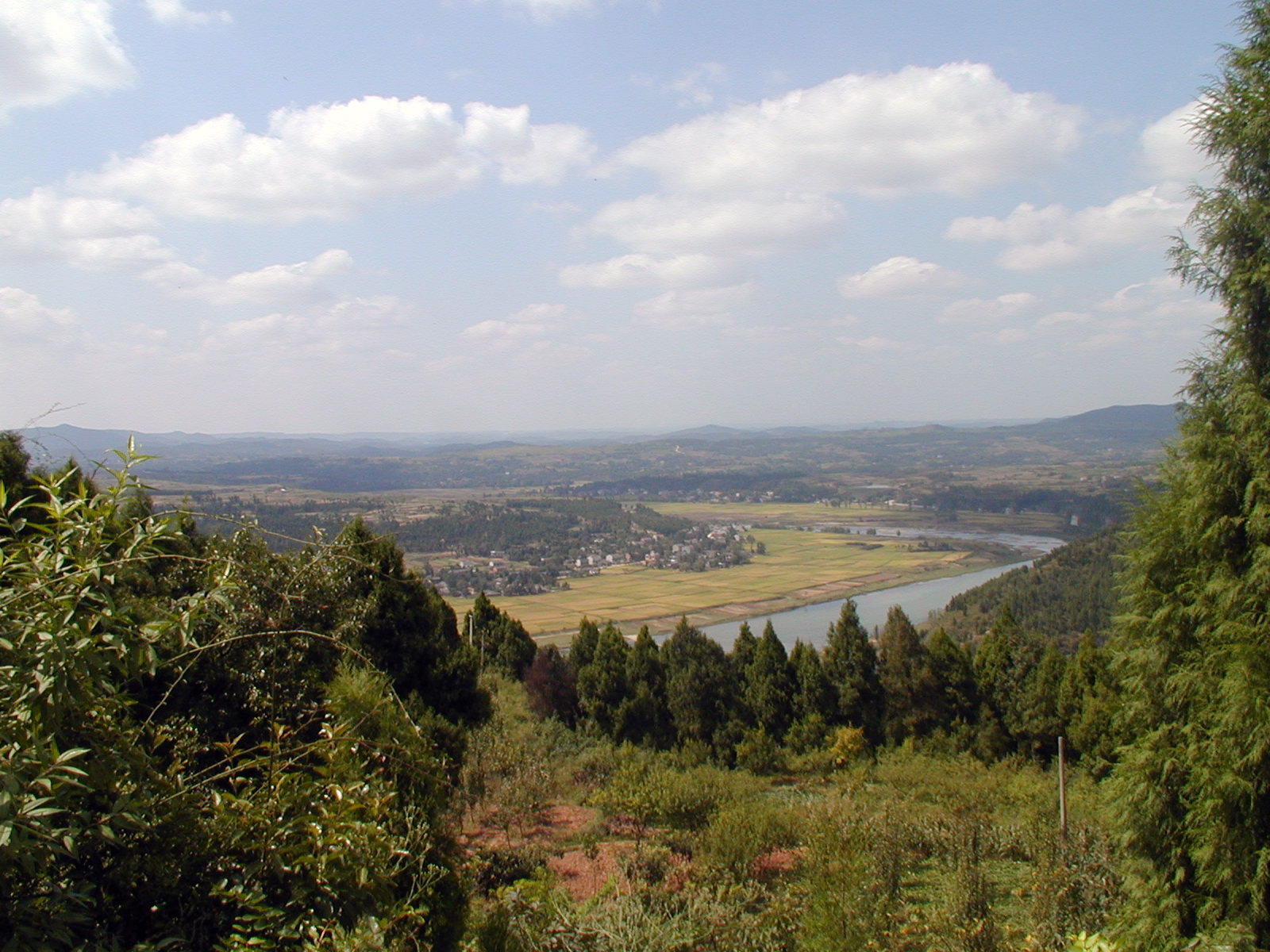
Le nord du bassin du Sichuan, ancien pays de Ba, une des plus riches régions agricoles de la Chine ancienne.

Au sud de la Chine des Royaumes combattants on trouve un espace politique dont l'originalité culturelle est bien connue grâce aux découvertes archéologiques des dernières décennies. Bien qu'ouvert aux influences venues de la Plaine centrale, il conserve ses caractères propres, dont certains se retrouvent dans la civilisation chinoise de l'époque impériale. C'est le septième grand royaume, Chu, d'abord centré sur le cours moyen du Yangzi. Il s'étend ensuite vers le nord autour des bassins des rivières Huai et Han,,. Ce sont des régions au peuplement peu dense, comprenant beaucoup d'espaces laissés incultes. Bien que puissant, Chu est un royaume mal contrôlé, voire instable comparé aux autres. Grâce aux fouilles de milliers de tombes sur son territoire et grâce aux textes des lettrés de cet État rédigés durant la période des Royaumes combattants, notamment les Élégies de Chu et le Zhuangzi, on mesure mieux aujourd'hui toute sa spécificité culturelle.
À l'ouest de Chu, les États de Shu et Ba dans le bassin de la Min (Sichuan actuel), de riches régions agricoles et minières constituent un ensemble culturel appelé « Ba-Shu », voisines de peuples barbares comme ceux qui fondent le royaume de Dian (au nord du Yunnan) vers la fin de la période. De l'autre côté, à l'est, la basse vallée du Yangzi est occupée par des royaumes qui ont une grande importance politique au début de la période : Wu et son voisin Yue qui l'élimine avant de l'être à son tour par Chu en 334.

## Histoire

Évolution des frontières des royaumes au cours de la période.

La période des Royaumes combattants est considérée par l'historiographie chinoise comme une phase de la longue période de la dynastie Zhou, qui a pris le pouvoir vers 1046 av. J.-C. Mais depuis 771 sa prééminence n'est plus que théorique et symbolique, et la Chine est partagée entre plusieurs principautés rivales qui ne se soucient plus vraiment de son influence dans leurs affaires politiques et militaires. Durant les trois siècles de la Période des Printemps et Automnes (771-Ve siècle), quelques principautés s'affirment progressivement, absorbant les plus faibles, et au début du Ve siècle moins d'une dizaine d'entre elles jouent un rôle politique de premier plan.
La période des Royaumes combattants voit ce processus de concentration politique se renforcer, jusqu'à l'unification finale par le royaume de Qin. Elle est marquée par la rivalité entre sept grands royaumes consacrés par la tradition, qui ont en fait des rôles politiques d'importance inégale. On peut distinguer plusieurs phases durant l'histoire politique de cette période :
- d'environ 450 à 350 l'alliance des trois royaumes héritiers de l'ancien Jin joue un rôle moteur, sous l'impulsion de Wei ;
- d'environ 350 à 250 les conflits sont de plus en plus violents et les alliances fluctuantes pour empêcher qu'un royaume ne domine les autres, Qin sortant renforcé de ces luttes ;
- les années de 250 à 221 voient la victoire décisive de Qin, qui unifie la Chine, ce qui ouvre la période de la dynastie Qin.

### La réorganisation et l'affirmation des grandes puissances

Royaumes principaux au début de la période des Royaumes combattants, avant l'éclatement du Jin.

Le Ve siècle voit se produire plusieurs événements décisifs qui modifient la scène politique chinoise et justifient le passage à une nouvelle période, quelle que soit la date retenue pour le début de la période des Royaumes combattants (481, 476, 453 ou 403),.
En 481, quand finit la Chronique des Printemps et Automnes, le clan des Tian, qui dirige de facto la politique du royaume de Qi après avoir éliminé les autres grandes familles nobles précédemment, se débarrasse de la majorité de la famille royale après une guerre civile. Le chef du clan laisse un souverain fantoche diriger en apparence une faible part du royaume, puis prend définitivement la direction des affaires.
L'événement le plus important survient en 453, quand les trois clans alliés de Wei, Zhao et Han se débarrassent du dernier lignage puissant du royaume de Jin après une longue période marquée par plusieurs guerres civiles qui ont vu les forces centrifuges s'affirmer,. La partition de Jin en trois entités politiques est alors effective et elle est officialisée en 403 par le souverain Zhou.
Pendant que ces royaumes du centre sont dans la tourmente, plusieurs royaumes des périphéries se réorganisent. Au sud, les conflits entre Chu, Wu et Yue cessent après la conquête du deuxième par le troisième en 473. Par la suite, Yue, Chu, Qin et Qi connaissent une phase d'expansion territoriale après l'annexion de plusieurs petites principautés.
Une fois leur situation stabilisée, les trois royaumes héritiers de Jin s'allient et se lancent dans plusieurs conflits qui marquent la première phase de la période des Royaumes combattants,. Qi, Chu et Qin font les frais de ces offensives, ainsi que Zhongshan. Parmi les descendants de Jin, c'est Wei qui affirme sa supériorité militaire, après les victoires de son grand général Wu Qi. La disgrâce et l'exil de ce dernier vers 401 profitent à Chu qui l'engage : le général restaure la puissance de Chu grâce à des réformes et des victoires militaires. De son côté, Han annexe Zheng en 375. Après 366, c'est au tour de Qin de réaffirmer sa puissance. Au sortir de conflits difficiles avec des peuples barbares du nord-ouest, il bat une coalition de Wei et de Han, puis Wei à nouveau.
Le nouveau souverain de Wei, Hui, réagit à la nouvelle situation en réorganisant son royaume et en engageant une politique de normalisation des relations entre les grands rois à la suite de différentes rencontres. La diplomatie prend alors une importance plus grande. Durant la seconde moitié du IVe siècle, les monarques des grands royaumes prennent le titre de roi (wang) et entreprennent des réformes capitales qui font d'eux des royaumes centralisés plus solides, ce qui explique l'escalade militaire qui se produit durant les décennies suivantes.

### L'escalade des conflits

Localisation des principaux États de la période des Royaumes combattants au milieu du Le tracé des frontières est approximatif.

La période qui va en gros de 350 à 250 est marquée par de nombreux conflits de plus en plus violents, des renversements d'alliance et la réorganisation des rapports de force, dans lesquels la montée en puissance de Qin devient le facteur déterminant dans le jeu des coalitions. Au cours de ce siècle, les effectifs militaires gonflent considérablement et le rôle des ministres et diplomates s'accroît. C'est alors que s'affirment les traits caractéristiques de la période des Royaumes combattants.
La première phase voit Wei perdre sa position dominante. Elle est marquée par deux grandes batailles face aux armées de Qi dirigées par le général Tian Ji et son conseiller Sun Bin. La première est celle de Guiling en 353 et la seconde est celle de Maling, en 342 ou 341, lors de laquelle l'armée de Qi attire les troupes de Wei dans une embuscade en faisant croire à son affaiblissement et remporte une victoire écrasante, restée un modèle tactique dans l'histoire militaire chinoise,,. Le duc Xiao de Qin bénéficie alors des réformes entreprises par le ministre Shang Yang, qui permettent à son État de pousser très loin la militarisation de la société. Qin, qui jouait jusqu'alors un faible rôle militaire dans la Plaine centrale, accroît sa puissance. Ses généraux, notamment Bai Qi, mais aussi Shang Yang en personne, remportent plusieurs victoires contre Wei. Le roi de ce dernier se voit imposer Bai Qi pour ministre et se retrouve sous la tutelle de Qin. Désormais, le jeu politique est dominé par Qi et Qin, avec un avantage de plus en plus net pour le second. C'est alors que se mettent au point deux principes d'alliances opposés dictés par la position adoptée vis-à-vis du royaume le plus puissant :
- Le premier est l'alliance verticale (hezong), dans un sens nord-sud : les royaumes situés au centre s'allient pour couper la progression de Qin à l'ouest, et dans certains cas pour celle de Qi à l'est.
- Le second est l'alliance horizontale (lianheng), dans un sens ouest-est : un royaume s'allie à Qin (en général à l'instigation des diplomates de ce dernier) pour profiter de sa puissance et s'assurer d'avantages sur les autres[51],[52].

En 316, le roi Huiwen de Qin, après s'être débarrassé de Shang Yang dont le pouvoir devenait gênant, poursuit sa politique et sa montée en puissance. Ses généraux parachèvent l'annexion des deux principautés situées au sud, les riches territoires de Shu et Ba (actuel Sichuan), puis remportent des victoires déterminantes contre les nomades Rong du nord, qui dès lors ne constituent plus une menace. Pendant ce temps, Chu a annexé Yue en 334, étendant son territoire jusqu'à la mer à l'est. Alors qu'un conflit successoral secoue Qin en 307, Qi renforce sa puissance sous l'impulsion de son ministre Tian Wen et s'allie avec Han et Wei contre le royaume occidental,. Le conflit avec ce dernier éclate finalement et Qi et ses alliés remportent plusieurs victoires. Par la suite, ils s'imposent également face à Chu et Yan. Mais, en 294, Tian Wen est chassé de Qi et l'alliance se rompt. Qin profite alors de la non-intervention de l’État de Qi pour vaincre Han et Wei au cours de conflits terriblement meurtriers qui culminent avec la bataille de Yique en 293. Mais le jeu des alliances n'en finit pas de se retourner contre le royaume Qin qui pense avoir établi sa domination : il est forcé de restituer ses conquêtes quand Qi allié à d'autres royaumes menace de l'attaquer ; ensuite, Qi est à son tour attaqué par Yan, Han, Zhao et Wei qui le défont malgré l'appui de Chu, mettant un terme à ses prétentions de domination ; peu après, en 278, Qin inflige une terrible défaite à Chu, prenant sa capitale Ying et constituant ainsi un bloc territorial compact autour de son centre ancien, le bassin de la Wei, avec le Sichuan nouvellement acquis. Le vaincu est quant à lui forcé à réorganiser son territoire autour de sa partie orientale.
Zhao, qui a renforcé l'efficacité de son armée sous le règne du roi Wuling avec l'adoption de la cavalerie, puis conquis Zhongshan vers 295, est alors la seule puissance en mesure de s'opposer à Qin après ces conflits sanglants au cours duquel il a plusieurs fois changé d'alliance entre les deux plus puissants royaumes, tout en se dotant d'une armée plus performante,. D'abord défaites à Huayang en 273, les troupes de Zhao parviennent à repousser les offensives de Qin quelques années plus tard. Le roi Zhaoxiang de Qin fait alors appel à un nouveau premier ministre, Fan Sui, qui met au point une politique reposant sur l'affirmation de la royauté contre les nobles du royaume et l'expansion militaire face aux voisins directs grâce à l'alliance avec les royaumes plus lointains, le tout combiné avec la conquête de territoires et l'élimination des vaincus. Une nouvelle étape est franchie dans l'escalade de la violence militaire en même temps qu'est mise au point une stratégie militaire stable qui permet à Qin d'utiliser pleinement le potentiel acquis auparavant (les réformes de Fan Sui complétant en quelque sorte celle de Shang Yang). La première cible est le Han, le plus faible des voisins directs du Qin, qui est appuyé par le Zhao, son plus grand rival. Le général du Qin, Bai Qi, remporte une victoire décisive en 260 à la bataille de Changping, à la suite de laquelle plus de 400 000 soldats du Zhao seraient morts, dont une bonne partie exécutés après la bataille. Mais des troubles internes à Qin aboutissant à la mort de ses deux hommes forts et rivaux, Bai Qi et Fan Sui, offrent un répit aux autres grands royaumes même si désormais la prééminence de Qin est incontestée avec l'élimination du gros des forces de son dernier grand adversaire.

### La victoire de Qin

Extension approximative des royaumes combattants en 260, avant les annexions effectuées par Qin. Le tracé des frontières est approximatif.

Les trois dernières décennies de la période des Royaumes combattants sont marquées par la victoire définitive de Qin sur tous ses rivaux qui n'ont pas été en mesure d'arrêter son irrésistible montée en puissance. La supériorité de ce royaume sur ses rivaux est due à divers facteurs : situation géographique (protégé par des montagnes au sud et le Fleuve Jaune à l'est), richesse des terres agricoles réunies et mises en valeur par des travaux d'irrigation dans le bassin de la rivière Wei et dans le Sichuan, technique et organisation militaires, stabilité dynastique et, surtout, appareil administratif extrêmement efficace dû aux réformes entreprises à la suite de celles de Shang Yang,.
C'est sur ces bases que se construit le premier Empire chinois. La possibilité d'un changement dynastique devient effective en 256 quand le roi Zhou meurt sans que son titre soit revendiqué par ses héritiers, avant que son domaine ne soit annexé par Qin en 249. Dans ce royaume, le roi Zheng monte sur le trône en 246, mais ne règne effectivement qu'en 238 quand il atteint l'âge adulte,. Son règne est essentiellement connu par ce que l'historien Sima Qian rapporte dans son Shiji. Il évoque notamment le rôle de Lü Buwei, marchand devenu premier ministre en 250, poste qu'il occupe jusqu'à sa disgrâce et sa mort en 237. Son remplaçant, Li Si, dirige le royaume pendant la dernière phase de la victoire de Qin sur les autres grandes puissances, conduite sur les champs de bataille par plusieurs grands généraux, dont Meng Ao, Wang Jian puis Meng Tian. En 230, le plus faible des adversaires, Han, est le premier à être annexé, sans combats. En 228, Zhao est vaincu à son tour après le siège difficile de sa capitale Handan qui est suivi d'un massacre. Cependant, un membre de la dynastie de Zhao fuit au nord d'où il tente de restaurer ce royaume. Deux ans plus tard, Yan est envahi à la suite d'une tentative d'assassinat du roi de Qin fomentée par un de ses princes ; la capitale est prise, mais le roi réussit à fuir plus au nord alors que son fils est exécuté. En 225 c'est Wei qui se rend après le siège de sa capitale, inondée par les assaillants qui ont détourné le cours du fleuve Jaune. En 223, c'est au tour de Chu d'être attaqué : il repousse une première invasion mais succombe à la seconde, après des combats auxquels ont participé des centaines de milliers de combattants, sans doute les plus gros effectifs engagés de toute la période. L'année suivante, l'armée de Qin élimine les derniers résistants du nord à Zhao puis à Yan. En 221, Qi se rend quand Qin y conduit ses troupes. Le processus d'unification de la Chine est achevé et le roi Zheng de Qin devient l'empereur Qin Shi Huangdi, maître du premier Empire de l'histoire chinoise, celui de l'éphémère mais décisive dynastie Qin (221-206).

## La centralisation étatique
La dynamique guerrière de la période des Royaumes combattants conduit les États majeurs à renforcer leur autorité. Les plus puissantes des anciennes principautés deviennent au fil des réformes de véritables royaumes centralisés, dirigés par un monarque concentrant de plus en plus de pouvoir, lui-même appuyé sur une nouvelle classe politique spécialisée dans la direction des affaires de l'État et vouée à son service. Cette période voit donc se produire une « révolution étatique » (Jacques Gernet). Ce phénomène est surtout connu pour le royaume de Qin et annonce les expériences impériales de la dynastie Qin et de la dynastie Han. Il reste cependant difficile de se faire une idée des modalités concrètes de l'exercice du pouvoir, car les sources disponibles sont avant tout des récits historiques, des vies de personnages importants, ou bien des traités de ministres qui ne contiennent pas d'informations détaillées sur l'organisation de l'administration des Royaumes combattants ; de plus, la documentation est déséquilibrée car elle concerne en priorité les institutions de Qin. Néanmoins, les découvertes de textes juridiques et administratifs dans des tombes depuis un demi-siècle permettent de mieux connaître les pratiques administratives.

### L'affirmation de l'autorité des souverains
La période des Printemps et Automnes est marquée par des entités politiques peu centralisées où la noblesse dispose de solides assises territoriales et d'une large autonomie, concurrençant le pouvoir des princes locaux. Les conflits croissants, mobilisant des troupes plus importantes, ont concentré plus de pouvoirs entre les mains de certains lignages, qui après de longues luttes internes ont diminué en nombre. Finalement, plusieurs principautés voient des lignages nouveaux accéder au pouvoir en renversant la dynastie régnante. Durant le IVe siècle, les sept grands royaumes combattants sont dirigés par un monarque et sa cour, concentrant entre leurs mains un pouvoir sans précédent. Le roi incarne l'État symboliquement. C'est ce que Mark Edward Lewis a qualifié de « ruler-centered state », « État centré sur la personne du souverain ». Ces évolutions préparent l'idéologie impériale des Qin et des Han,.

#### Une figure de plus en plus centrale
Cela s'accompagne sur le plan symbolique d'un changement dans la titulature des chefs de royaumes. Le roi de Zhou dispose d'une primauté qui n'est plus que de façade depuis le début de la période des Printemps et Automnes,. Au gré de leurs succès militaires, les véritables maîtres de la Chine, ce sont les chefs des sept grandes puissances, qui délaissent alors leurs anciens titres (que l'on traduit couramment par « duc ») pour adopter celui de « roi », wang, auparavant réservé au seul roi Zhou (exception fait roi du Chu qui le portait depuis la période précédente). Le duc Hui de Wei est le premier à le faire en 344, puis il persuade le duc Wei de Qi de l'imiter dix ans plus tard, après que ce dernier l'ait vaincu. Huiwen de Qin fait de même après de brillantes victoires en 325, puis la même année c'est au tour du roi de Han. Enfin, deux ans plus tard les rois de Zhao, de Yan et de Zhongshan (qui n'est pas reconnu par la tradition comme un des sept grands) font de même. En 288, à l'apogée de l'alliance entre Qi et Qin, les rois de ces deux États prennent d'un commun accord de titre de Di (respectivement « Di de l'est » et « Di de l'ouest »), auparavant réservé aux divinités. Mais ils l'abandonnent vite sous la pression des autres rois. Ce terme qui donne au souverain terrestre une dimension divine est repris par le premier empereur Qin, pour former le nouveau titre Huangdi, « brillant/splendide Di », « empereur ». Un autre moyen symbolique de renforcer l'ascendant des monarques est la constitution d'une lignée ancestrale aussi prestigieuse que celle des Zhou qui repose sur des ancêtres renommés (le Seigneur Millet, les rois Wu et Wen), de même que l'usage de toute une série de rituels solennels qui confirment et exaltent leur puissance et leur rang. Le capital symbolique des rois Zhou s'épuise ainsi peu à peu, prélude à leur mort politique.
Les écoles de pensée de la période sont liées à ces mutations. Plusieurs d'entre elles développent leur conception du monarque idéal, qui doit gouverner un empire unifié, alors que leur monde est marqué par la division politique. En dépit de leurs divergences, ces différentes écoles se rejoignent pour affirmer la suprématie du souverain unique, en le considérant notamment comme le pendant terrestre de la divinité suprême qui organise l'univers depuis le Ciel. Dans cette optique, le monarque doit plus avoir une fonction symbolique et morale. Paradoxalement, les penseurs qui l'élèvent symboliquement lui déconseillent de mener effectivement la conduite des affaires du royaume (ou même les troupes au combat) : il doit surtout faire preuve de discernement dans le choix de ses conseillers, ce qui est sans doute une manière pour les ministres de chercher à s'assurer une position de force et n'est pas forcément du goût de tous les souverains. Ces réflexions nourrissent la pensée politique des grands ministres réformateurs qui participent eux aussi à l’affirmation de l'autorité royale. Le cas le plus emblématique vient, comme souvent, de Qin, où le ministre Fan Sui écarte les nobles les plus en vue à la cour et cesse de leur concéder des domaines, un usage qui leur permettait d’amasser à la longue une fortune et de constituer des armées personnelles menaçantes pour le pouvoir royal. Il fait en sorte que tout le pouvoir se concentre entre les mains du souverain. À Chu, le premier ministre Wu Qi tente lui aussi de rabaisser les familles nobles, mais celles-ci s'opposent à ses réformes et le font mettre à mort, rendant ces changements éphémères.

#### Manifestations architecturales du pouvoir royal

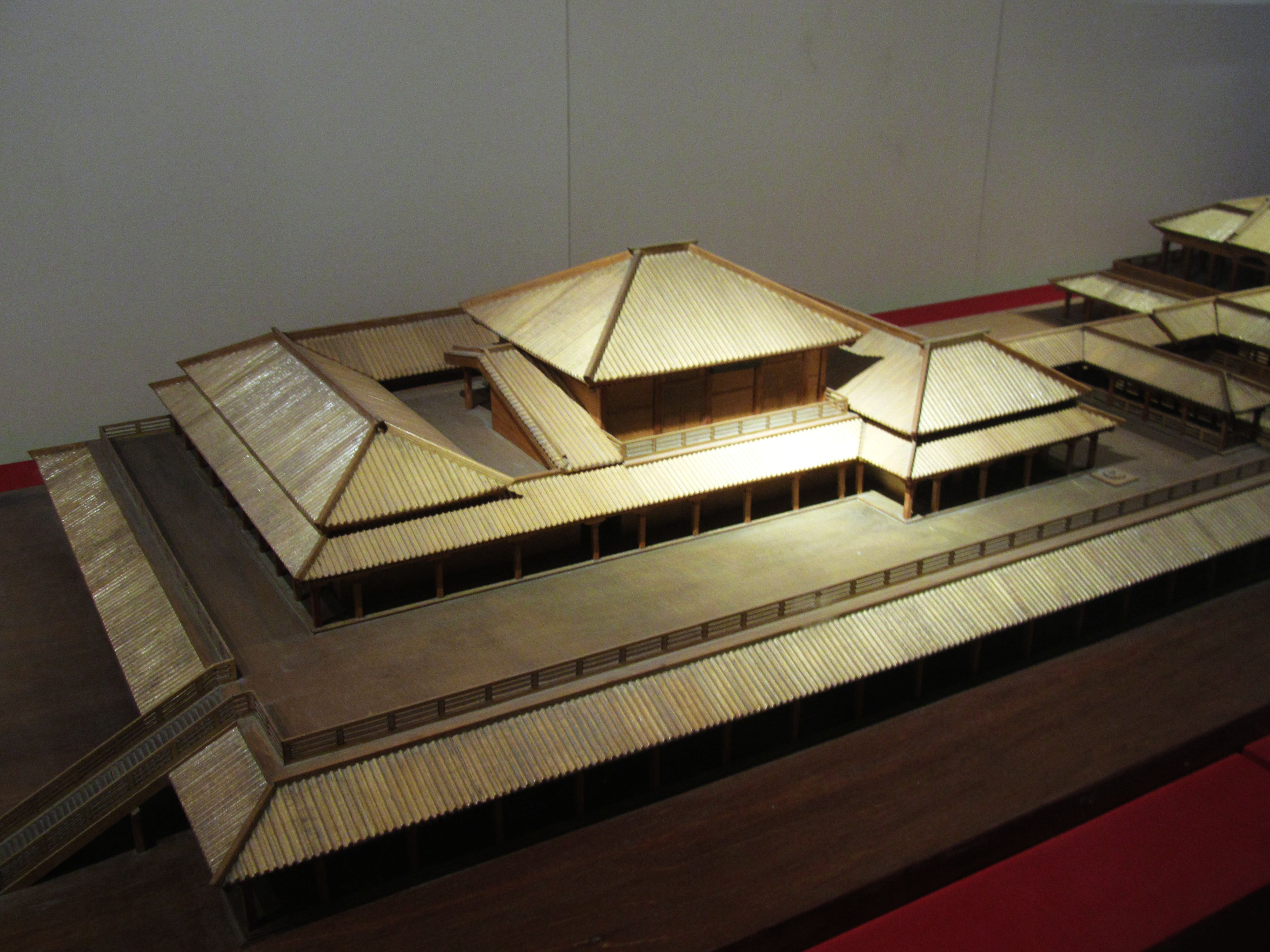
Maquette du palais no 1 de Xianyang, royaume de Qin. Musée de Xianyang.

L'affirmation de la puissance royale se manifeste aussi dans les réalisations architecturales, connues par les textes anciens et les fouilles archéologiques récentes. Les capitales des Royaumes combattants sont dominées par des complexes palatiaux isolés du reste de l'espace urbain par des murailles, parfois même à l'écart de l'enceinte principale dans une sorte de seconde ville et construits sur de grandes terrasses (tai). D'autres constructions de plus en plus monumentales illustrent cette volonté de puissance : les grandes portes à piliers (que) et les tours (guan) qui les flanquent. L'ampleur des constructions évoquées dans les textes est confirmée par les fouilles des capitales et des environs. Les fouilles de Xianyang, la capitale de Qin, ont révélé un important complexe palatial dont le développement se situe entre la dernière phase des Royaumes combattants et la période du Premier Empire. Le bâtiment le mieux connu de ce groupe monumental est le « palais no 1 », dont les fondations mesurent 60 × 45 mètres. Il est constitué de deux ailes avec des pavillons comprenant probablement trois étages entourés de colonnades, dont un rez-de-chaussée servant d'espace résidentiel avec des chambres aux murs peints et peut-être un grand hall donnant sur une terrasse au premier étage, espace de réception. Il pourrait correspondre au palais Jique construit au temps de Shang Yang et décrit par Sima Qian.

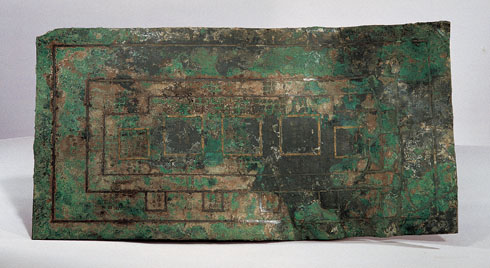
Plan du complexe funéraire royal de Zhongshan, gravé sur une plaque en cuivre retrouvée dans une des sépultures.

L'autre type de monument illustrant de façon spectaculaire le renforcement du pouvoir royal est le complexe funéraire royal dont des exemples ont été repérés sur les territoires de plusieurs royaumes, bien que peu aient fait l'objet de fouilles,. Celui du roi Cuo de Zhongshan, retrouvé à Pingshan (Hebei), inachevé, en est un bon exemple d'autant plus que les fouilles ont permis d'y découvrir un plan gravé sur une plaque de bronze. Il est constitué de cinq tombes, le roi occupant la plus vaste, au centre, entourée de chaque côté par deux tombes de ses concubines. Les tombes sont surmontées par un tumulus arboré rectangulaire, qui sert de terrasse pour des pavillons à plusieurs étages, servant de temples funéraires ; des fosses à offrandes (chars, chevaux, bateaux) accompagnent les défunts ; le complexe se situe au cœur d'une double enceinte, celle située à l'extérieur mesurant 410 × 176 mètres. De tels ensembles funéraires comprenant des terrasses artificielles surmontées par de grands temples ancestraux, ou bien bâtis sur des collines naturelles pour placer plus haut encore le souverain décédé, se retrouvent dans chacun des grands royaumes, à proximité de leurs capitales. Les nécropoles des rois Qin, situées d'abord à Nanzhihui à la fin de l'époque des Printemps et des Automnes et au début de la période des Royaumes combattants, puis à Lintong par la suite, étaient de loin les plus impressionnantes, et témoignent d'une volonté d'ériger des complexes de plus en plus vastes. Cette tradition triomphe avec le célèbre mausolée du Premier empereur, érigé également à Lintong.

### La recomposition de l'élite politique

#### Fonctionnaires et ministres
Les souverains s'appuient sur un nouveau groupe de serviteurs très différents des élites politiques des périodes précédentes, qu'ils supplantent. Les royaumes sont traditionnellement dominés par des grands lignages nobles disposant de bases territoriales et occupant les principaux postes civils et militaires, jusqu'à celui de « premier ministre » dirigeant dans les faits la majorité des affaires du royaume. Tout en conservant une place élevée, comme l'illustrent les « Quatre Seigneurs des Royaumes combattants » dont Sima Qian a rédigé les biographies (quasiment tous liés à la famille régnante de leur royaume), ces aristocrates sont de plus en plus concurrencés par la classe des « gentilshommes » (shi) dont les membres, issus de branches secondaires des lignages nobles, occupent traditionnellement des fonctions administratives et militaires de second rang. C'est parmi eux que se recrutent désormais les principaux serviteurs du souverain. Il s'agit d'un groupe de spécialistes du savoir ou des armes, donc à même d'assumer les charges qui leur sont attribuées. Leurs motivations sont diverses : sens du devoir envers le souverain et le bien public ou bien appât du gain, arrivisme et carriérisme, car le service de l'État est alors le moyen le plus efficace et le plus rapide pour s'enrichir et s'élever socialement. Désormais dépendants de la seule volonté du roi (car leur charge procède du pouvoir de celui-ci), ils se distinguent par leurs capacités et non plus par leur hérédité. Cela aboutit à l'époque impériale à la constitution d'une élite de fonctionnaires lettrés spécifique de la Chine (justement désignée par le terme de shi dont le sens a progressivement évolué), qui tire son prestige du service de l'État où elle fait la preuve de ses talents intellectuels et jouit d'une autorité morale sur le reste de la société.
La classe politique lettrée est à l'origine d'une production littéraire abondante qui contient des conseils sur le bon gouvernement, les réformes à appliquer, aussi bien dans le domaine de la fiscalité que de l'économie, ou encore l'organisation et l'art militaire qui sont une préoccupation majeure. C'est le cas de tous les grands penseurs de la période qui seront abordés plus loin, dont les écrits sont d'abord à finalité politique. Des écrits politiques sont également associés au nom d'un ministre prestigieux sans qu'on sache s'il les a réellement écrits. Parmi les figures fameuses de ce type d'écrivains-hommes politiques (supposés), on compte Li Kui, ministre de Wei à la fin du Ve siècle, Shen Buhai qui officie à Han un demi-siècle plus tard, Wu Qi à Wei puis Chu au début du IVe siècle et surtout Shang Yang, ministre de Qin au milieu du IVe siècle, à qui sont attribuées les principales réformes qui ont fait de cet État la plus grande puissance de la Chine, bien qu'il soit probable qu'il ne soit pas à l'origine de toutes celles-ci,,,. Lui-même originaire de la petite principauté de Wey, il sert Wei avant d'être obligé de le fuir et se réfugie à Qin où il assiste le souverain Xiao pendant plusieurs années, avant d'être exécuté à la suite des manigances de ses rivaux après la mort du prince qui le protégeait.

#### Instabilité et stratégies des conseillers politiques
Cette période se caractérise par une grande instabilité du personnel politique. À la différence du souverain qu'ils veulent élever et qu'ils érigent en autorité symbolique, la fonction plus active des conseillers les expose aux aléas politiques, et nombreux sont ceux à connaître une fin malheureuse, emportant également leur lignée avec eux suivant les pratiques pénales du temps. On comprend donc le contexte de luttes âpres pour gagner les faveurs des monarques qui s'est installé à cette période. Les hauts serviteurs de l'État sont souvent des déracinés à la loyauté fluctuante, qui se déplacent de royaume en royaume à la recherche d'un souverain acceptant de les employer, ce qui constitue un véritable « marché des talents » politiques où les cours se concurrencent. Ils préparent des plans d'action souvent fondés sur la ruse et la violence, qu'ils proposent à celui qui voudra bien les écouter. Cela confère une relative autonomie à ces hommes politiques, ce qui est une source de méfiance pour les rois qui les accueillent, leur loyauté ne leur étant pas acquise.
Certains d'entre eux (appelés shui, quelque chose comme « sophistes » ou « rhétoriciens ») se sont spécialisés dans l'art du langage, de la persuasion et donc de la ruse, de la duplicité et de la tromperie. Leurs procédés ont été relatés dans des traités du début de l'époque impériale, ceux de l'« école de la diplomatie », comme le Zhanguoce (Stratagèmes des Royaumes combattants), listant des anecdotes sans doute peu fiables historiquement, mais traduisant l'état d'esprit de la vie politique et diplomatique de l'époque des Royaumes combattants,.
Quelle que soit leur origine, les proches conseillers du roi profitent de leur statut pour amasser des fortunes considérables. Ils peuvent constituer de véritables cours autour d'eux, attirant des petits gentilshommes lettrés qui deviennent leurs clients et serviteurs. Le prestige d'un ministre se mesure à l'ampleur et à la qualité de sa clientèle. C'est bien souvent sous les auspices des hauts dignitaires que se développent les courants de pensée de la période des Royaumes combattants, leurs cours étant des lieux de débats intenses. La richesse de ces personnages se mesure également à la taille des tombes de plus en plus vastes et richement dotées qu'ils se font construire. La menace que représentent les puissants dignitaires pour le pouvoir central n'a en fin de compte jamais été totalement éliminée, et c'est l'opposition des descendants des grandes familles des Royaumes combattants qui entraîne la chute de l'empire Qin.

### Les nouveaux cadres du pouvoir
Les réformes mises en place dans plusieurs des principaux États durant la période des Zhou de l'Est contribuent à la constitution de véritables entités politiques centralisées. Ce mouvement de réformes commence dès la période des Printemps et Automnes, où il y a déjà des figures marquantes comme Zi Chan à Zheng et Guan Zhong à Qi. Au cœur de la période des Royaumes combattants, le mouvement bénéficie du succès des idées légistes,,,, qui sont appliquées le plus strictement à Qin sous l'impulsion de Shang Yang, Fan Sui et Li Si. Telles qu'elles ont été mises en évidence, notamment par L. Vandermeersch, les réformes se concentrent sur quelques points principaux visant à bouleverser l'ordre ancien remontant à la période des Zhou de l'Ouest :
- de nouvelles divisions administratives sous le contrôle direct de l’État se substituent aux anciens « fiefs » des clans aristocratiques ;
- les agents de l'État sont recrutés en fonction de leurs mérites et non plus de leur appartenance à un groupe familial influent ;
- la société rurale est réorganisée autour de familles regroupées formant des unités économiques et militaires disposant de leurs propres terres ;
- des lois qui s'appliquent le plus souvent à tous visent à instaurer l'ordre en châtiant durement les délits et en récompensant les agissements conformes aux directives de l’État.

L'application de ces réformes connaît des fortunes diverses, mais elles contribuent à une importante recomposition des institutions et de la société.

#### Structures et personnel administratifs
Dans les détails, l'administration territoriale n'est pas homogène dans les différents royaumes et les réformes les éloignant des formes traditionnelles d'organisation politique ont été plus ou moins poussées selon les pays. L'unité de base est généralement le « district » ou « canton » (xian) qui apparaît à Chu durant la période des Printemps et Automnes. C'est à l'origine un territoire conquis attribué à des membres de la noblesse de façon héréditaire, leur permettant de se constituer une base locale de puissance. Avec le temps, le gouvernement central prend l'habitude de conserver ces circonscriptions et de s'en servir pour attribuer des fiefs non héréditaires à ses serviteurs des couches basses de la noblesse, de façon à éviter la constitution de pouvoirs locaux tels qu'il en existait auparavant. Les réformes de Shang Yang à Qin ont pour effet d'étendre le modèle du district aux territoires plus anciens. Cette unité devient progressivement la circonscription de base de la Chine, ce qu'elle est encore aujourd'hui. Les districts sont regroupés dans des unités plus vastes, les « commanderies » (jun). Ces circonscriptions disposent généralement d'un gouverneur civil et d'un gouverneur militaire et, au niveau local, des administrateurs servent de relais entre la population et l’État.
Les agents du pouvoir sont de plus en plus recrutés en fonction de leurs mérites, suivant une volonté mise en avant en particulier par Shen Buhai alors qu'il était ministre à Han dans le troisième quart du IVe siècle av. J.-C. Les archéologues ont découvert dans une tombe de Shuihudi (Qin) un extrait des codes et des lois prescrivant les tâches prioritaires d'un fonctionnaire ainsi que les pratiques à observer (tenue des documents officiels, inspections, enquêtes, interrogatoires) et un texte qui décrit le fonctionnaire idéal (obéissance à la hiérarchie, loyauté au pouvoir, impartialité, etc.). On cherche ainsi à façonner l'image du serviteur idéal de l'État qui délaisse les solidarités lignagères et locales. Les moyens pour contrôler ces agents de l'État et pour s'assurer de leur compétence et de leur loyauté sont mis en place : les actes administratifs doivent être authentifiés suivant des principes stricts, les administrateurs doivent rendre des comptes tous les ans et, d'une manière générale, les fonctionnaires sont rétribués suivant leurs mérites. Ils peuvent être révoqués en cas d'incompétence,. Se constitue ainsi un appareil bureaucratique au service de l’État, de plus en plus élaboré et contrôlé par le pouvoir central.

#### Fiscalité et lois
Les réformes territoriales sont mises en œuvre parallèlement à l'instauration d'un nouveau système de taxation reposant sur la paysannerie et les terres qu'elle cultive. La capitation (fu) de Qin pèse ainsi sur les maisonnées en fonction du nombre d'adultes mâles, ce qui suppose le recensement des personnes et aussi probablement celui de la superficie de terres dont elles disposent. Des textes retrouvés dans une tombe de Baoshan à Chu attestent ainsi du fait que l'exactitude des recensements est un des soucis majeurs de l’État central.
Les relations des paysans avec le pouvoir sont ainsi réorganisées, créant de nouveaux rapports entre eux et le pouvoir, écartant les aristocrates locaux, qui auparavant encadraient les travaux ruraux, et plus largement les groupes familiaux, grâce à l'autorité de leur lignage. Les communautés familiales paysannes sont également organisées en groupes qui ont à assumer une responsabilité collective : la faute d'un seul peut rejaillir sur tout le groupe, ce qui incite à la surveillance collective et à la délation. Ces principes d'encadrement s'alignent sur ceux des unités militaires constituées sur la même base locale.
Un dernier ensemble de modifications révèle bien à quel point l'autorité étatique se consolide. Il s'agit des modifications des corpus de lois dont le but est de renforcer la centralisation du pouvoir étatique, lui permettant d'exercer un contrôle plus fort sur la société. La mise par écrit des lois, déjà entamée à la période précédente, se poursuit et se renforce, avec comme conséquence l'élimination des coutumes et la suppression de la justice rendue par les grands lignages nobles. Ces textes ont pour objectif principal la sécurité publique. Les efforts législatifs de Li Kui à Wei et de Shang Yang à Qin semblent être allés dans ce sens. L'exercice de la justice doit être conduit par les fonctionnaires de façon rigoureuse, et les textes relatifs à des procès retrouvés dans une tombe de Baoshan (Chu) montrent que les jugements ne sont rendus qu'après des enquêtes poussées, et que certains cas complexes peuvent faire l'objet de nouveaux procès. Des peines progressives sont prévues en fonction de la gravité du délit : amendes, travail forcé, châtiments corporels, mise à mort. En contrepartie de cet ensemble de peines, des honneurs et des dons (en or, terres, titres, etc.) récompensent les plus méritants, notamment ceux qui se distinguent au combat ou dénoncent les méfaits d'autres personnes,.

## Une période guerrière
L'expression « Royaumes combattants » ne s'explique pas seulement par les conflits guerriers qui se succèdent durant la période des Ve et IIIe siècles chinois. Elle fait aussi référence à l'évolution rapide et profonde des techniques et des pratiques militaires, qui entraînent des bouleversements affectant non seulement la structure des États, mais aussi celle de la société dans son ensemble et les modes de pensée, à tel point qu'on a pu parler d’« États organisés pour la guerre » et d'une « militarisation de la société ». Les informations concernant ces guerres sont avant tout transmises par des récits de combats et des vies de généraux exemplaires ainsi que des traités militaires, et aussi des trouvailles archéologiques d'équipements militaires.

### Les évolutions de l'armement et des systèmes défensifs
Plusieurs innovations dans l'armement entraînent une modification des techniques de combat au cours de la période, qui bouleversent le déroulement des combats,. Auparavant, les armes principales étaient les chars de guerre conduits par des nobles et la lance, la hallebarde, l'arc rétroflexe utilisés par les fantassins appuyant les premiers. Un changement technique majeur dans l'armement des Royaumes combattants est l'apparition de l'arbalète. Largement plus puissante que l'arc, elle projette des carreaux qui peuvent transpercer des armures solides et atteindre des cibles lointaines, ce qui en fait l'arme la plus destructrice du champ de bataille. Des arbalètes plus grandes sont montées sur roues pour les sièges. La prépondérance du combat au corps à corps entraîne la diffusion des épées, généralement en bronze (parfois en fer après le IVe siècle), qui s'allongent au fil du temps, passant de 40 à 70 centimètres en moyenne pour devenir plus maniables. Les fantassins sont protégés par des armures en cuir sur la majeure partie de la période, mais à la fin se développent casques et cuirasses en fer, plus résistants. La charrerie est supplantée par la cavalerie montée qui se développe sans doute sous l'influence des peuples cavaliers de la steppe : Zhao crée sa cavalerie sur le modèle des nomades du nord au contact desquels il se trouve. Leur technique de tir à l'arc au galop, leur tunique et leur pantalon sont également adoptés. Bien souvent, on leur achète les chevaux de combat,,,.

Armes de la période des Royaumes combattants
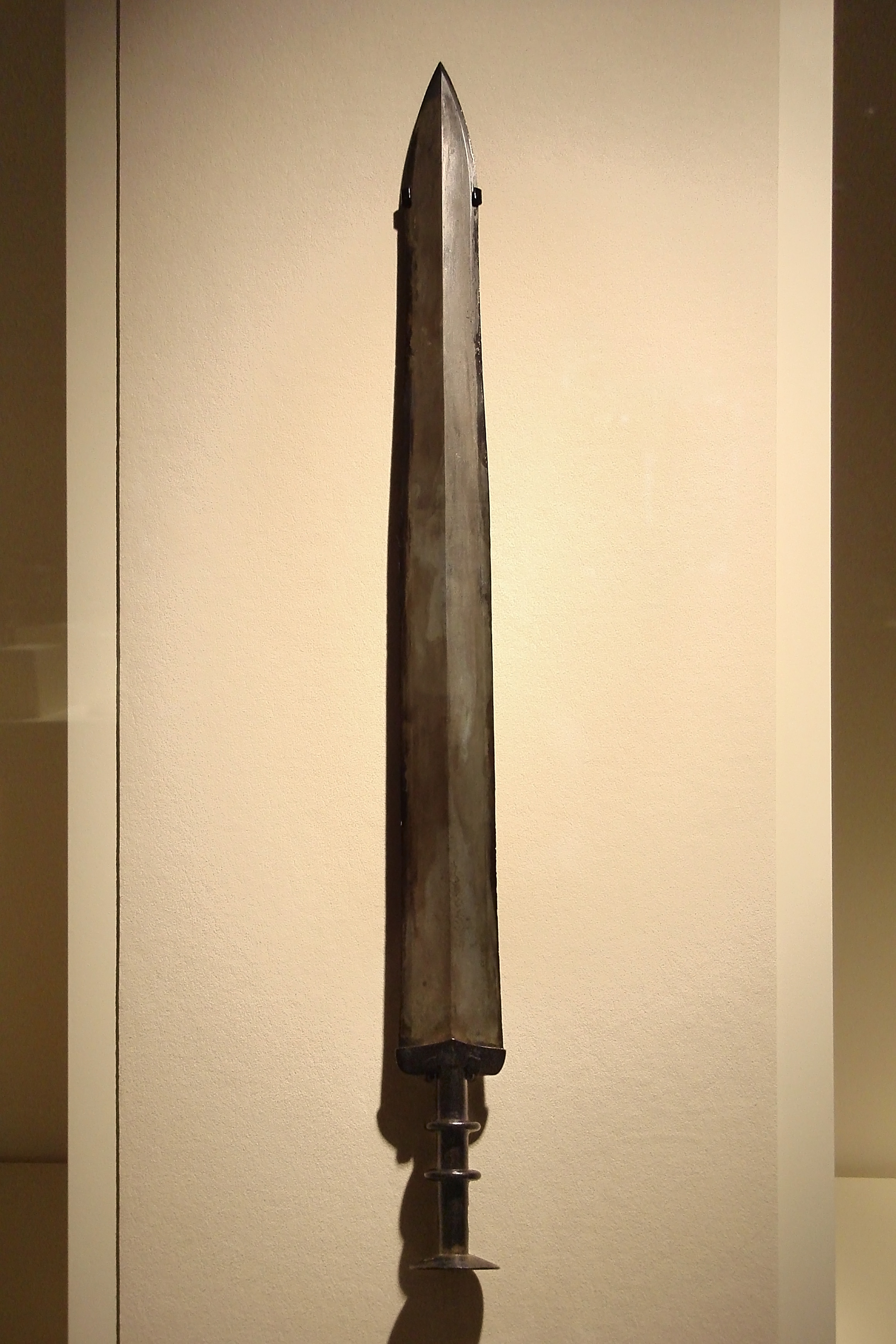
Épée en bronze.
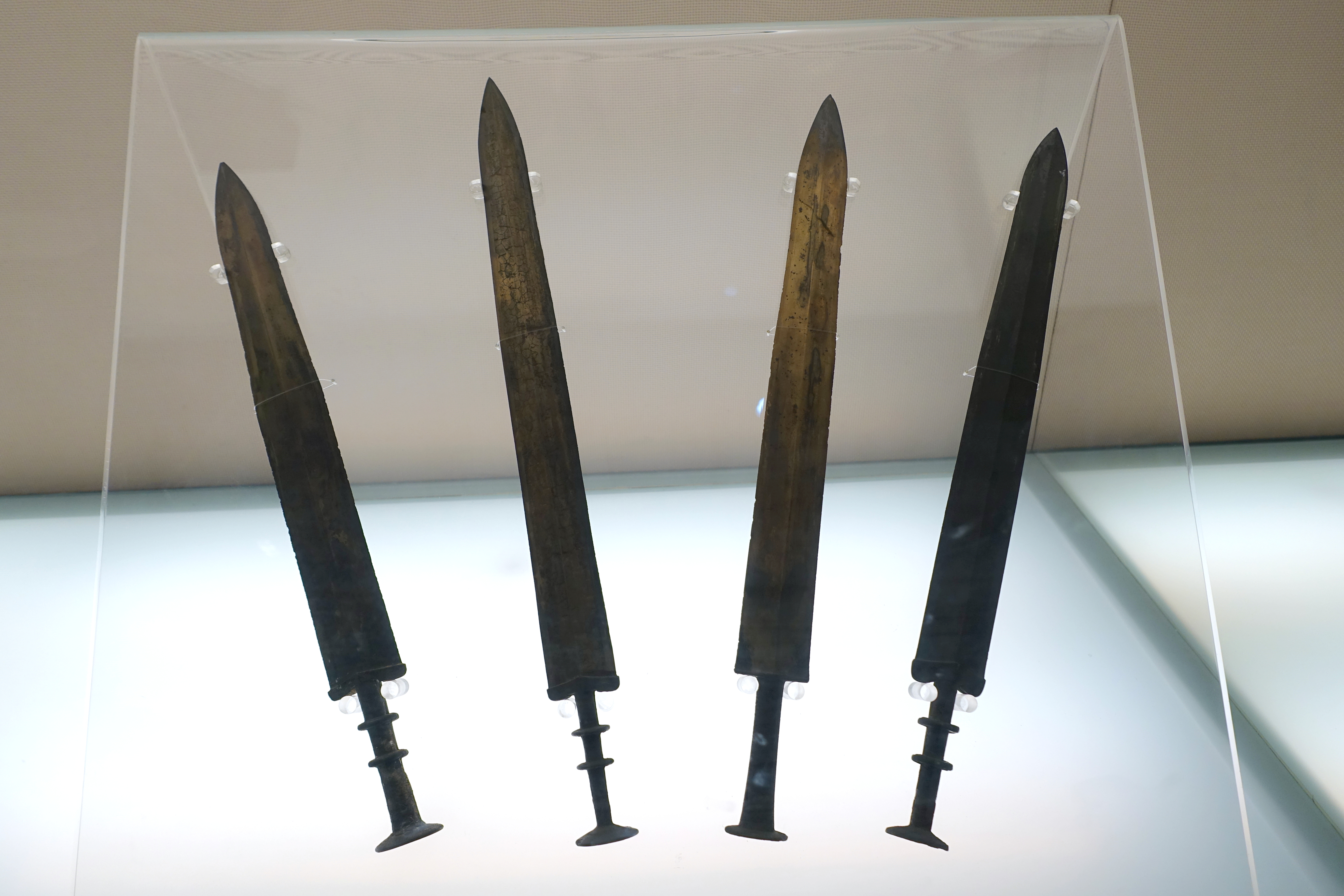
Quatre épées en bronze, Chengdu, Musée provincial du Sichuan.
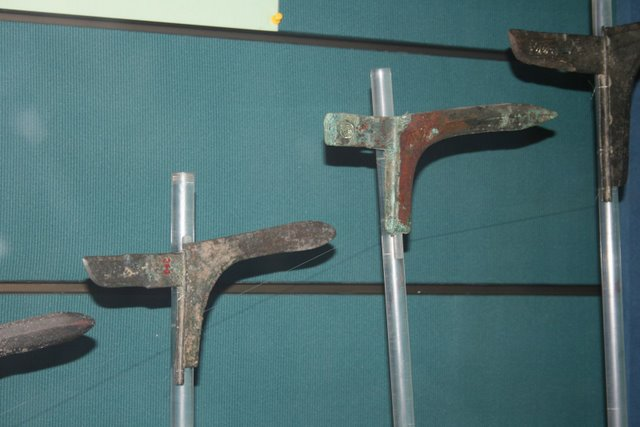
Lames de ge (hallebardes) en bronze.
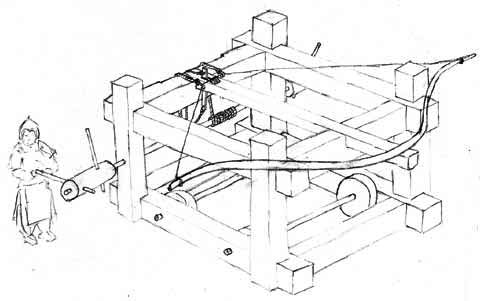
Représentation hypothétique d'une arbalète montée sur roues, servant pour les sièges.

Les dispositifs défensifs connaissent également de nombreuses améliorations au cours de la période,,. C'est alors que sont érigées les premières grandes murailles en terre damée, qui servent surtout à protéger les royaumes les uns des autres (et non à repousser les attaques de peuples des steppes) et se situent souvent à l'intérieur des territoires, pas uniquement aux frontières. Elles défendent avant tout les points stratégiques, notamment les points de passage comme les passes, les rivières, où sont positionnées des garnisons permanentes résidant dans des forts, ainsi que des tours de garde. Les premiers systèmes de murailles destinés à repousser des Barbares des steppes du nord sont construits à partir de la fin du IVe siècle, quand ces peuples se font plus agressifs face aux États septentrionaux (Yan, Zhao et Qin). Ils sont à l'origine de la première « Grande Muraille » frontalière, érigée sous l'empire Qin. Face à ces systèmes de défense, les techniques de poliorcétique sont simples : on tente de franchir les fortifications adverses en creusant des tunnels, ou en les escaladant au moyen de grandes échelles.

### La domination de l'infanterie et l'explosion des effectifs

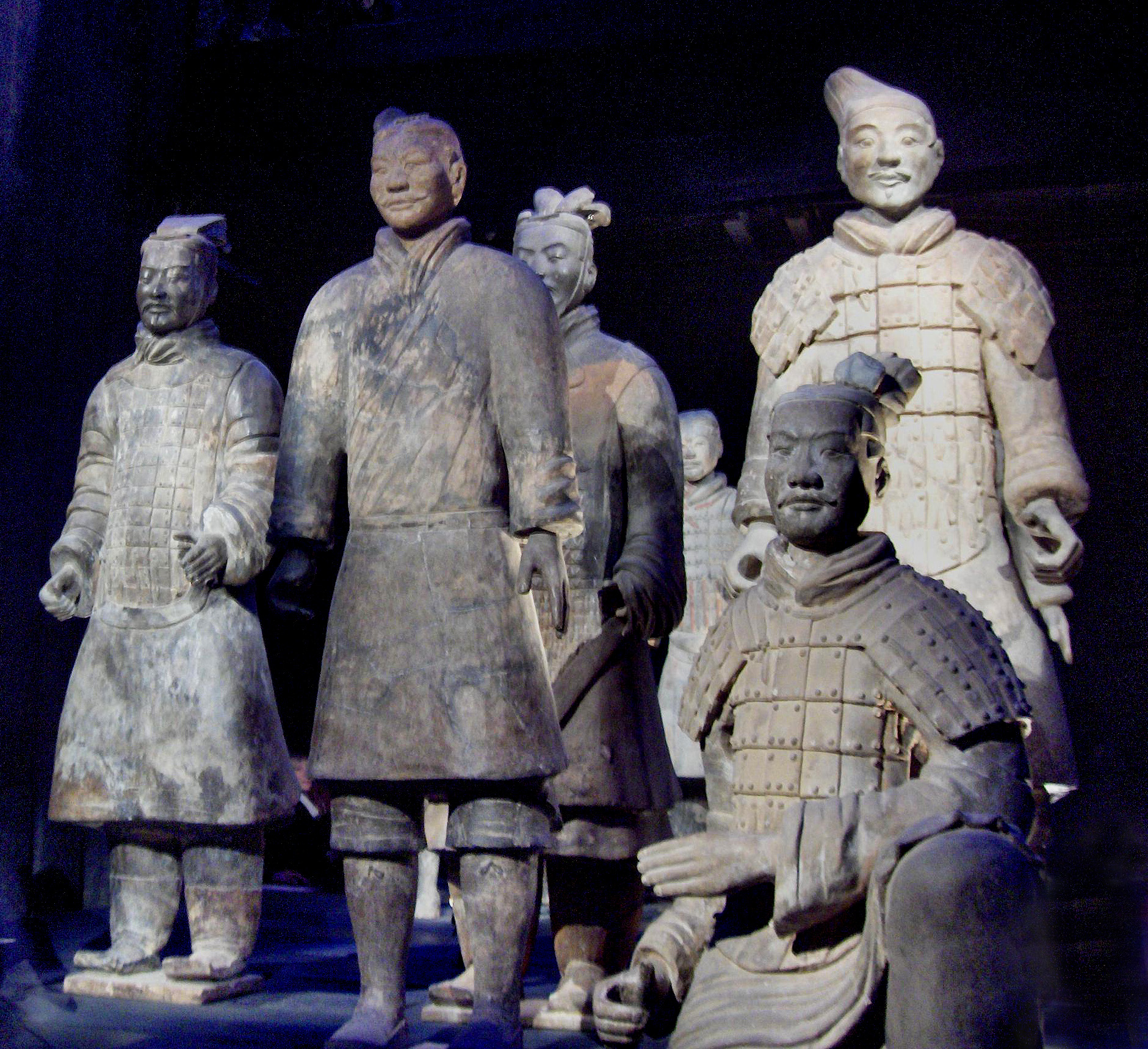
Soldats de l'armée en terre cuite du tombeau de Qin Shi Huangdi, équipés de façon similaire aux troupes de la fin des Royaumes combattants.

L'organisation des armées connaît de grands bouleversements qui découlent des évolutions de l'armement,. Alors qu'à la période des Printemps et Automnes, l'arme principale étaient les chars de guerre conduits par la noblesse traditionnelle, désormais l'infanterie la supplante en importance dans le déroulement des batailles, en particulier des grandes batailles. Le gros des troupes est constitué de paysans, véritable « chair à canon » si l'on en juge par la mortalité élevée lors des combats. Les méthodes de mobilisation varient. Un système incitatif de recrutement par versement de primes ou attribution d'exemption d'impôts semble avoir d'abord été utilisée. Par la suite, Qin instaure au IVe siècle le premier système de recrutement obligatoire, équivalent à une corvée due à l'État, selon une organisation quasi militaire de la société avec des unités de combat constitués sur une base familiale et locale (ce qui est censé favoriser la cohésion des troupes).
Ces unités sont commandées par des officiers (issus de la classe des gentilshommes, shi) chargés d'orienter leurs mouvements suivant les ordres des stratèges plutôt que de combattre à proprement parler. Les soldats de Qin reçoivent une récompense pour chaque tête d'ennemi rapportée et ce type d'accomplissement leur permet de monter en grade selon une échelle de statuts honorifiques qui se traduit en avantages pour toute leur famille. Les Royaumes combattants ont aussi mis en place des troupes d'élite sélectionnées puis entraînées, qui constituent les gardes spéciales des généraux et disposent de privilèges (soldes élevées, exemptions de taxes et de corvées pour leurs domaines). Le Xunzi décrit les troupes d'élite de Wei, dont les soldats portent de lourdes armures, disposent d'arbalètes et de hallebardes.
La place centrale de l'infanterie et les évolutions de son armement vont de pair avec la forte augmentation des effectifs des armées. Alors qu'elles étaient constituées au maximum de 30 000 soldats à la fin de la période des Printemps et Automnes, les armées mobilisées par les Royaumes combattants comptent des centaines de milliers d'hommes. Les chiffres de soldats en armes et surtout ceux des morts à l'issue d'une bataille que donnent les sources anciennes ne sont pas toujours fiables, mais démontrent au moins que la tendance à la croissance des effectifs est bien réelle. Ainsi, les infanteries des royaumes les plus puissants (Qin, Qi et Chu) sont évaluées à environ 1 million d'hommes, en incluant les troupes de garnison et celles chargées de travaux et de logistique. Les troupes effectivement mobilisées en campagne atteignent les 100 000 soldats au début de la période, bien plus à la fin : les textes anciens font état de 400 000 soldats de Zhao morts à la bataille de Changping.

### Le stratège militaire et la pensée stratégique
À ces différentes évolutions correspond un bouleversement profond des valeurs guerrières. Auparavant le combat était pour les nobles l'occasion de prouver leur bravoure et leur sens moral, il s'apparentait à un acte rituel ou à une ordalie dans laquelle les dieux décidaient du vainqueur. Désormais, les combats impliquent des armées plus nombreuses, reposant sur la piétaille. La violence monte en puissance, car le but est la destruction de l'adversaire. Dans ces conditions, ce n'est plus important de respecter des règles éthiques au combat ou de se référer aux présages divins avant de mener la bataille. La période des Royaumes combattants valorise la figure du stratège militaire qui recherche la victoire la plus complète et la plus efficace pour anéantir l'adversaire par tous les moyens. C'est pour cette raison que parmi les grands personnages consacrés par l'historiographie traditionnelle de cette période figurent de nombreux généraux (jiang ou jiang jun), tels que Wu Qi, Tian Ji, Bai Qi et Wang Jian, ou même des conseillers militaires ne dirigeant pas les troupes effectivement comme Sun Bin. Parfois les généraux se succèdent au sein d'une même famille, comme les Meng à Qin (Meng Ao, Meng Wu et Meng Tian).
De nombreux traités militaires ont été rédigés au cours de cette période. Le plus célèbre de nos jours est L'Art de la guerre de Sun Zi, l'autre traité militaire majeur de la période qui nous soit parvenu est celui de Sun Bin, retrouvé dans une tombe en 1972. Ces écrits mettent en exergue la figure du chef militaire idéal, qui sait préparer ses troupes de façon optimale, reconnaissant les moments idéaux pour lancer l'offensive décisive. Concrètement, ces traités abordent divers sujets comme le choix des soldats, les formations de combat, les différents types d'attaques, l'organisation des défenses, l'espionnage, etc. Le but est l'efficacité et les plus longs développements concernent la préparation des combats plutôt que leur déroulement. Les écrits stratégiques ont une dimension spirituelle, car il s'agit avant tout d'être supérieur en esprit à son adversaire, cette supériorité ne pouvant que se concrétiser par la victoire. La victoire à coût minimum voire sans combat est considérée comme l'idéal, suivant le précepte du « non-agir » (wuwei), base de la pensée stratégique chinoise. Ces écrits relèvent d'un authentique courant de pensée, l'« école des stratèges » qui use de concepts similaires à ceux des autres écoles de pensée de l'époque (yin et yang, Cinq phases, dao) et emprunte des idées au légisme ou au confucianisme.
La réflexion sur la place du fait militaire dans la société ne concerne pas que cette école, mais aussi d'autres penseurs comme Xunzi, ou les légistes qui recherchent les conditions favorables à la constitution d'une puissante armée, ou même les moïstes qui par esprit pacifique réfléchissent sur les techniques de poliorcétique pour défendre les places assiégées. Des lois militaires et des textes sur la façon d'administrer l'armée et d'organiser sa discipline existent également. Au fur et à mesure que les conflits deviennent plus meurtriers et destructeurs, et que les valeurs guerrières d'antan s' évanouissent, et à rebours de ces évolutions, se développe dans certains de ces discours philosophiques un idéal de guerre juste, par ses finalités mais aussi par sa mise en œuvre, qui doit faire en sorte d'éviter les carnages inutiles.

### La guerre et les mutations politiques et sociales
Les bouleversements que subissent les pratiques militaires accompagnent les évolutions des sociétés des Royaumes combattants à cette période. La guerre devient essentielle du fait du changement d'échelle : non seulement les effectifs mobilisés sont considérables — les fronts lors des grandes batailles peuvent s'étendre sur des dizaines de kilomètres de long —, mais, de plus, les campagnes peuvent désormais s'étaler sur plus d'une année et non plus seulement une saison comme auparavant. Les liens entre construction étatique et guerre sont discutés. Il est souvent reconnu que la guerre est un facteur important dans la dynamique de bureaucratisation des États de cette période, en premier lieu à Qin. Mais la relation n'est pas à sens unique, car le renforcement des souverainetés et des États explique les rivalités et la régularité des conflits, ainsi que le fait que les guerres deviennent « totales ».
Les États doivent en effet renforcer leur organisation et disposer de plus grands moyens financiers pour assurer l'équipement, l'entretien et la logistique de ces troupes. La conduite de la guerre devient leur priorité essentielle et mobilise une quantité considérable de leurs ressources et de leurs énergies ainsi que le travail théorique de leurs penseurs. Les gouvernants prennent pleinement conscience du fait que la puissance économique — avant tout la richesse agricole — est essentielle s'ils veulent acquérir la supériorité militaire. Les problématiques économiques n'en deviennent que plus importantes à leurs yeux.
Plus largement, les évolutions militaires accompagnent les recompositions sociales,. Elles consacrent la déchéance de l'ancienne noblesse et de ses valeurs rituelles et morales face aux nécessités de l'efficacité au combat et de la victoire à tout prix. Elles bénéficient dans une certaine mesure aux paysans qui dépendaient auparavant des nobles et deviennent les premiers producteurs, contribuables et combattants pour le compte de l'État. Mais d'un autre côté, le coût humain à payer par ces mêmes paysans pour satisfaire les ambitions des hommes de pouvoir est très lourd, puisqu'ils deviennent de simples pions sacrifiés dans des combats souvent très meurtriers, les vaincus étant parfois tous passés au fil de l'épée.

## Une période d'expansion économique et de recompositions sociales
Indépendamment des cercles du pouvoir et des élites, la période des Royaumes combattants voit des changements importants affecter l'ensemble de l'économie et de la société. Une partie de ces évolutions est sans doute liée au rôle croissant de la guerre et à la centralisation étatique. Cela a au moins une incidence sur les nombreux progrès techniques qui soutiennent la croissance économique et sur les améliorations de la productivité de l'agriculture et de l'artisanat, sources de revenus pour l'État. Cette période est aussi marquée par une forte croissance démographique qui a des conséquences aussi bien dans le monde rural que dans le monde urbain.

### L'agriculture et le monde rural

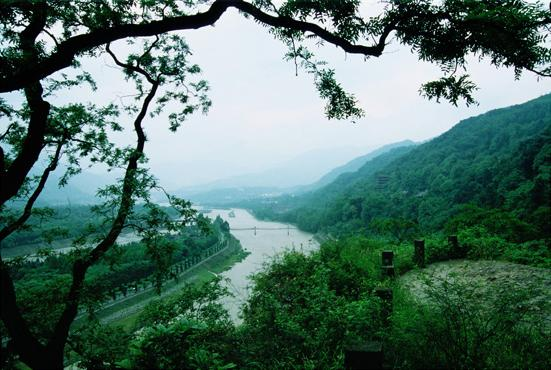
Vue d'une partie du système d'irrigation de Dujiangyan dans le bassin du Sichuan, construit au par des ingénieurs du Qin et qui a continué à être développé depuis.

La production agricole de la Chine de la période des Zhou orientaux repose avant tout sur les céréales, dont la répartition géographique se présente en gros comme suit : le bassin du Fleuve Jaune est une zone de culture du millet, de l'orge et du blé, tandis que plus au sud, dans le bassin du Yangzi, le riz domine aux côtés du millet. La principale culture spéculative (qui n'a pas une finalité vivrière mais vise à dégager un profit) de l'époque semble être celle du mûrier, dans le cadre de l'élevage de vers à soie.
L'agriculture connaît un essor sous l'influence de plusieurs facteurs dans lesquels les dirigeants des États ont joué un rôle incitatif. La progression des défrichements a permis l'exploitation de nouvelles terres. D'autres ont été gagnées par le drainage et l'assèchement de zones humides. Ensuite, plusieurs grands projets d'aménagements hydrauliques permettent d'étendre les périmètres irrigués. Certains ingénieurs sont passés à la postérité grâce aux grandes réalisations qu'ils ont mises au point dans le cadre de grands projets publics : les douze canaux de la région de Ye, près de Handan (Hebei actuel) creusés par Ximen Bao ; le système d'irrigation de Dujiangyan sur la Min (Sichuan) conçu par Li Bing ; le canal construit par le fils de ce dernier, Zheng Guo, reliant les rivières Luo et Jing, deux affluents de la Wei. C'est la région de cette rivière, située dans le royaume de Qin, qui bénéficie de la plus forte croissance agricole (et donc démographique) avec la région de Chengdu, dans l'État de Shu puis Qin après sa conquête. En dehors des frontières de Qin, la région du cours inférieur du Fleuve Jaune possède également une agriculture prospère (notamment à Wei et à Qi). Mais ces grands aménagements ne sont sans doute pas les facteurs les plus déterminants de l'essor agricole de la période. Les systèmes d'irrigation semblent plutôt secondaires, et leur construction et leur fonctionnement peuvent généralement se réaliser à l'échelle des communautés locales.
Il y a d'autres facteurs de croissance de la production agricole : les progrès techniques améliorant l'outillage en agriculture, les défrichements et les grands travaux d'irrigation, notamment la diffusion des outils comprenant des pièces en métal, d'abord du bronze puis de plus en plus du fer (têtes de houes, bêches, faucilles, socs d'araires, haches, etc.), remplacent l'outillage à base de bois et de pierre en usage depuis le Néolithique, tandis que l'araire tiré par des bœufs prend plus d'importance. Cette période voit aussi les débuts de l'agronomie, qui fait l'objet d'ouvrages expliquant le calendrier et les techniques agricoles (avec des rotations de culture permettant parfois de récolter une céréale de printemps et une céréale d'automne la même année), le drainage, les types de sols, etc.,. L'usage d'engrais est également vanté par certains ouvrages. La diffusion des innovations techniques est cependant lente et semble se limiter à certaines régions, surtout aux élites et donc aux grandes exploitations.
Cet essor agricole s'accompagne d'un bouleversement de la société rurale qui est lui aussi très influencé par les volontés des gouvernements. Les régions les plus prospères deviennent de grands espaces de cultures continus, dont peuplement se densifie. Il en résulte la création de nouveaux villages et de nouvelles circonscriptions, donc de nouveaux espaces contribuant à l'impôt, peuplés par des paysans ne dépendant pas des anciens lignages nobles, qui dominent traditionnellement les vieilles zones de culture. Avec le déclin de l'ancienne noblesse, les paysans dépendent désormais directement de l'État qui renforce son contrôle sur leurs communautés, ce qui se traduit à Qin par un encadrement de type militaire. L'administration cherche à recenser la population rurale, à l'organiser en groupes hiérarchisés, à la surveiller et à la fixer sur une portion de terre, tout en permettant l'achat et la vente de terres à la différence de ce qui se faisait précédemment. Les gouvernants encouragent ainsi la petite propriété paysanne. Suivant une vision utilitariste, Shang Yang veut constituer une nouvelle paysannerie indépendante, contribuant à la richesse de l'État, accomplissant des corvées et combattant dans l'armée. En effet, les penseurs de cette période estiment que la production agricole est la seule activité réellement créatrice de richesse. C'est donc sur les paysans qu'est censée reposer la puissance économique et militaire des royaumes chinois. Pour autant, tous les paysans ne bénéficient pas d'un accès stable à la propriété, loin de là : les inégalités rurales sont très fortes, des grandes propriétés en dominant d'autres plus petites, tandis que beaucoup de paysans endettés perdent leurs terres et sont parfois réduits en esclavage. Un grand nombre d'ouvriers agricoles vit donc dans la précarité, certains devant migrer pour travailler en ville,,.

### L'artisanat

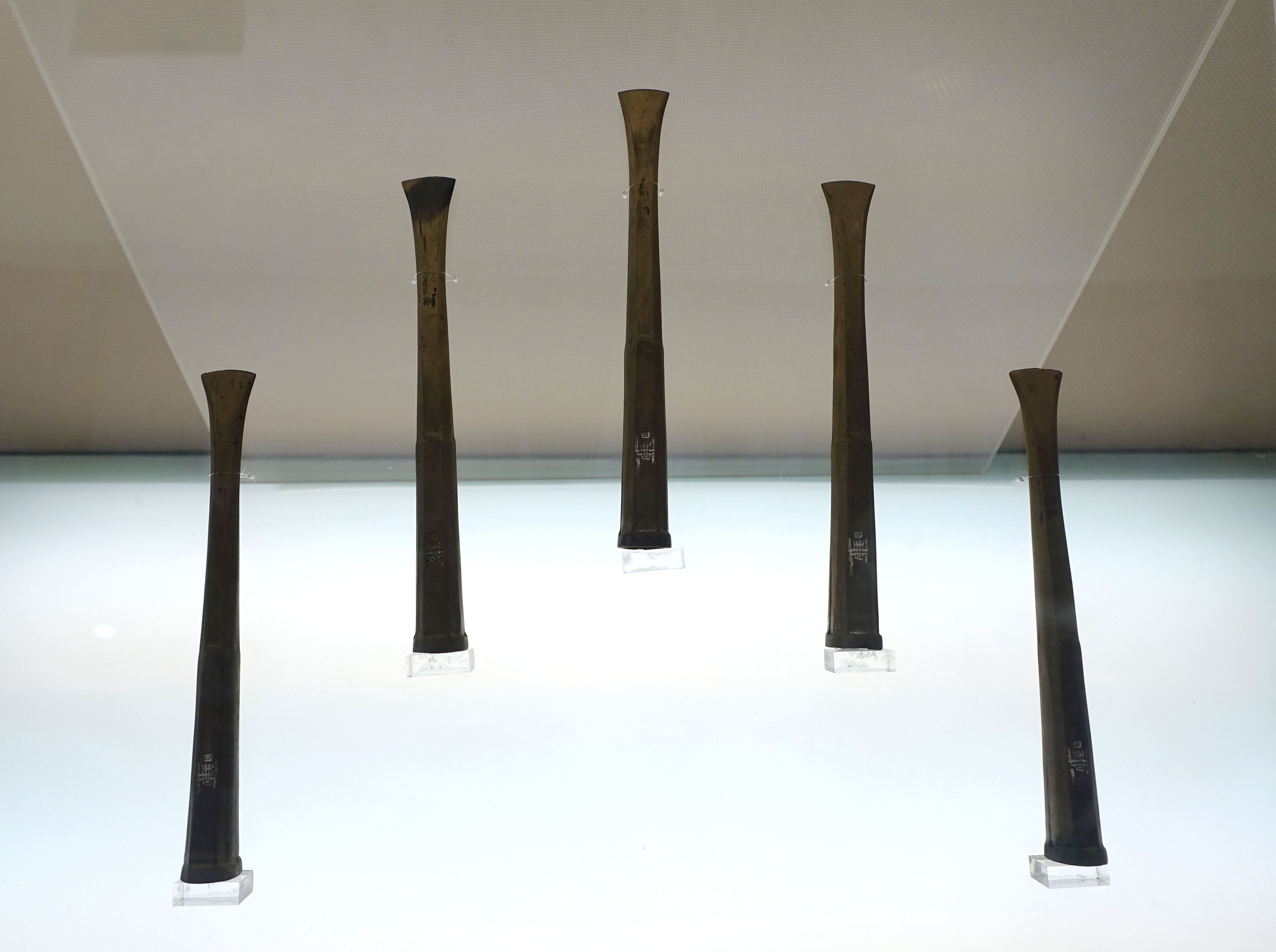
Ciseaux en bronze provenant de Majia (Xindu, Chengdu), Musée provincial du Sichuan.

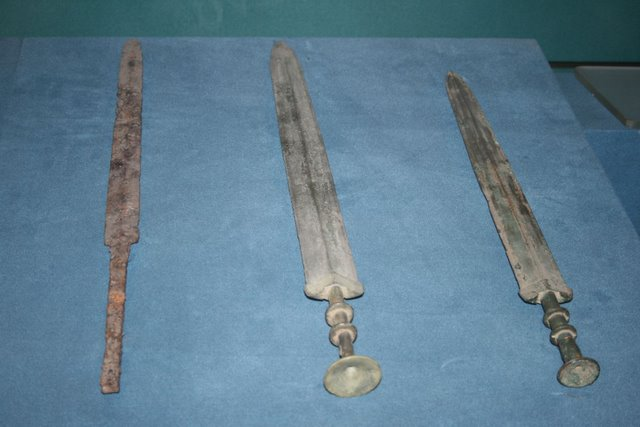
Deux épées en bronze et une épée en fer, exemples des productions de l'artisanat métallurgique de la période des Royaumes combattants.

Les activités artisanales sortent progressivement des cadres traditionnels de l'économie dirigée par les palais des rois et des grandes maisons nobles,,. Se développe alors un artisanat privé très diversifié qui profite de l'essor des grandes villes et des échanges. Les ateliers dépendant des pouvoirs royaux sont néanmoins les mieux connus. D'après les textes littéraires et juridiques, ils sont encadrés par des fonctionnaires choisis parmi les spécialistes du métier concerné, qui ont apparemment une fonction de formateurs. Les unités de base de la production sont des équipes regroupant des artisans. Ceux d'entre eux qui sont les plus spécialisés ou réputés font l'objet des convoitises des rois qui cherchent à les attirer dans leurs ateliers. Une partie des artisans des palais sont des esclaves, souvent des prisonniers de guerre. Les découvertes archéologiques donnent des informations sur les productions courantes et les productions de luxe. Les objets de qualité portent souvent le nom, le statut et la ville d'origine de l'artisan les ayant réalisés ou ayant dirigé leur confection. Les espaces artisanaux découverts lors des fouilles de certaines villes sont couramment situés près des espaces palatiaux, comme si leur localisation reflétait leur soumission à l'autorité politique ; c'est ainsi le cas des ateliers de Qufu, capitale de Lu, où sont réalisés des objets en bronze, fer, céramique et os.
Le secteur artisanal le mieux connu est la production métallurgique. Il évolue beaucoup à partir de la dernière phase de la période des Printemps et Automnes. C'est alors qu'apparaissent les premiers exemples de production de masse, bien connus grâce aux fouilles effectuées dans les ruines de la fonderie de Houma dans l'État de Jin. Les fondeurs du IIIe siècle av. J.-C. emploient des équipes de plus de 200 hommes. Les artisans chinois sont alors parvenus à une excellente maîtrise de la technique de fonderie du métal avec moulage standardisé. La production et l'utilisation d'un nombre croissant d'outils en métal accélère le développement des activités économiques, que ce soit l'agriculture, l'artisanat, la construction, l'extraction minière ou même le commerce par les échanges dont ils font l'objet. Ceci explique sans doute aussi dans une large mesure l'avance matérielle et technique dont dispose la civilisation chinoise à partir de cette période par rapport aux autres civilisations. L'activité métallurgique est à l'origine de la richesse de plusieurs familles de grands entrepreneurs.
Durant la période des Royaumes combattants, la grande mutation technique est le développement de la sidérurgie, en particulier avec la découverte de la fusion du fer. Il s'agit d'une révolution technologique, car, auparavant, seul le fer forgé était connu, obtenu par un martelage laborieux d'une loupe obtenue au bas fourneau. La fusion du fer, alors obtenue par fusion dans des fours dédiés (il s'agit de fours proches du cubilot), de loupes de bas fourneaux, donne naissance à un matériau nouveau, la fonte. On constate en effet l'apparition d'objets en fonte sur les sites archéologiques dès le Ve siècle av. J.-C. (essentiellement des outils agricoles et des armes, mais aussi de la vaisselle, le bronze restant cependant courant,). L'adoption de la fonte par les Chinois et la découverte de ses avantages vingt siècles avant les Européens induisent toute une dynamique de progrès divers : la fonte blanche, cassante, est convertie en fonte malléable à partir du IIIe siècle et les fours sont améliorés jusqu'à devenir, pendant la dynastie Han, au Ier siècle av. J.-C., des hauts fourneaux capables de fondre directement le minerai.

### Les échanges et la monnaie
Alors que durant les périodes précédentes le commerce concerne avant tout des produits de luxe destinés aux élites, les échanges portent maintenant de plus en plus sur des produits de consommation courante : les étoffes, les peaux, le cuir, le bois, le sel, ou même les céréales,,. Ceci est dû au développement de l'agriculture et de l'artisanat, ainsi qu'à la croissance démographique. D'où l'émergence d'une classe marchande de plus en plus riche qui contribue à enrichir l'État par les taxes qui frappent les marchandises, taxes parfois prélevées dans des marchés officiels contrôlés par le pouvoir politique. Les membres les plus puissants de la classe marchande, dirigeant des expéditions commerciales très importantes, sont aussi plus influents que par le passé, puisque certains d'entre eux obtiennent des charges importantes dans les cours royales. L'exemple le plus illustre est celui de Lü Buwei, premier ministre de Qin et régent du royaume pendant la minorité de Ying Zheng. Comme lui, les marchands ont une influence croissante sur la pensée politique et scientifique de leur temps, même s'ils ne sont pas toujours bien considérés, notamment par les confucéens qui affichent souvent un mépris prononcé à l'égard de ceux qui vivent du commerce. L'essor des échanges et l'usage de plus en plus répandu de la monnaie amènent de nombreux penseurs de l'époque à développer des théories économiques. Ils élaborent des concepts rappelant ceux de profit voire de marché prenant en compte les mécanismes de celui-ci (en particulier dans le Guanzi). Ces réflexions se nourrissent des débats sur l'intervention de l’État dans les activités économiques, notamment par le biais de la taxation.

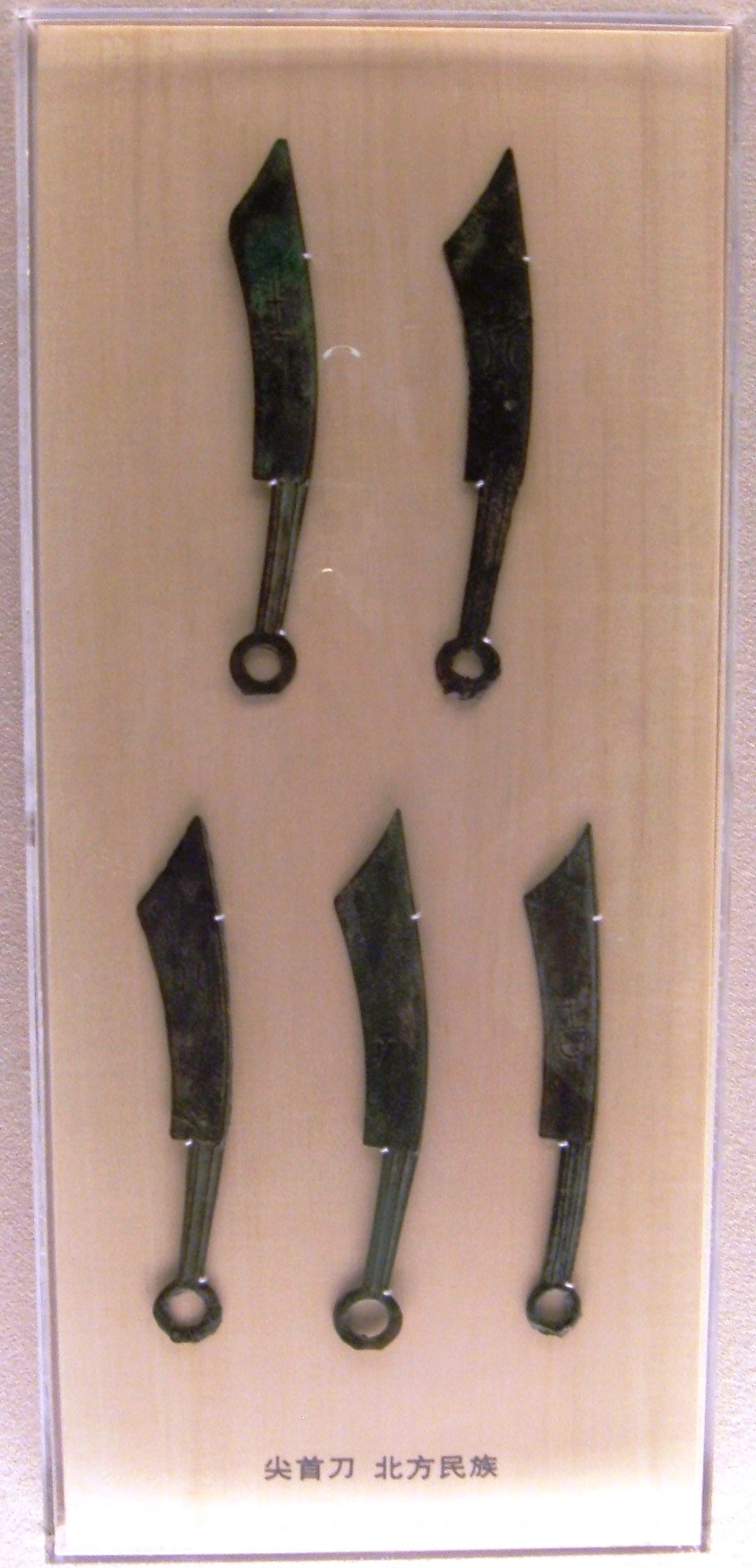
Dao, objets en forme de couteau servant de moyen de paiement, provenant du Yan.

La croissance des échanges bénéficie des progrès techniques de la période, par exemple avec le développement des moyens de transport plus performants au IIIe siècle grâce au perfectionnement de l'attelage et des roues à rayons.
Différents moyens de paiement sont employés depuis la période précédente, et de nouveaux sont développés sous les Royaumes combattants. Les autorités émettrices ne sont pas forcément des États, qui n'exercent pas de monopole sur la frappe de la monnaie. Souvent les monnaies semblent émises par des villes, c'est-à-dire probablement par leurs marchands. Quatre types d'objets en métal (bronze ou fer) servent de monnaie, répartis dans des aires géographiques pouvant se chevaucher. Le plus ancien est le bu, en forme de bêches, utilisé dans les trois royaumes issus de Jin et ceux de la Plaine centrale où ils s'étaient développés précédemment, ainsi que dans des régions voisines. À Qi, Yan et Zhao (donc au nord-est) circulent les dao, en forme de couteau. Au sud, à Chu et dans les régions voisines, on utilise des yibi, en forme de cauris, et parfois des plaques en or de forme carrée ou ronde. Les premières pièces de monnaie circulaires percées en leur centre circulent à Zhou, Zhao et surtout à Qin (banliang). Cette forme s'impose à l'époque impériale (les « sapèques »). Plusieurs de ces monnaies disposent d'un trou permettant d'en attacher plusieurs par un fil pour former des « ligatures », forme sous laquelle les sapèques circulent couramment par la suite. Enfin, les textes réglementaires de Qin du milieu du IIIe siècle indiquent que des rouleaux de tissu (bu) servent de monnaie, autre pratique courante aux périodes suivantes de l'histoire chinoise,. La place de ces monnaies dans l'économie des Royaumes combattants reste à déterminer : elles semblent servir surtout dans la sphère du pouvoir, que ce soit pour la rétribution de dignitaires et fonctionnaires ou le versement des impôts par les sujets, ainsi que dans les pratiques funéraires puisqu'il s'en trouve parmi les offrandes dans des tombes. Même si la monnaie sert de plus en plus dans les échanges courants (surtout à partir du IVe siècle), l'économie n'est donc pas pour autant monétisée.
Les échanges des royaumes chinois avec les peuples voisins se développent au cours des IVe – IIIe siècles. Cela profite avant tout aux États périphériques : Yan qui est en contact avec la Mandchourie et la Corée ; Zhao et Qin avec les peuples des steppes du nord-ouest et par là vers l'Asie centrale et même l'Inde ; Chu vers les régions méridionales de la Chine actuelle. Ces contacts commerciaux vont de pair avec des conflits militaires qui portent en germe les futures expéditions lointaines des empires Qin et Han.

### Le développement des villes
| |  |  |
| Plans schématiques de Handan (Hebei) et Linzi (Shandong), capitales des royaumes de Zhao et de Qi, exemples de « villes doubles » de l'époque finale des Royaumes combattants. |  |  |

La période des Royaumes combattants voit les villes se développer : l'importance du phénomène est bien connue grâce aux textes et surtout aux fouilles archéologiques récentes de nombreux sites urbains. Cela concerne en premier lieu des capitales des différents royaumes, qui connaissent un essor grâce à leur statut politique et la volonté des chefs d'État. Les États changent souvent de capitale au cours des IVe et IIIe siècles, construisent des villes nouvelles et les planifient en fonction de leurs réformes politiques. Ainsi, au cours de la période de grandes réformes de l'État de Qin sous le ministère de Shang Yang, sa capitale se déplace de Lingtong à Xianyang. En cela il imite Han, Wei et Zhao, qui avaient fait de même durant les décennies précédentes. Après la conquête du Sichuan, Qin y fait construire une capitale provinciale à Chengdu, sur le modèle de la capitale royale. Les autres facteurs décisifs du développement des grandes villes sont la croissance démographique et le développement économique qui, de grands centres politiques qu'elles étaient déjà, en font de plus de grands centres commerciaux et artisanaux, surpassant de beaucoup les modestes centres urbains qu'ils étaient à la période précédente,,.

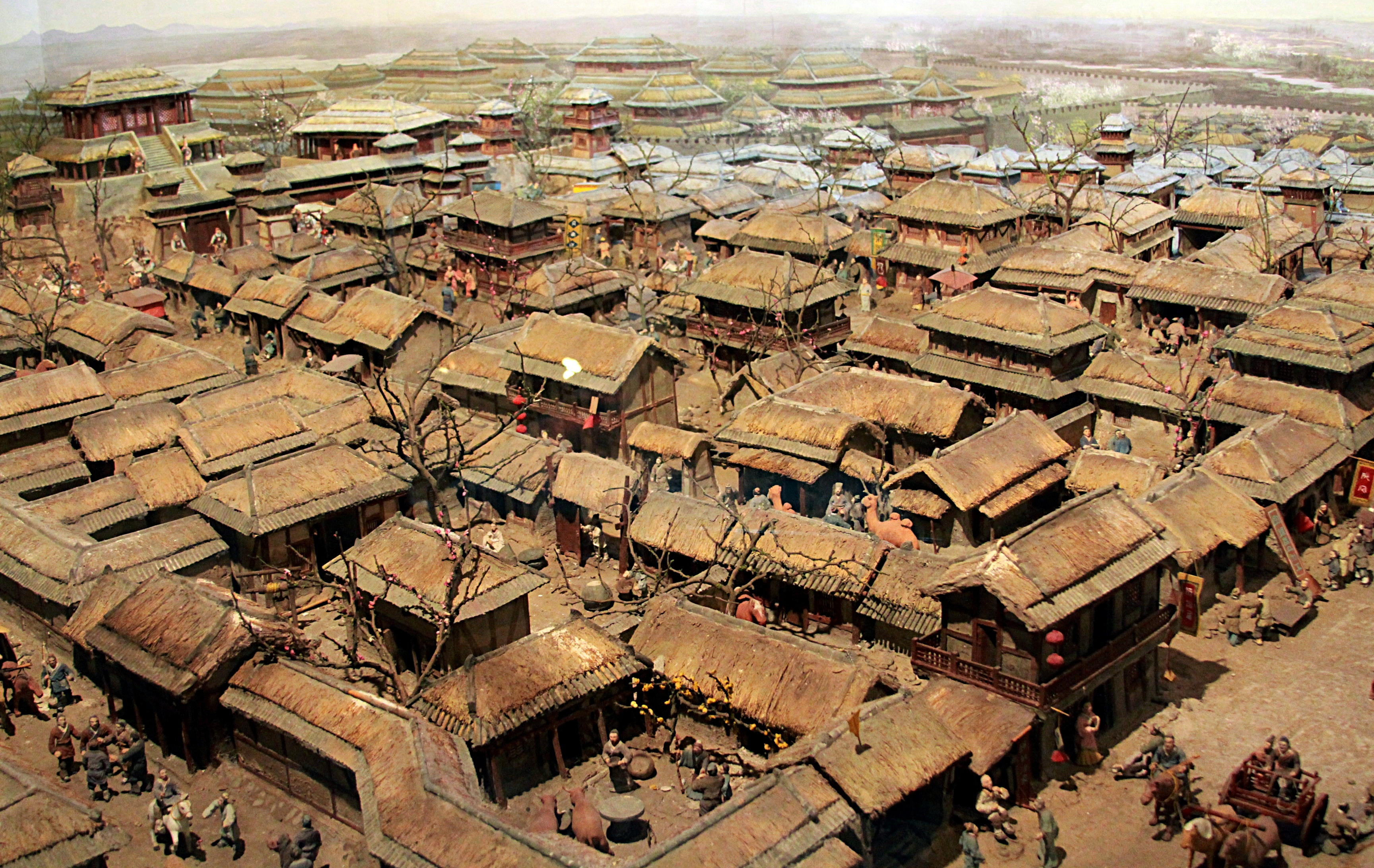
Tentative de reconstitution en maquette de la ville de Linzi, capitale du royaume de Qi. Premier plan : espaces marchands et artisanaux. Au fond : le complexe palatial avec les pavillons sur terrasse.

Parmi les plus vastes cités figurent Handan à Zhao, Ying à Chu avant sa prise par Qin et surtout Linzi, capitale de Qi, qui passe pour être la plus vaste. Elle aurait compté selon Sima Qian plus de 70 000 foyers, soit peut-être 350 000 habitants. Les fouilles ont révélé que ses murailles mesuraient de 28 à 38 mètres de large, prolongées par un large fossé. Elles s'étendaient sur environ 16 kilomètres de long, enserrant un espace de plus de 1 600 hectares.
Les capitales sont traditionnellement dominées par un quartier palatial isolé par des murailles internes et construit en hauteur sur une plateforme, montrant la prééminence du pouvoir politique dans le paysage urbain, impression renforcée par l'érection de hautes portes-tours (que). À partir de ce principe s'est développé un modèle de « ville double », dans lequel était adjointe à l'ancienne enceinte urbaine une nouvelle abritant généralement le centre du pouvoir organisé autour du palais, qui se différencie donc du reste de l'espace urbain. Par exemple, à Linzi le secteur palatial s'étend sur environ 300 hectares regroupant le palais royal et ses dépendances (dont des ateliers monétaires), tandis que le reste de la ville recouvre environ 1 300 hectares. Cette organisation est le reflet de la société urbaine qui s'est alors mise en place, reposant sur une séparation plus nette entre ceux qui exercent des fonctions politiques et ceux qui exercent des activités artisanales et commerciales, de statut moins honorable. La partie dominée de la ville est aussi celle où se retrouvaient des gens plus démunis ainsi que des troupes de brigands, représentant une menace potentielle pour la partie dominante lors des périodes de tensions.
L'intérieur des villes est organisé autour de larges avenues menant aux portes de la ville, d'où part une nébuleuse de ruelles étroites. Son organisation est mal connue car les fouilles se sont avant tout concentrées sur les lieux de pouvoir. Quelques zones résidentielles, commerciales et artisanales, ont néanmoins été mises au jour.

## Lettres et pensée: une période fondatrice

### Une période propice aux débats intellectuels

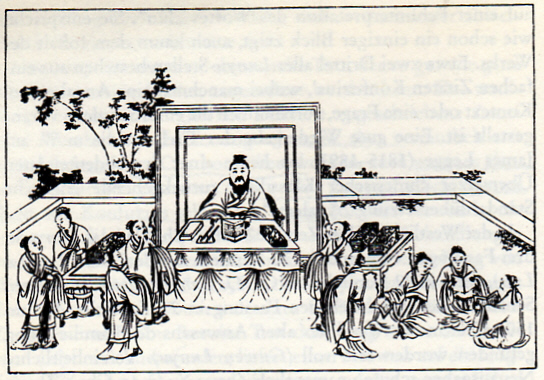
Confucius entouré de ses disciples en train d'étudier, selon une vision idéalisée de la période de la dynastie Ming (1368-1644).

La période des Royaumes combattants voit l'épanouissement de nombreux courants de pensée, dans le contexte de foisonnement intellectuel qui la caractérise. Plusieurs courants se développent qui occupent une place déterminante dans l'histoire de la pensée chinoise. D'autres courants restent sans postérité malgré un certain succès à leur naissance. Ces courants ont en fait été caractérisés à l'époque Han, et les écrits documentant leur pensée ont reçu une forme stable à cette même période. Mais ils reflètent bien la mise en place d'un contexte intellectuel riche, souvent en rupture (plus ou moins assumée) avec l'héritage antique et très marqué par les tendances politiques.

#### Maîtres et écrits philosophiques
La période des Royaumes combattants est marquée par des personnages ayant obtenu un grand renom pour leurs réflexions, qui peuvent être qualifiés de « penseurs » ou de « philosophes ». Les textes chinois leur attribuent le statut de « maître » (zi, zhuzi ; on parle aussi de zishu, « littérature des maîtres »), dont les réflexions apparaissent dans des ouvrages synthétisant leur pensée et qui portent en général leur nom ou un surnom/épithète accolé au mot zi « maître », par exemple le Mozi de « Maître Mo », ou le Xunzi de « Maître Xun ». Ils abordent des sujets sociaux, politiques et éthiques, et sont divisés en chapitres portant un titre. Ces textes se présentent en général comme des restitutions de l'enseignement des maîtres, souvent sous forme de conversations entre celui-ci et d'autres personnes, les mettant en scène dans le rôle de protagoniste (cas de Confucius, Mencius, Mozi, Zhuangzi), hommes de discours et non d'écrits puisqu'il est rare qu'un maître soit présenté comme l'auteur de l'ouvrage censé contenir son enseignement. Les Entretiens de Confucius sont ainsi une compilation de préceptes et d'anecdotes courtes mettant en scène ce maître, arrangés en une vingtaine de chapitres sans principe directeur. Une évolution se produit néanmoins dans les derniers temps de l'époque pré-impériale, avec l'apparition d'exposés plus construits, le Xunzi et le Han Feizi, dont les chapitres se présentent sous la forme de traités théoriques abordant des sujets précis, et dont l'essentiel du contenu philosophique voire de sa mise par écrit peuvent être attribués à un auteur-penseur unique,.
En fait plus que la pensée des maîtres, c'est celle de ces ouvrages qui est étudiée, vu qu'ils sont pour la plupart des œuvres composites constituées à partir d'enseignements transmis oralement, puis couchés par écrit par diverses personnes, et remaniés puis compilés jusqu'à leur version stabilisée, sans auteur unique même s'ils peuvent effectivement être dominés par la pensée d'un maître ou d'une école. Les versions connues sont pour la plupart le produit d'un travail d'édition des lettrés de l'époque Han, en particulier l'équipe de Liu Xiang qui dirigeait la bibliothèque impériale dans les dernières décennies su Ier siècle av. J.-C. (mais le Zhuangzi est édité plus tard, au début du IVe siècle de notre ère). Ces érudits ont procédé à des sélections, des classements et des compilations, afin d'éliminer parmi le large corpus de documents sur lamelles de bambou et de bois qui circulait à leur époque ceux qui revendiquaient refléter l'enseignement de ces maîtres mais dont l'origine et l'attribution leur paraissaient douteuses. Les travaux de la critique textuelle moderne, permettant de resituer plus précisément dans le temps l'origine de ces textes et le cas échéant leurs différentes phases de rédaction et de compilation, indiquent néanmoins que plusieurs d'entre eux sont constitués en partie et même parfois en totalité de textes trop tardifs pour être attribuables à l'époque du maître éponyme ou de ses disciples, s'écartant parfois de leur pensée d'origine. Un des cas extrêmes, le Guanzi, qui tire son nom d'un célèbre ministre du VIe siècle, est composé de chapitres hétéroclites datables du Ve au Ier siècle, et son contenu ne doit probablement rien aux enseignements de ce maître ; c'est « un bon exemple du caractère protéiforme des ouvrages de la Chine ancienne : les chapitres y sont anonymes et composés sur plusieurs générations ; ceux qui se sont perdus ont été remplacés, d'autres complétés ; des commentaires ont parfois été interpolés au texte original » (R. Graziani). Les biographies des penseurs des Royaumes combattants rapportées sous les Han (avant tout dans les Mémoires historiques) sont utiles pour mieux les connaître, quoiqu'elles comprennent dans plusieurs cas des invraisemblances, quand il ne s'agit pas d'éléments légendaires comme pour Laozi, au point qu'il est autorisé de douter que ce personnage ait existé.
De fait il reste difficile d'apprécier quel était le contenu et la façon dont étaient reçus ces textes sous leurs premières formes circulant à l'époque des Royaumes combattants, même si on parvient en général à replacer les idées d'un ouvrage ou du moins d'une partie de celui-ci dans le contexte philosophique de l'époque pré-impériale et donc à dater assurément leur origine de cette époque. Les découvertes archéologiques effectuées dans des tombes anciennes peuvent apporter des éclairages sur les versions qui circulaient effectivement à la période pré-impériale et l'évolution de la pensée à cette période : plusieurs textes datés de la fin du IVe siècle furent ainsi retrouvés dans un tombeau à Guodian dans le Hubei en 1993, dont une version du Daodejing de Laozi attestant un état précédant celui de sa version classique, cette dernière étant en revanche attestée parmi les textes trouvés dans une tombe de Mawangdui, datée du début du IIe siècle,,.

#### Des réflexions marquées par des finalités politiques
La relation des penseurs au pouvoir politique est essentielle dans le développement de leurs réflexions. Ils proviennent du milieu des gentilshommes lettrés, la catégorie des shi, qui occupent des fonctions diverses au service du pouvoir : exercice de responsabilités dans l'administration, célébration de rituels, expertise militaire, conseils politiques, tenue d'archives et rédaction de textes officiels, etc. Leurs discours sont donc aussi un moyen d'obtenir des fonctions élevées afin d'accomplir les réformes qu'ils conseillent. Ils bénéficient d'une relative autonomie dans leurs mouvements : ils peuvent se déplacer de cour en cour, changer d'allégeance ; l'exception est Zhuangzi qui n'a aucun intérêt pour les affaires politiques et aurait refusé un poste important proposé par le roi du Chu. De fait les rois et les puissants politiques cherchent à attirer les lettrés les plus renommés pour bénéficier de leurs conseils et asseoir leur prestige en se les attachant. Les « Quatre Seigneurs des Royaumes combattants » entretiennent ainsi une cour de lettrés. Le roi Xuan du Qi, à la fin du IVe siècle, héberge quant à lui les plus grands esprits de son temps dans un pavillon de Linzi. Ce lieu, propice au développement de débats, devait passer à la postérité sous le nom d'« Académie Jixia », et jouer un rôle majeur dans le développement de la pensée à cette époque. Plus tard, le grand ministre Lü Buwei du Qin réunit à la cour les plus grands lettrés de son temps pour leur faire rédiger les Printemps et Automnes de Lü Buwei ; il a pour ambition de rassembler tous les savoirs dans cet ouvrage encyclopédique, achevé en 239.
Les idées de l'époque des Royaumes combattants sont donc formulées dans un contexte de libération et d'intensification des débats politiques, dans lesquels les esprits les plus brillants s'affrontent souvent directement, cherchant à montrer leur prééminence par la qualité de leur discours et leur argumentation. Le travail des penseurs est donc à finalité politique d'abord, au service de l'État alors en pleine réorganisation et auquel ils proposent différentes pistes de réformes politiques et sociales, préparant en quelque sorte l'unification politique en proposant un idéal de souverain unique gouvernant un pays unifié et centralisé. Ils souhaitent contribuer au bien-être du peuple par leurs projets, notamment en contribuant à la pacification de la société, à sa mise en ordre et à son amélioration morale. Du reste toute la littérature de la période à vocation historique et mythologique (voir plus bas) traduit ce même arrière-plan politique.
La vie et la pensée des maîtres de ce temps reflètent aussi le contexte des rivalités croissantes entre des royaumes de mieux en mieux organisés, des conflits de plus en plus violents, du rejet de la tradition ancienne. L'évolution des idées semble suivre celle de la situation politique et l'histoire de la pensée des Royaumes combattants peut être divisée en deux périodes. Selon A. Cheng, la première période est caractérisée par une pensée plus spéculative (Zhuangzi, Mencius, logiciens) alors que la seconde, influencée par le « durcissement des enjeux politiques » de la seconde moitié du IVe siècle et du IIIe siècle, est moins idéaliste, plus tournée vers l'action, plus polémique aussi (Laozi, Xunzi et les légistes). On retrouverait plus largement dans la Chine de cette période des tendances similaires à celles qui se retrouvent dans d'autres régions du monde vers la même période (Grèce, Inde, Israël), renvoyant au concept d'« Âge axial » développé par K. Jaspers : division politique entre plusieurs États rivaux, générant une situation très conflictuelle, et mettant fin à un ordre ancien (ici celui hérité des Zhou de l'Ouest) qui est questionné par les penseurs qui cherchent à trouver une nouvelle « voie ».

#### Courants, traditions et concepts communs
Il n'y a pas vraiment de courant de pensée structuré disposant d'une identité forte à l'époque des Royaumes combattants, hormis à la rigueur ceux des héritiers de Confucius et de Mozi qui ont une tradition durable de maîtres formant des disciples devenant à leur tour maîtres. L'époque pré-impériale ignore ce genre de classification : ces courants de pensée devaient être distingués, classés et nommés par les lettrés de la période de la dynastie Han, à commencer par Sima Tan (m. v. 110 av. J.-C.) qui distingua six principales « écoles » (jia) : celles du yin et du yang, des lettrés (confucianistes), des moïstes (disciples de Mozi), des nominalistes, des légistes et des taoïstes. Par la suite le grand travail de classification et d'édition conduit par Liu Xiang affina ces regroupements. Cela donna lieu à des choix masquant dans une certaine mesure la diversité des pensées de l'époque, par exemple celle de Xun Zi, classé parmi les lettrés alors qu'il est également proche des idées légistes,.
Les écrits de pensée font souvent référence à des traditions identiques, mêlant un héritage de littérature ancienne, notamment les ouvrages de la cour royale des Zhou occidentaux (Livre des documents, Livre des Odes, Livre des Mutations), citant des anecdotes historiques issues des textes historiographiques et rapportant des faits édifiants et les accomplissements de personnages antiques pris pour modèles ou contre-modèles, ainsi que divers récits issus du fonds mythologique chinois. Est mobilisé un ensemble de concepts sinon identiques du moins proches, bien qu'un même terme puisse avoir un sens différent selon l'auteur, ce qui les rend difficilement traduisibles, : li (« rite »), de (« vertu »), dao (habituellement traduit par « voie »), qi (une sorte de « souffle »), ren (« humain » ou « sens de l'humain »), yi (« juste » ou « sens du juste »), les idées de mutations et de rythmes cycliques (avec notamment les concepts de yin et yang), etc., se retrouvent ainsi chez divers auteurs.
Bien que les idées circulent entre les royaumes en même temps que les hommes qui les formulent, certaines pensées semblent avoir été liées à un contexte géographique déterminé, car les différences culturelles de la Chine des Royaumes combattants affleurent dans les textes et certaines tendances semblent avoir une assise régionale bien précise (parce que le maître en est originaire ou que c'est là que les études se développent). Les confucianistes proviennent du Lu natal de Confucius et nombre de ses disciples, où la pensée ritualiste conserve un ancrage fort ; ils ont une grande influence dans la Plaine centrale (à Wei et Qi). Le légisme est plus représentatif des trois Jin et surtout de Qin. Les théories naturalistes, voire occultes, notamment l'« école du yin et du yang », sont bien développées à Qi (notamment autour de l'académie Jixia) et Yan. La pensée de Zhuangzi et du futur taoïsme est manifestement marquée par les traditions de Chu où la réflexion sur la nature prend aussi beaucoup de place , .

### Les principaux penseurs et leurs idées
C'est donc dans cette effervescence que naissent de nombreux courants de pensée, justifiant l'expression des « Cent écoles » des Royaumes combattants qui fut formulée par la suite. Il s'agit maintenant de voir quels sont les plus marquants, sans revenir sur ceux déjà évoqués (l'« école des stratèges » et l'« école de la diplomatie »). Les limites entre toutes ces mouvances ne sont pas nettes et leur catégorisation, entamée par les lettrés de la dynastie Han, bien qu'utile, masque dans une certaine mesure leur diversité.

#### Confucius et ses héritiers
Le premier courant à mettre en avant est l'école de Confucius, amenée à jouer un rôle capital dans l'histoire chinoise, où elle est souvent présentée comme l'« école des lettrés » (rujia). Elle trouve son origine dans les enseignements de Confucius (version latinisée de Kong zi, « maître Kong »), qui a vécu à la fin des Printemps et Automnes (551-479 selon la tradition),. Il n'a jamais écrit d'ouvrage qui aurait synthétisé sa pensée, même s'il passe pour avoir remanié plusieurs des ouvrages « classiques ». Ce sont ses successeurs qui se sont chargés de mettre en forme son enseignement, notamment dans le Lunyu (Entretiens de Confucius), collection de préceptes et d'anecdotes qui a pris sa forme définitive au plus tard à l'époque Han. La pensée de Confucius se veut un retour à l'ordre ancien, à la tradition qu'il voit se dégrader avec la déliquescence des cadres politiques traditionnels. L'homme est au centre de sa philosophie et, pour lui, la société n'atteindra son harmonie que par l'étude, le rétablissement et le respect des rites, la rectification des noms. Cela permettra de créer des gens moralement irréprochables, compétents, qui mériteront d'occuper les charges importantes dans les royaumes à la place des élites héréditaires.
L'enseignement de Confucius a connu le succès après sa mort, il a été repris par ses disciples, notamment Zengzi qui a rédigé la Grande Étude (Daxue), ou encore Zi Si (petit-fils de Confucius) a qui est attribué l'Invariable Milieu (Zhong Yong). Plusieurs textes retrouvés dans une tombe de Guodian (Hubei) semblent relever de ses enseignements, qui ont influencé ceux de son disciple Mencius (Mengzi, 380-289), l'un des penseurs majeurs du confucianisme, en portant la réflexion sur la qualité des hommes, le sens de la droiture et la sagesse. Mencius croit profondément en la bonté naturelle de l'homme, dont il faut éviter la corruption en l'éduquant correctement afin que la société se développe harmonieusement. Si un gouvernant se montre indigne moralement, le peuple a le droit de le destituer, car il a perdu le Mandat du Ciel,,. Le deuxième penseur majeur du confucianisme des Royaumes combattants est Xunzi (310-230), qui peut être considéré comme le pendant pessimiste de Mencius,. Rédacteur du premier ouvrage à ne pas être présenté sous la forme d'une discussion ou d'aphorismes mais exprimant directement ses idées, Xunzi pense que la nature humaine est mauvaise et propose de l'améliorer par l'éducation et les rites suivant la tradition confucéenne, mais aussi par la loi, idée d'inspiration légiste. Les écrits de Xunzi ont été particulièrement influents dans l'affirmation du confucianisme des premiers empires chinois, tandis que ceux de Mencius ont été repris par la tradition néo-confucéenne qui l'a emporté sous la dynastie Song. Intégrés dans les textes canoniques, ils contribuent par là à la prééminence de ce courant de pensée dans le monde chinois.

#### Mozi et les moïstes
Mozi (460-400), vivant peu après Confucius et opposé à la pensée de ce dernier, est à l'origine du courant moïste, qui est particulièrement influent durant la période pré-impériale mais disparaît ensuite,. D'origine modeste, apparemment issu d'un milieu d'artisans, il dénonce les inégalités sociales, pense que l'être humain est par nature égoïste, doit être en conséquence discipliné et moralisé à travers des pratiques ascétiques dans une organisation sociale autoritaire valorisant l'altruisme (et non par les rites). Mozi pense que le Ciel surveille les humains en permanence, envoie des démons les châtier s'ils agissent mal. À sa suite, ses disciples forment un mouvement organisé en groupes vivant dans la frugalité et l'égalitarisme, professant le pacifisme, passés experts dans l'art de la poliorcétique pour défendre les cités injustement attaquées. Certains moïstes s'illustrent également dans le domaine de la logique.

#### L'école des noms
L'« école des formes et des noms » (ses penseurs sont considérés tantôt comme des « sophistes », tantôt comme des « logiciens ») s'affirme dans les écrits moïstes et aussi dans ceux de Hui Shi (380-305) et Gongsun Long (333-250). Elle propose une méditation sur le langage, les noms et l'art du discours en général qui, une fois suffisamment maîtrisé, permettrait de bien diriger la politique,. Le langage est important parce qu'il permet d'édicter des normes, de convaincre et pas seulement de désigner les choses de façon vraie ou fausse. Le Gongsun Longzi reste célèbre pour la vigueur de ses raisonnements ainsi que les paradoxes qu'il formule (« cheval blanc n'est pas cheval »). Ce courant, important durant les Royaumes combattants, n'a cependant pas de postérité.

#### Le légisme
L'« école des lois », ou légisme, représente le courant de pensée le plus orienté pratiquement et théoriquement vers la réflexion politique,. Il est le seul à compter parmi ses représentants les plus fameux des ministres importants, tels que Li Kui, Shen Buhai ou Shang Yang. L'œuvre considérée comme fondatrice du légisme par les penseurs qui s'en réclament, le Guanzi, est attribuée à Guan Zhong, célèbre ministre du Qi durant la période des Printemps et Automnes, bien qu'elle soit vraisemblablement le résultat d'une compilation beaucoup plus tardive de sources diverses datant de la période des Royaumes combattants. Quant à l'œuvre maîtresse de ce courant, elle a été rédigée par Han Feizi, issu de la noblesse du Han et disciple de Xunzi ayant adopté certaines conceptions proches du taoïsme. Les légistes partent d’une analyse de la société telle qu'elle est et proposent la manière la plus efficace de la gouverner par un renforcement des institutions politiques qui doivent s'imposer à toute la société. L'instrument essentiel en est la « loi » (fa), qui doit s'appliquer à tous sans distinction, pour permettre à l’ordre de régner et au royaume de gagner en puissance. Le système s'appuie sur des méthodes autoritaires, notamment la crainte inspirée par les peines infligées aux personnes ne respectant pas la loi et sur les récompenses escomptées par ceux qui agissent de leur mieux pour le compte de l'État. Le légisme est souvent lié à l'ascension du royaume du Qin et à la fondation de l'empire, cet État ayant eu pour premiers ministres deux représentants majeurs de ce courant, Shang Yang et Li Si (un autre disciple de Xunzi).

#### Les précurseurs du taoïsme
Deux penseurs majeurs de la période des Royaumes combattants ont été ultérieurement rattachés au courant ensuite qualifié de « taoïsme », ou « école du dao », cela à partir de la dynastie Han, quoiqu'ils ne forment pas à proprement parler une école de pensée à l'époque pré-impériale. Ces penseurs n'ont pas le monopole du concept de dao (« voie »), même s'ils lui accordent une place et un sens particulier qui les rapproche. Il s'agit de Laozi et de Zhuangzi. Bien que la tradition veuille que le premier ait vécu avant le second, il se pourrait que le Zhuangzi ait été rédigé avant le Laozi, au IVe siècle. Cet ouvrage, reconnu pour ses grandes qualités littéraires, se divise en chapitres « internes » attribués à « Maître Zhuang » et en chapitres « externes » et « mixtes » sans doute remaniés ou rédigés par d'autres. Penseur couramment considéré comme anticonformiste, prônant un affranchissement des normes et des limites en général, il privilégie la spontanéité et le rapport des humains avec la nature, se détachant de la société pour faire corps avec le dao, la « voie » naturelle des choses. Le Laozi ou Daodejing (« Livre de la voie et de la vertu »),,, est une succession de poèmes qui font du dao un principe cosmique supérieur à l'origine de l'Univers et auquel retournent toutes choses. Y est préconisé le « non-agir » (wuwei), l'action sans intention, vue comme la meilleure manière de gouverner la société en évitant de contrarier le dao. Avec le Laozi et le Zhuangzi comme textes fondateurs intégrés dans un même courant de pensée, le taoïsme devient progressivement une religion durant les premiers siècles de l'époque impériale, après avoir intégré d'autres éléments religieux et cosmologiques (notamment ceux de l'école du yin et du yang, et diverses pratiques magiques). Un autre grand texte de la tradition taoïste postérieure, le Liezi, est attribué à un personnage qui aurait vécu vers la fin du Ve siècle av. J.-C. Néanmoins dans sa version classique cette œuvre composite est manifestement surtout constituée de textes d'époques plus tardives, plusieurs étant repris d'autres œuvres, aussi il est en général écarté des études sur la pensée des Royaumes combattants,.

#### Courants cosmologistes
La pensée de Laozi et surtout celle de Zhuangzi sont significatives du succès des tendances naturalistes et cosmologistes qui s'imposent à la fin de la période des Royaumes combattants. Leurs principes dominent manifestement d'autres œuvres contemporaines importantes comme le Guanzi, ouvrage abordant une grande variété de sujets, rédigé dans les cercles de l'académie Jixia où l'on sent en particulier l'influence de Zou Yan, représentant de l'« école du yin et du yang », mais aussi une approche renvoyant au courant Huanglao de l'époque Han. Les Printemps et Automnes de Lü Buwei, d'où ressortent probablement les idées de Yang Zhu, sont également une source majeure sur ces courants cosmologistes. Ces courants de pensée reposent sur plusieurs concepts censés expliquer l'organisation du cosmos que l'on retrouve couramment à cette époque dans la pensée et la religion : le qi, énergie vitale traversant tout l'univers et les êtres vivants, le yin et le yang (principe de deux forces contraires liées et interdépendantes), les Cinq Phases. Toutes les parties de l'univers sont conçues comme se modifiant sans cesse, se recomposant en de nouvelles positions qu'il faut chercher à connaître voire à influencer (voir plus bas). Sur cette base, les penseurs naturalistes et cosmologistes élaborent des réflexions ésotériques et des systèmes en vue tant d'expliquer l'univers que d'en tirer des interprétations politiques concluantes. Ils s'appuient aussi sur la divination traditionnelle qui est réinterprétée, avant tout celle du Livre des mutations (Yijing). Certaines de ces réflexions se retrouvent plus tard dans le taoïsme religieux.

### Une période de création littéraire
Bien que soit souvent mis en avant le rôle crucial de la période des Royaumes combattants dans le domaine de la pensée, cette époque voit plus largement une diversification des usages de l'écriture que l'on retrouve dans toute la production littérature. Bien que des incertitudes pèsent sur la datation de la plupart des textes attribués à l'époque pré-impériale qui ont en général une histoire complexe et ont pour beaucoup fait l'objet d'un travail d'édition sous la dynastie Han, les textes retrouvés dans les tombes de cette période ou le début de la suivante, rédigés sur des supports en bronze, bois ou bambou, témoignent d'une évidente diversité : inventaires d'offrandes pour les funérailles, rituels de divination, traités de stratégie, de médecine, de mathématique, textes juridiques, chroniques, etc.,. Si les lettrés rédigent et utilisent des ouvrages inspirés directement de ceux des périodes anciennes, avant tout dans le domaine de l'histoire et des rituels, ils produisent aussi des textes neufs (commentaires, récits, ouvrages lexicographiques), qui attestent d'une grande créativité. Cette diversification des textes ne rend pas facile leur classification : souvent le même ouvrage peut rentrer dans des catégories diverses, notamment quand il s'agit d'ouvrages composites contenant des textes de natures très différentes, ou bien de commentaires qui peuvent être rattachés à des courants de pensée. Les visées politiques sont en effet sous-jacentes à une bonne partie de la production littéraire.

#### Textes historiques
La catégorie des textes historiographiques est apparemment l'une des plus populaires dans les cercles lettrés des Royaumes combattants. Parmi ce genre, se trouvent les écrits des scribes des cours royales, qui rédigent des annales, sur le modèle des Annales des Printemps et Automnes qui est en fait un texte annalistique du pays de Lu. Il semble que chaque cour importante ait eu ses propres annales, mais la grande majorité de celles-ci a disparu. Les annales du royaume de Wei ont été retrouvées dans une tombe en 279 apr. J.-C. écrites sur du bambou, d'où leur surnom d'« Annales de Bambou » (Zhushu Jinian). Celles de Qin ont été reprises pour fournir la base des Mémoires historiques (Shiji) de Sima Qian sous les Han. Il s'agit de textes rapportant en termes brefs des événements année par année dans l'ordre chronologique.
Le Commentaire de Zuo (Zuo Zhuan), est un ouvrage à l'histoire débattue, désormais plutôt considéré comme datant de l'époque pré-impériale, qui fut sous la dynastie Han considéré comme un commentaire des Annales des Printemps et Automnes car il recouvre en gros la même période, mais a un contenu plus vivant s'appuyant sur des récits et discours remarquablement écrits, ayant servi de modèle pour les Mémoires historiques de Sima Qian,. Ce texte n'a pas simplement pour but de rapporter des faits anciens, mais a avant tout une visée moralisatrice, les cas décrits ayant un rôle exemplaire. Les Adages des Royaumes (Guo Yu) sont l'autre grand ouvrage historique daté des Royaumes combattants, constitué de discours et également à finalité morale, reflétant sans doute un idéal confucéen,,. Autre traité politique (et aussi militaire) reposant sur des exemples historiques daté de cette période : les Restes des documents des Zhou (Yi Zhou shu). Dans un style voisin, des compilations de textes relatifs à des stratagèmes politiques provenant de l'histoire des Royaumes combattants et relevant de l'école de la diplomatie circulaient sous la forme d'anecdotes ou récits édifiants, de correspondance, de dialogues ou d'exposés d'arguments plus théoriques ; certains ont été retrouvés dans des tombes de Mawangdui ou ont servi de base à la rédaction des Stratagèmes des Royaumes combattants (Zhanguoce) sous les Han occidentaux,. Les textes des penseurs faisaient du reste couramment usage d'anecdotes historiques pour illustrer leurs propos.

#### Textes rituels et techniques
Parmi d'autres textes visant à décrire le passé pour servir d'exemple aux générations actuelles et futures, il convient de mentionner les Rites de Zhou (Zhouli ou Zhouguan), description idéalisée de l'administration des Zhou occidentaux et des tâches exécutées par ceux qui en sont membres (en particulier les rituels). Il daterait de la période des Royaumes combattants même si par la suite la tradition chinoise qui l'a élevé au rang de classique en a fait un document issu de la cour des premiers rois Zhou.
Les textes rituels faisaient également partie du corpus de textes de cette période, comme le célèbre Livre des Mutations (ou Mutations des Zhou, Zhou Yi), ouvrage divinatoire dont les origines remontent à la fin de la période des Zhou de l'Ouest et qui fait alors l'objet d'une réinterprétation suivant les nouvelles conceptions religieuses. Certains textes rituels perdus ont été repris sous les Han dans les Rites et Cérémonies (Yili), un autre « classique » qui a été attribué aux Zhou. D'autres textes techniques, pour d'autres formes de divination (astrologie, hémérologie) ou la médecine/exorcisme, devaient exister mais ne sont connus avec certitude que pour les débuts de l'époque impériale (voir plus bas). Le Classique interne de l'empereur Jaune (Huangdi Nei Jing), ouvrage fondamental de la médecine chinoise traditionnelle, est vraisemblablement daté de la période des Han antérieurs et non pas de celle des Royaumes combattants comme on l'a longtemps pensé.

#### Poésie
La poésie est illustrée par un chef-d'œuvre, qui demeure un classique de la littérature chinoise, les Élégies de Chu (Chuci), ayant exercé une influence profonde sur la poésie de l'époque Han (notamment dans le développement du genre du fu),. Il s'agit d'un recueil de poèmes rédigés par des auteurs venant du Chu, au premier rang desquels Qu Yuan (343-277) et son disciple Song Yu. Ils ont été compilés aux IIe et Ier siècles av. J.-C. par Wang Yi et Liu Xiang. Il s'agit pour la première fois d'une poésie exprimant les sentiments personnels de l'auteur, comme dans le plus célèbre d’entre eux, la Tristesse due à l'éloignement (Lisao), récit mélancolique probablement inspiré par l'exil que subit Qu Yuan, critiquant l'attitude injuste et médisante des courtisans opposée à la pureté de l'esprit de l'auteur. Les Neuf Chants (Jiu ge) dépeignent quant à eux les pratiques religieuses originales du Chu, teintées de chamanisme. Le Xunzi (également compilé par Liu Xiang) comprend par ailleurs un chapitre avec des poèmes.

#### Récits folkloriques et mythologiques
Certains textes recueillent une littérature orale dont la majeure partie est irrémédiablement perdue. Ils ne sont pas nombreux mais témoignent du développement de plusieurs genres littéraires majeurs des périodes postérieures. Ainsi, le long Livre des monts et des mers (Shanhaijing), dont les premières parties au moins remontent à l'époque pré-impériale, est une sorte de description de la géographie de la Chine antique sous un angle mythologique, rapportant des récits merveilleux et des rituels liés aux lieux décrits à côté d'informations plus terre-à-terre (distances, aspects, faune, flore). La Chronique du Fils du Ciel Mu (Mu Tianzi Zhuan) racontant les exploits du roi Mu des Zhou, retrouvé en 281 de notre ère dans une tombe et rédigé (au moins pour sa majeure partie) vers le milieu du IVe siècle, peut être considérée comme le premier roman chinois connu.
Ces textes illustrent l'existence d'un folklore chinois : une géographie mythique qui apparaît alors (notamment dans les contrées occidentales comme les monts Kunlun) et l'histoire de héros civilisateurs servant de modèles politiques (comme l'Empereur jaune et Yu le Grand), qui sont souvent présents dans toutes les œuvres littéraires, notamment les textes philosophiques et religieux, sans pour autant que la littérature mythologique ne jouisse d'une popularité égale à celle de nature historiographique,.

#### Lexicographie
Enfin, il convient de mentionner le fait que la lexicographie chinoise s'élabore progressivement à la fin de l'époque pré-impériale, mouvement qui aboutit dans le courant du IIIe siècle à la rédaction de l'Erya (Index des sens corrects). Il s'agit du premier traité de lexicographie chinois classant des synonymes à partir de recensions des textes classiques qui constituent le cursus des étudiants à cette époque. Il devait être inclus à l'époque impériale parmi les textes canoniques.

## Religion et philosophie de la nature
Le fait religieux dans la Chine ancienne tourne autour des relations entre les humains et le monde des esprits (shen). Ces croyances s'expriment à travers divers rites de contact, les plus importants étant traditionnellement le sacrifice accompagné de chants, de musiques, de danses et la divination. La période des Royaumes combattants voit s'affirmer diverses évolutions profondes de la religiosité chinoise, qui s'articulent autour d'une nouvelle perception de l'univers, de ses mécanismes, des rituels et autres usages suivis par les humains en accord avec le cosmos. S'élabore alors ce qu'on peut caractériser comme un système de « philosophie de la nature » dont les principes, d'une part, influencent des pratiques qui seraient caractérisées comme « religieuses » d'un point de vue contemporain, et d'autre part, commandent l'évolution de disciplines qui seraient vues comme « scientifiques », telle la médecine. En réalité, c'est tout un système disposant de sa rationalité propre et qui, embrassant des domaines aussi variés que la divination, l'hémérologie, l'astrologie, l'exorcisme, la médecine, etc., joue un rôle crucial dans le développement des sciences chinoises, entendues ici dans un sens large.
Certains textes nous informant sur la religion des Royaumes combattants ont été par la suite modifiés suivant des conceptions qui ont pu différer de celles de leurs premiers rédacteurs. C'est particulièrement vrai pour les ouvrages canoniques des rituels des Zhou : remaniés par les lettrés confucéens, ils ont été marqués par leur esprit profondément ritualiste qui est pourtant loin d'être partagé par toutes les écoles de pensée pré-impériales. Mais le domaine de la religion et de la philosophie naturelle est peut-être celui qui a le plus bénéficié des récentes découvertes de textes et œuvres d'art dans les tombes antiques. Des textes astrologiques, hémérologiques et médicaux, mettant en lumière des pratiques jusqu'alors mal connues, ont permis d'approfondir nos connaissances relatives à ces sciences. C'est notamment le cas de ceux exhumés à Shihuidi dans le Hubei et à Mawangdui dans le Hunan, datés des débuts de la période impériale et donc proches de celle des Royaumes combattants. Si les écrits techniques se sont considérablement développés sous les Royaumes combattants, c'est à l'instigation non seulement des spécialistes de ces différentes disciplines — scribes, spécialistes des rituels, devins, astrologues, « physiciens » (médecins), chamans/sorciers — mais aussi des élites nobles et administratives comme en témoigne la découverte de ces textes dans leurs tombes.

### Le monde des esprits et la cosmologie

#### Esprits de la nature et des ancêtres
Les « divinités » des anciens Chinois, plutôt désignées comme étant des « esprits » (shen) sont un ensemble hétéroclite peuplant toutes les parties de l'Univers,. Ils se trouvent un peu partout sur la Terre : les cours d'eau, les montagnes, les points cardinaux, le sol, le grain, les animaux, etc. ont un aspect sacré qui entraîne leur vénération sous les traits d'un esprit. Les humains aussi pouvaient devenir des esprits à leur mort : c'est le cas des rois ou des ministres sages ayant vécu dans un passé légendaire, comme Shennong le divin laboureur, Huangdi l'Empereur jaune, ou encore Yu le Grand qui a permis la maîtrise des crues des fleuves, considérés comme des modèles de sages et de dirigeants d'États en fonction des préoccupations des lettrés de l'époque. L'autre grande catégorie d'esprits humains vénérés dans la Chine antique, ce sont les ancêtres familiaux qui, après leur mort, continuent d'être associés aux destinées de leur famille, les conceptions religieuses chinoises ne dressant pas de barrière infranchissable entre les vivants et les morts. La vénération des fondateurs du lignage et des quatre ascendants du chef de famille actuel, qui dirige ce culte en présence du reste de la famille, est au centre de ces conceptions religieuses. Enfin, le ciel est également habité par une foule d'esprits, notamment les astres et on y trouve la principale divinité de la Chine de la période des Zhou, le « Ciel » (Tian), ou « Seigneur du Ciel », Tiandi.

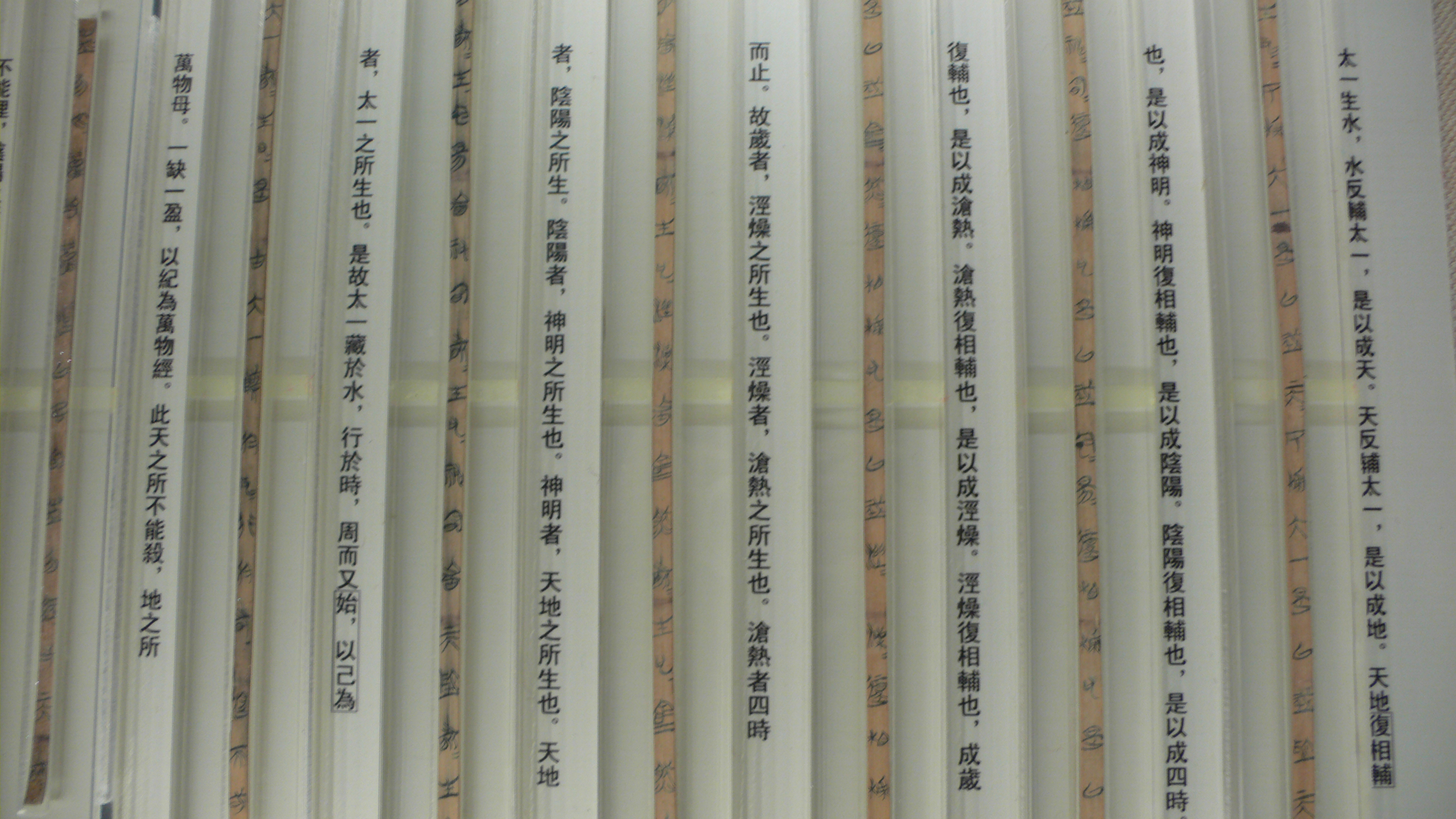
Lamelles de bambous retrouvées à Guodian (Hubei) portant le texte cosmogonique « Le Grand Un (Tai Yi) donne naissance à l'eau », v. 300 av. J.-C., musée provincial du Hubei.

Depuis l'époque des Shang et des Zhou, le culte des ancêtres est de loin le plus attesté par les sources et semble primer chez les souverains et les élites. Il s'agit d'un moyen d'affirmer la cohésion et le prestige des lignages — qui sont socialement centraux — autour de leurs fondateurs. Mais les recompositions politiques et sociales à l'œuvre tout au long de la période des Zhou de l'Est mettent cette centralité en question. Tout d'abord, la primauté des ancêtres de la maison Zhou sur ceux des autres lignages est rejetée de la même manière que leur autorité politique : les nouveaux lignages royaux mettent en place un culte des ancêtres autonome magnifiant leurs propres ancêtres, quitte à élaborer une généalogie faisant remonter le lignage à un ancêtre légendaire prestigieux choisi parmi les « sages » anciens ou même les esprits de la nature. Les rois de Chu se disent ainsi descendants de Yi Yin, ministre du fondateur de la dynastie Shang et même du « Grand Un » (Tai Yi), divinité céleste suprême, qui apparaît par ailleurs dans un texte aux accents taoïsants retrouvé dans la tombe de Guodian, qui en fait une divinité participant à la création du monde.
L'essor des États territoriaux et de leurs politiques de conquêtes incite aussi les royaumes à mettre l'accent sur les cultes locaux aux divinités de la nature, en particulier ceux célébrés aux autels dédiés au Sol. En pratiquant ces cultes, ils se relient symboliquement aux territoires qu'ils ont soumis et même à leurs populations dont ces rituels impliquent la participation. Plus largement, la disparition de l'ancienne aristocratie au profit de nouveaux lignages dédiés au service de l'État, qui ont plus intérêt à mettre en avant leurs mérites que leurs ancêtres peu prestigieux, a dû jouer un rôle dans la perte de primauté du culte des ancêtres. Celui-ci reste un élément important du culte, car les esprits des aïeux conservent une place dans la religion, mais dans un cadre privé.

#### Une cosmologie corrélative
Ce n'est donc pas tant la composition du monde des esprits que son organisation qui connaît de grands changements. La période des Royaumes combattants voit en effet l'élaboration progressive d'une cosmologie spécifique, souvent qualifiée de « corrélative », qui apparaît notamment dans les textes astrologiques et les calendriers de cette période ainsi que chez les penseurs, en particulier ceux élaborant des théories naturalistes souvent très prisées (comme l'école du yin et du yang) qui tentent de lui donner une cohérence (elle est formulée clairement pour la première fois dans les Printemps et Automnes de Lü Buwei),,. Les phénomènes naturels et surnaturels sont désormais vus comme tous liés les uns aux autres dans une cosmologie corrélative où tout est synchronisé, où ce qui s'observe dans le ciel et le monde invisible des esprits renvoie à des événements dans le monde visible des humains. C'est dans le cadre d'un univers perçu comme en perpétuel mouvement que se développent et se redéfinissent sur le long terme plusieurs conceptions. La plus importante est sans doute celle de qi, le « souffle » qui parcourt l'univers reliant les différents êtres entre eux, tout en étant de plus en plus considéré comme déterminant pour la santé des individus. Il s'agit donc d'une énergie animant les différentes parties des êtres vivants et qui les relie au reste du cosmos.
Le Ciel devient une divinité totalisante autour de laquelle s'organisent des milliers d'esprits et, vers la fin de la période pré-impériale, cette figure donne naissance au « Grand Un » (Tai Yi), divinité astrale symbolisant le pôle céleste au centre du cosmos. Les esprits ancestraux ne sont dès lors plus vus que comme de simples intercesseurs, alors qu'ils avaient une position centrale dans la destinée des humains aux périodes précédentes.
Il en résulte une redéfinition de l'univers qui fait évoluer la manière de percevoir l'espace et le temps, les pratiques rituelles, la divination, mais aussi l'hygiène. Elle renvoie à l'évolution politique de la période : de la même manière que le monde des esprits s'organise autour d'une figure centrale unificatrice, le monde des humains doit s'organiser autour d'un seul maître unificateur qui s'accorde avec l'ordre cosmique et le fait respecter. À la fin des Royaumes combattants et au début de l'époque impériale, cette vision aboutit à une synthèse entre les idées confucianistes, légistes et taoïstes pour constituer un système de pensée « absolutiste et unifié » (J. Lévi) centré sur l'État et l'empereur, « Fils du Ciel ».

### Les rituels

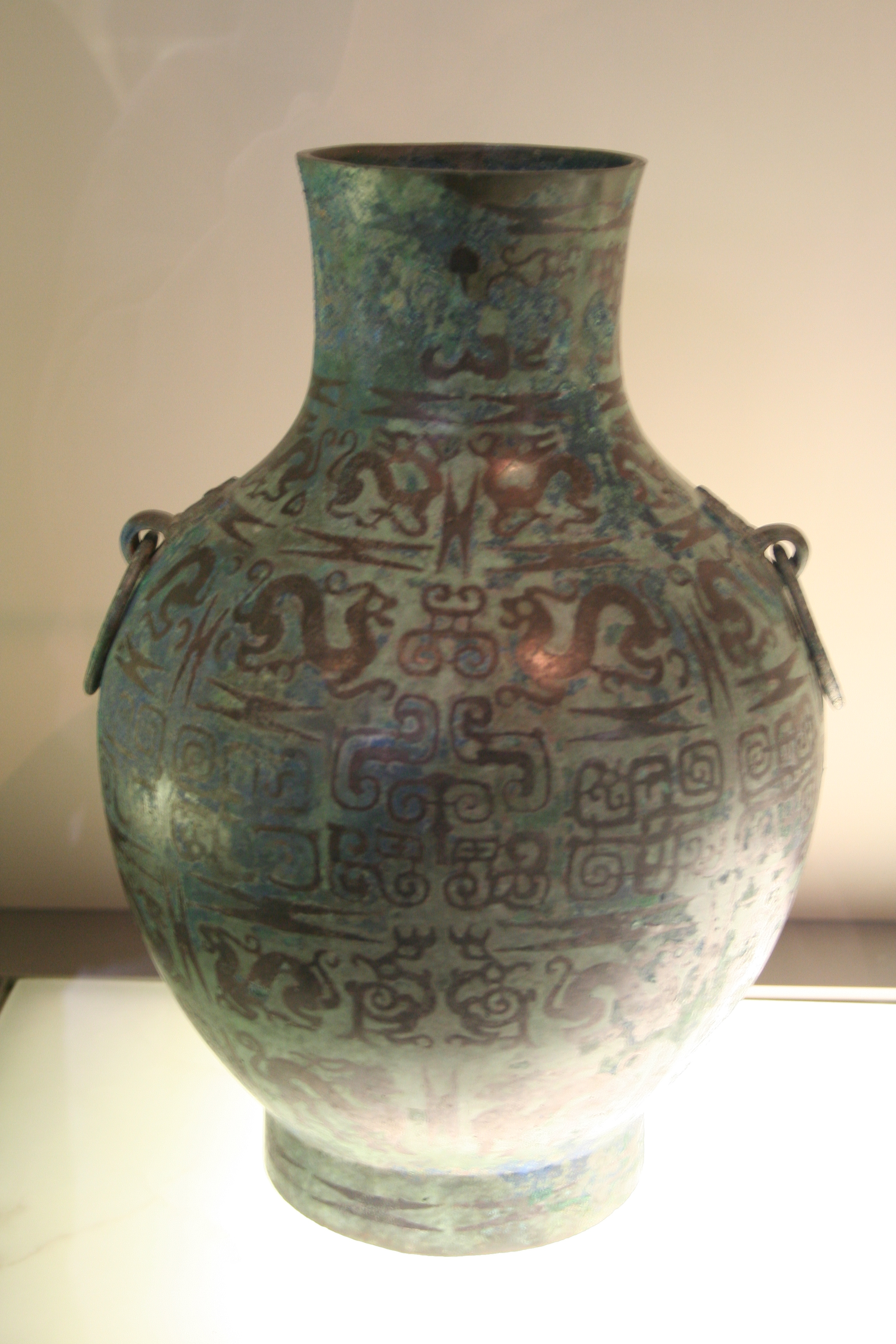
Bouteille hu servant lors des rituels pour les offrandes de boissons fermentées, bronze avec décor incrusté curviligne et animalier en cuivre rouge. Musée Cernuschi.

Le contact entre les humains et les esprits se noue d'abord grâce à divers rituels (li) décrits dans différents ouvrages supposés issus de la cour des Zhou et d'autres royaumes de la Plaine centrale (même si en fait seule une partie d'entre eux le sont réellement). Ceux qui concernent les Rites de Zhou datent de la période des Royaumes combattants et sont particulièrement instructifs sur les pratiques de cette époque. Ainsi, ils établissent une typologie des rituels : les plus importants, qui servent de modèles aux autres, sont les « rites fastes » (jili), à savoir les sacrifices ; viennent ensuite les « rites sinistres » (xiongli), rituels funéraires du culte des ancêtres, puis les « rites de réception » (binli), à savoir les protocoles des audiences et réceptions de visiteurs, les « rites militaires » (junli) pour tout ce qui concerne ce qui se fait les armes à la main, soit la guerre, la chasse ou encore les concours de tir à l'arc très importants dans l'idéal rituel. Il y a enfin les « rites joyeux » (jiali) pour les événements heureux de la vie de famille (naissance, majorité, mariage, etc.).
Ces rituels se pratiquent en de nombreuses occasions et dans différents lieux : en plein air sur des autels dédiés aux esprits de la nature (le dieu du Sol en particulier), dans des temples ou des résidences pour les ancêtres. Ils prennent différentes formes : sacrifices souvent accompagnés de musiques et de chants, exorcismes. L'essentiel pour les personnes est de déterminer l'esprit avec lequel on doit entrer en contact et quel rituel choisir, ainsi que le moment opportun pour l'exécuter : il doit être correctement conduit en vue de l'harmonie entre les hommes et le cosmos. L'idéal ritualiste est notamment très présent dans les réflexions des lettrés confucéens pour lesquels la transformation des rites d'actes formalistes en attitudes spontanées permet de rendre les êtres humains meilleurs et de les moraliser,.
Si les personnes conduisant les rituels décrits ci-dessus ne peuvent pas vraiment être considérées comme des « prêtres », parce que leur responsabilité religieuse découle souvent d'une position sociale ou administrative spécifique, il existe malgré tout de véritables spécialistes des rituels religieux : les « chamans » (wu). Ils sont surtout connus pour le Chu où ils semblent avoir eu une grande importance. Certains passages des Chants de Chu, notamment les Neuf Chants, évoquent ces spécialistes des rituels, hommes ou femmes, entrant en contact avec les esprits par des transes s'exprimant par des chants et des danses : leur tâche était d'accomplir des exorcismes, de guérir des malades, de faire tomber la pluie ou encore d'entrer en contact avec les défunts. Les rituels magiques et chamaniques de la Chine ancienne apparaissent également dans des textes issus des élites ayant des affinités avec ces rituels plutôt populaires. Ces pratiques sont très durement critiquées par les courants de pensée qui dominent la période des Royaumes combattants. Ils les jugent inefficaces et ridicules. On peut cependant supposer qu'elles reflètent une religion populaire qui ne partage pas les préoccupations des élites lettrées.

### Les sciences des calendriers et des astres
La compréhension de l'univers, la bonne observation des rites et même de tous les actes de la vie passent par différentes pratiques, en premier lieu celles qui permettent de constituer une sorte de grille de lecture du cosmos, à savoir l'art de la réalisation et de l'interprétation des calendriers, ou hémérologie, et l'art de l'interprétation des mouvements des astres ou astrologie.
Ces deux disciplines ont en commun le fait que leurs spécialistes observent l'évolution de l'espace et du temps pour y déceler l'organisation de l'univers et leurs évolutions à partir de calculs complexes. L'observation des astres (et des phénomènes météorologiques au sens large) est considérée comme importante pour déceler ce que peuvent être les évolutions de l'univers, d'autant plus que les astres sont assimilés à des esprits : tout ce qui se passe dans le ciel est relié à ce qui se passe sur terre. Plusieurs représentations de la structure du ciel ont été trouvées dans des tombes, notamment des planches cosmiques (shi) servant pour les calculs astrologiques et hémérologiques. Dans le courant du IVe siècle, apparaît la conception selon laquelle la voûte céleste est divisée en 28 « loges » ou « étapes » (xiu) stellaires identifiées par les étoiles qu'on y trouve et qui ont un esprit tutélaire (comme les constellations) ; la Lune passe dans chacune d'elles une nuit durant son cycle. Les spécialistes d'astrologie et d'hémérologie observent alors les mouvements des astres pour les interpréter en fonction de leur position dans le ciel à un moment précis ; les phénomènes sortant de l'ordinaire (comètes, conjonctions des trajectoires de planètes habituellement éloignées, etc.) sont les plus importants à étudier, car ils sont susceptibles d'annoncer des événements majeurs.
Après ces observations et interprétations, sont élaborés des almanachs (rishu, « livres journaliers ») présentant les jours fastes et les jours néfastes suivant les activités souhaitées, notamment celles liées au culte. Il convient en effet de bien ordonner son temps, pour ne pas bouleverser la bonne marche de l'univers. Certains exemplaires de ces almanachs ont été retrouvés dans des tombes, le plus ancien étant celui écrit sur soie mis au jour dans une tombe de Zidanku près de Changsha (une nouvelle fois à Chu). La présence d'un tel ouvrage dans la dernière demeure d'un personnage de rang social élevé indique que les élites sont très à l'écoute des astrologues et hémérologues.

### La divination
D'autres pratiques divinatoires permettent d'établir un contact avec le monde des esprits et servent à connaître l'opportunité d'un rituel ou d'une action et décision quelconques,,.
La forme traditionnelle de divination héritée des premières dynasties est la divination par les écailles de tortue, chéloniomancie. Il s'agissait d'exposer une carapace de tortue à une flamme provoquant les craquelures de ses écailles. Les formes de celles-ci étaient ensuite interprétées en vue de répondre à une question posée au préalable aux esprits. Cette forme traditionnelle de divination demeure importante, mais n'accompagne pas les évolutions de la pensée cosmologique à la différence de l'autre forme majeure de divination, celle qui utilise des bâtonnets d'achillée millefeuille, l'achilléomancie, documentée par le Livre des Mutations (Yijing), dans sa forme ancienne les Mutations des Zhou (Zhouyi), manuel divinatoire qui a aussi des aspects cosmologique et moral, développés notamment dans ses commentaires qui commencent à être élaborés durant l'époque des Royaumes combattants et se fixent sous les Han antérieurs. Le principe des mutations est progressivement associé à ceux du yin et du yang et des Cinq Phases qui se stabilisent à l'époque impériale. La procédure divinatoire, qui est explicitée par un passage du Yijing remontant au plus tard à l'époque des Han, consiste dans ce cas à jeter des tiges d'achillée, dont la disposition est ensuite observée afin de constituer après plusieurs jets des hexagrammes constitués de lignes pleines (yang) ou brisées (yin) qu'il faut ensuite interpréter à l'aide du manuel divinatoire. À la différence de la divination par les écailles de tortue qui donne une réponse sur la structure du réel, celle par l'achillée donne une réponse sur les évolutions de cette structure, en observant les mutations des hexagrammes au fil de jets successifs,.
Les pratiques divinatoires font cependant de plus en plus l'objet de critiques dans divers textes de la période des Zhou de l'Est, qui se montrent sceptiques quant à l'utilité de solliciter l'avis des esprits dans la conduite des affaires humaines. C'est aussi bien le cas de Sun Zi qui rejette l'idée du recours aux esprits pour les décisions militaires, préférant s'en remettre au renseignement humain, que Han Fei Zi pour les affaires gouvernementales, critiques que fait aussi le Commentaire de Zuo dans lequel les devins sont tournés en dérision à plusieurs reprises,.

### Médecine et culture de soi

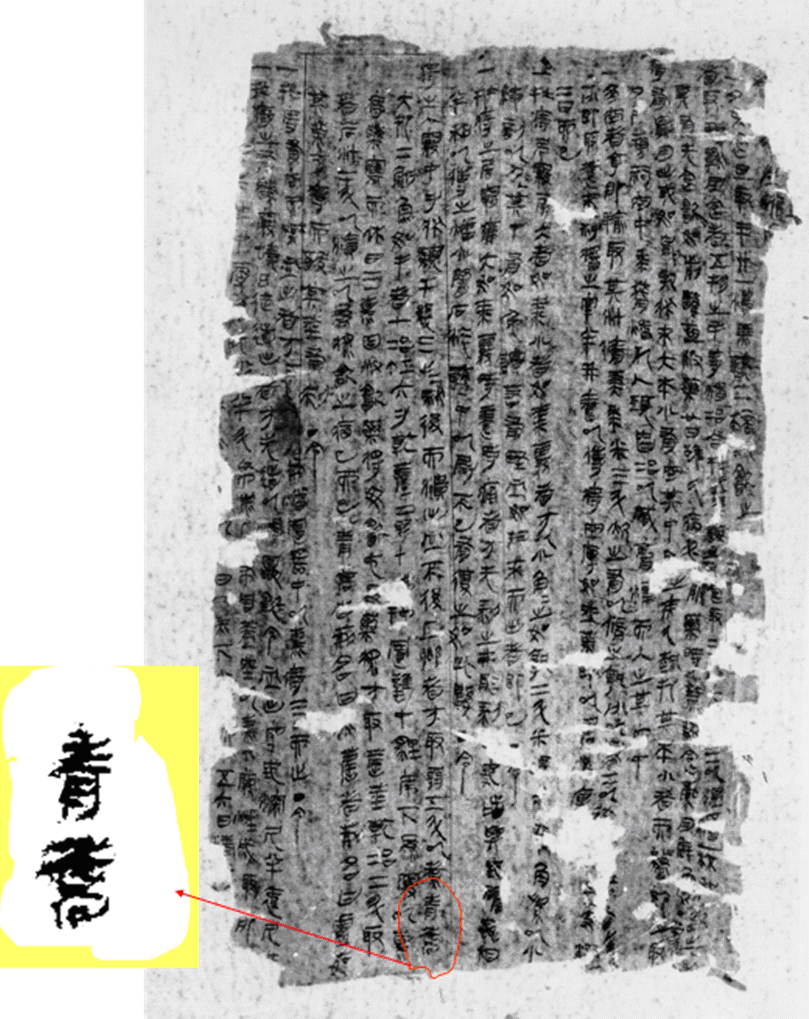
Un des manuscrits médicaux retrouvés à Mawangdui, début de la période des Han antérieurs (première moitié du II), témoignant des pratiques médicales du IIIe siècle et donc de la fin des Royaumes combattants.

Dans le domaine de la médecine, il existe à l'époque pré-impériale plusieurs spécialistes : le « chaman » pratiquant des exorcismes, le devin versé dans l'iatromancie (divination médicale), une sorte de droguiste élaborant des remèdes, et surtout le yi, « physicien » (parfois aussi wu yi, « chaman physicien », bien qu'il soit bien distinct du chaman). Ce dernier tend à devenir le spécialiste par excellence de la science médicale qui se constitue sous les Royaumes combattants.
Les remèdes de cette période mêlent exorcismes et magie, potions et autres pharmacopées. Ces pratiques magico-médicales traditionnelles reposent sur l'idée que la maladie est causée par des agents pathogènes, qui peuvent être des esprits malveillants. Elles sont combattues par de nouveaux courants, qui se construisent autour d'une vision physiologique de la maladie reposant sur le concept de qi. Suivant la cosmologie dominante, ce « souffle » lie tous les éléments de l'Univers et traverse les corps vivants (conçus comme des microcosmes reproduisant en miniature les éléments constituant l'Univers) pour les animer. Sa mauvaise circulation serait la cause des maladies et l'art de guérir consiste donc à agir sur lui. Ces idées se retrouvent notamment dans des manuscrits retrouvés à Mawangdui, laissant entrevoir l'état d'avancement de la médecine vers la fin des Royaumes combattants et les débuts de l'époque impériale, mais elles ont des antécédents dans des ouvrages comme le Guanzi. Ces ouvrages préconisent une hygiène reposant sur des exercices gymnastiques, une diététique, l'utilisation de drogues, la méditation et une sexualité agissant sur la circulation du qi afin d'obtenir bonne santé et longévité. À l'époque impériale, cette conception physiologique de la maladie débouche sur l'élaboration de l'acuponcture, non attestée sous les Royaumes combattants. Se dessine donc une tendance à des pratiques plus individualistes de culture de soi, supposées bénéficier tant physiquement que moralement aux personnes qui les observent et visant plus à les prévenir de la maladie qu'à les guérir,,.

### Les croyances et pratiques funéraires

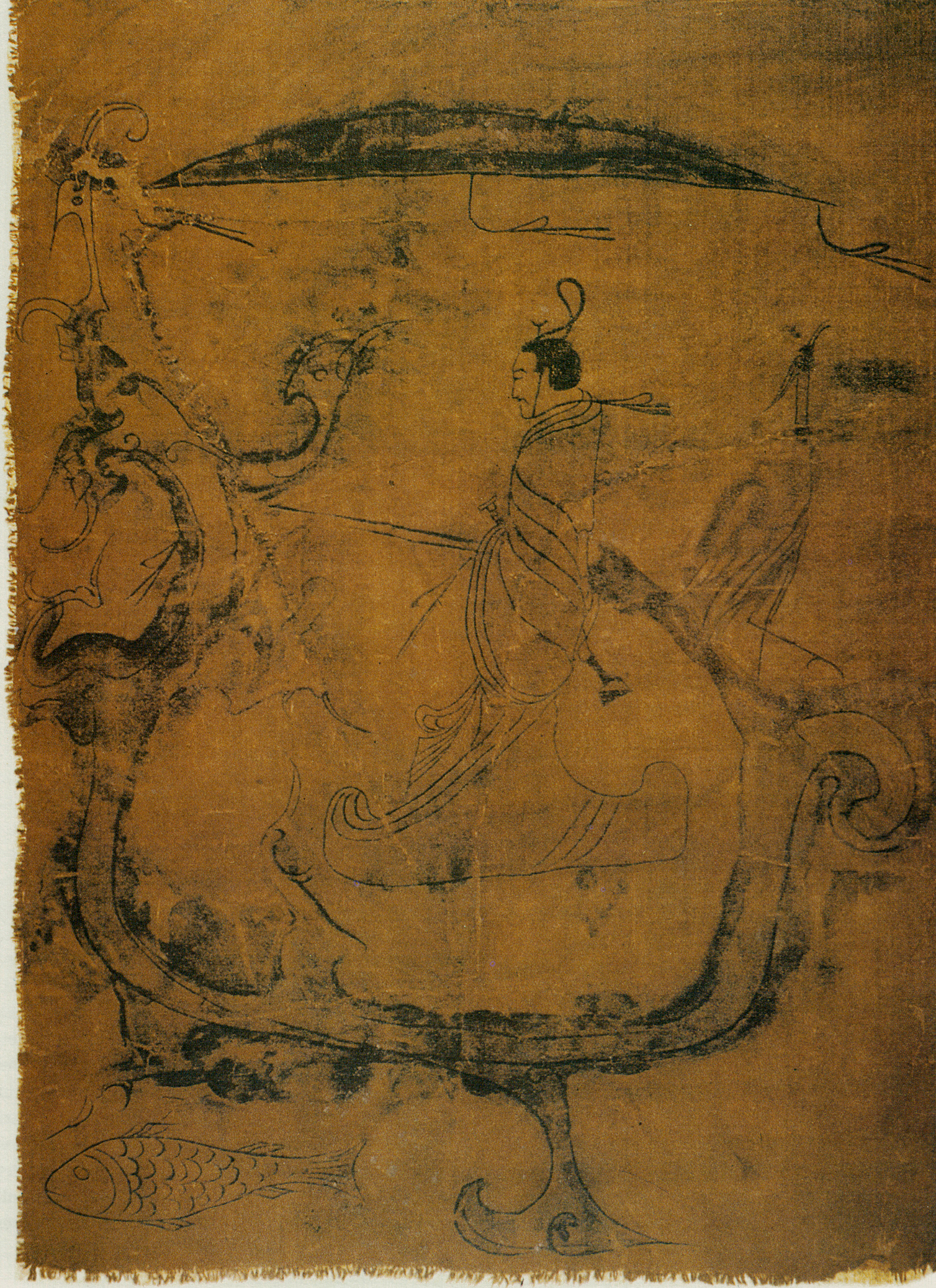
Gentilhomme chevauchant un dragon qui porte aussi une grue de bon augure. Un poisson les accompagne. Il s'agit sans doute d'une représentation du voyage de l'âme du défunt vers l'au-delà. Encre sur soie, Zidanku (Changsha, Hunan). Musée provincial du Hunan.

#### Des croyances mal connues
Les documents dont nous disposons à propos des croyances sur la mort et l'au-delà à la période des Royaumes combattants ne nous informent pas suffisamment sur les conceptions de l'époque. On peut avoir le sentiment qu'elles sont similaires à celles de l'époque impériale qui, elles, sont bien connues. En réalité, il est très difficile de se faire une idée exacte de ce en quoi elles consistaient aux Ve – IIIe siècles, car on ne dispose pas d'informations claires. Il faut admettre qu'il n'y avait pas de croyances unifiées. On pensait que les corps des êtres vivants étaient animés durant leur vie par des forces naturelles liées à tout le cosmos, une sorte d'« âme » désignée selon les textes par différents termes aux sens apparemment fluctuants suivant les auteurs : hun, po, ou des termes au sens encore plus vague comme shen qui désigne couramment un « esprit » et qi qui désigne l'énergie vitale. À la mort, ces énergies vitales quittaient le corps et l'âme du défunt devait accomplir un long voyage vers un au-delà situé souvent dans des contrées lointaines aux confins du monde connu, pour rejoindre le monde des esprits.
Cette idée d'un voyage du souffle du défunt se retrouverait dans les peintures sur soie des tombes de Zidanku et de Chenjia dashan représentant des personnages suivant des animaux réels ou imaginaires (dragons, grues) qui auraient eu pour fonction de guider l'âme vers sa demeure céleste,,. Les rituels funéraires sur le lieu d'inhumation devaient permettre à l'âme d'accomplir ce voyage, tandis que le culte dans le temple ancestral ne se célébrait qu'au moment où le défunt avait pu intégrer le monde des esprits. Ne pas prendre soin des âmes des morts faisait courir le risque d'être hanté par leurs spectres. Si le défunt est mort prématurément avant d'avoir accompli sa destinée terrestre ou de façon violente, cela entraîne aussi le risque de voir son spectre venir troubler les vivants. Il apparaît également dans certains textes que le monde des morts s'organise rationnellement avec un ensemble d'esprits-bureaucrates participant à une administration à l'image de celle d'ici-bas,.

#### Les tombes et leur organisation
Les sépultures étaient généralement regroupées dans des cimetières, parfois dédiés à un clan, notamment pour les familles royales et princières érigeant des tombes plus somptueuses situées à l'écart des nécropoles communes. De nombreux cimetières de communautés locales ont été dégagés par les fouilles. Ils ont parfois été utilisés sur plusieurs siècles. Les tombes y sont de même type et orientation. Des cimetières ont été retrouvés sur les territoires de plusieurs des Royaumes combattants, mais Chu est surreprésenté dans la documentation archéologique avec plusieurs milliers de tombes connues. De ce fait, l'étude des sépultures de cette période repose largement sur les données provenant de ce royaume. Malgré leur grande dispersion géographique, la plupart des tombes de la période des Royaumes combattants ont un modèle similaire : celui de la tombe à fosse, en forme de coffre. Leur forme et leur taille peuvent être très variables. Les tombes des riches sont plus profondes, accessibles par des rampes et constituées de plusieurs compartiments séparant le ou les cercueil(s) d'espaces où sont entreposées des offrandes. Leur structure est réalisée en madriers séparant les différentes parties de la tombe et elles sont entourées de couches d'argile et de charbon pour assurer leur étanchéité. Un tumulus les surmontait couramment. Les tombes des plus pauvres, à l'inverse, sont petites, à compartiment unique, avec peu voire pas d'offrandes et parfois aucun cercueil. Quelques variantes apparaissent : des tombes dont la structure est constituée de briques creuses à la place des grosses planches de bois, surtout dans le Henan occidental, et des tombes à chambre souterraine, surtout à Qin,.

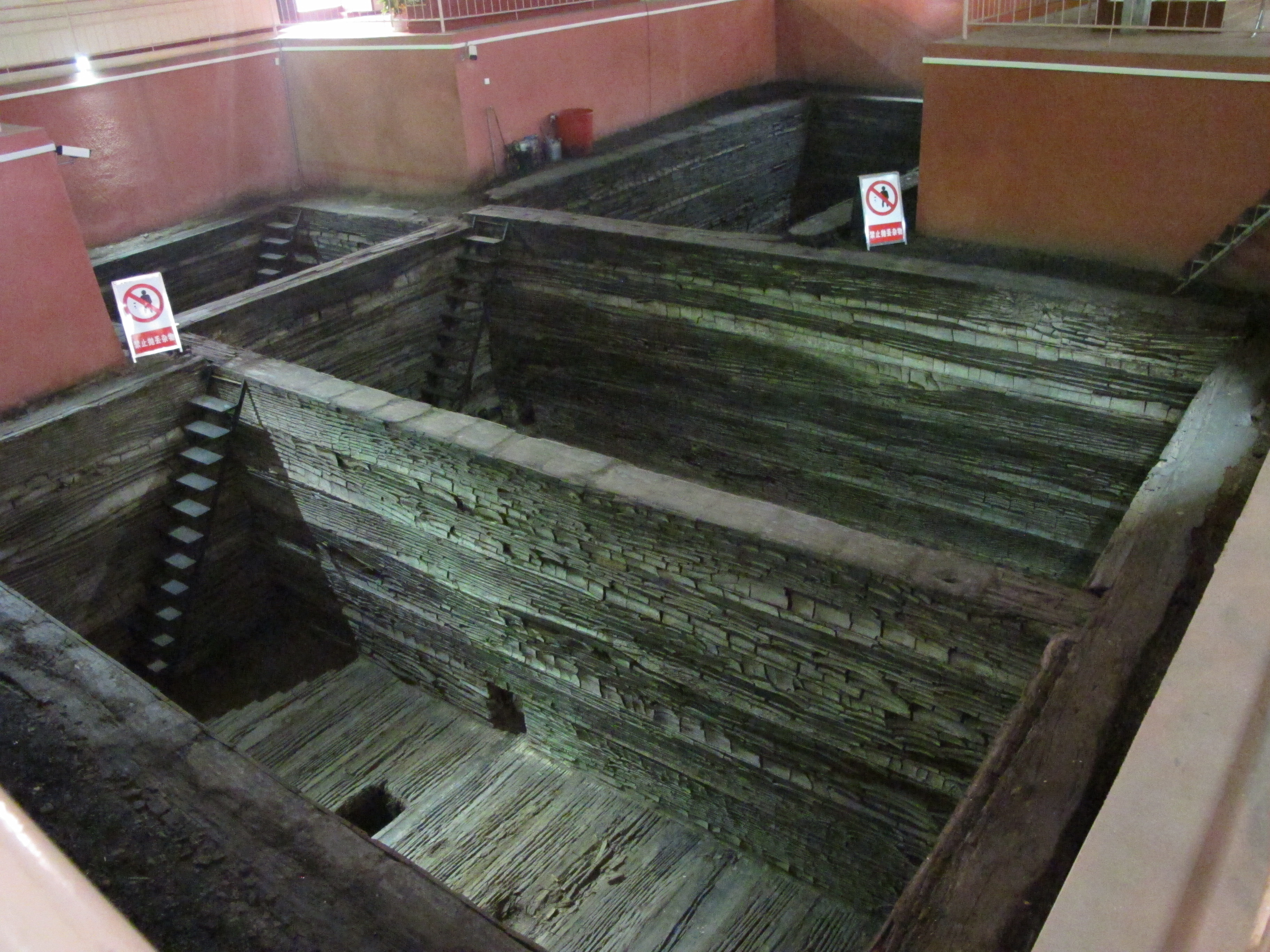
Les différents compartiments de la tombe du marquis Yi de Zeng.

Les tombes les plus riches formaient un ensemble parfois complexe et richement doté. Les cas les plus spectaculaires sont les complexes funéraires royaux comme celui des rois du Zhongshan qui ont été décrits plus haut. La tombe princière la mieux connue est celle du « marquis » Yi de Zeng, principauté dépendant de Chu, dégagée à Leigudun (district de Zengdu, Hubei) et datée du début des Royaumes combattants (vers 430), donc encore très proche des traditions des Printemps et Automnes. Elle a fourni depuis sa découverte en 1977 des informations inestimables sur cette période. Elle est divisée en compartiments qui sont en fait de véritables salles formant une résidence post-mortem : espace rituel ou salle d'audience avec son mobilier caractéristique (notamment un carillon), chambre funéraire comportant le tombeau du marquis accompagné de huit femmes et d'un chien et une sorte de gynécée où reposaient treize jeunes femmes (danseuses ou musiciennes ?) et un dernier compartiment avec un arsenal d'environ 4 500 armes et des inventaires funéraires. Par la suite, les riches tombes du pays de Chu reprennent ce modèle de résidence post-mortem, comprenant parfois jusqu'à neuf compartiments. Les tombes riches des royaumes du Nord sont moins bien connues et d'une manière générale la plupart des tombes princières ont été pillées dans l'Antiquité,,,.

#### Mobilier et matériel funéraires
Les défunts du milieu des élites étaient placés dans des cercueils, en laque peinte pour les plus puissants. Les objets placés dans les tombes pour les accompagner vers l'au-delà pouvaient être très divers. Ils étaient classés dans différentes catégories, distinguant les objets utilisés dans le monde des vivants et qui sont de plus en plus entreposés dans les tombes pour accompagner les défunts après la mort (vases rituels ou profanes, instruments de musique, armes et autres objets en bronze, etc.), de ceux qui étaient conçus spécifiquement pour les tombes, les mingqi, qui connaissent un développement important sous les Royaumes combattants. Les premiers sont les mêmes objets que ceux employés par les vivants dans leur vie quotidienne, tandis que les seconds ont des caractéristiques propres dans leur fonction comme dans leur réalisation. Ainsi, un premier type de mingqi est la céramique de qualité moyenne imitant l'apparence des bronzes rituels, reprenant sa symbolique mais n'étant pas utilisée par les vivants. Dans certains cas, ce sont des vases en bronze de qualité inférieure à ceux servant les vivants qui sont réalisés. Mais dans plusieurs tombes des élites les mingqi sont très élaborés.
Les figurines funéraires sont un autre type de mingqi. Elles se répandent au cours de la période, peut-être en guise de substitution aux sacrifices humains qui accompagnent l'enterrement des nobles et des princes mais tendent à se raréfier sous les Royaumes combattants. Elles sont en bois dans les tombes du Chu et en argile dans celles du Nord. Dans les régions méridionales, il existe également une tradition de sculptures en bois d'animaux hybrides. Appelées zhenmushou (« animal protecteur de tombes ») par les chercheurs actuels en raison de leur rôle initial consistant apparemment à protéger les défunts, ces sculptures tendent progressivement à remplir surtout une fonction ornementale.

Matériel funéraire de l'époque des Royaumes combattants.
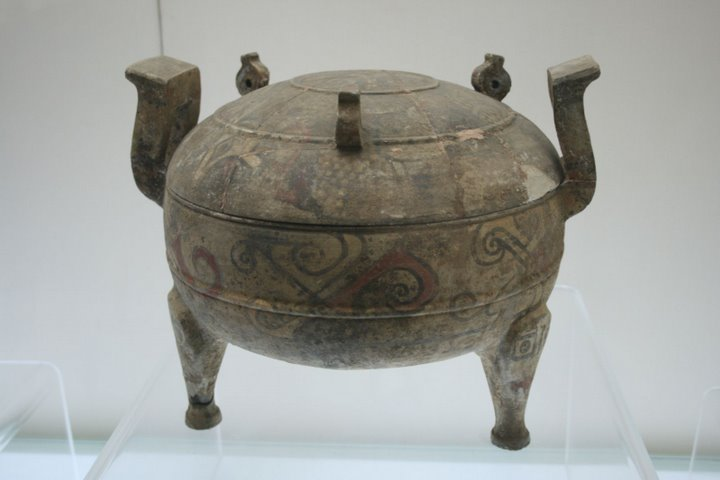
Poterie à but funéraire (mingqi) imitant la forme des vases rituels en bronze de type ding.
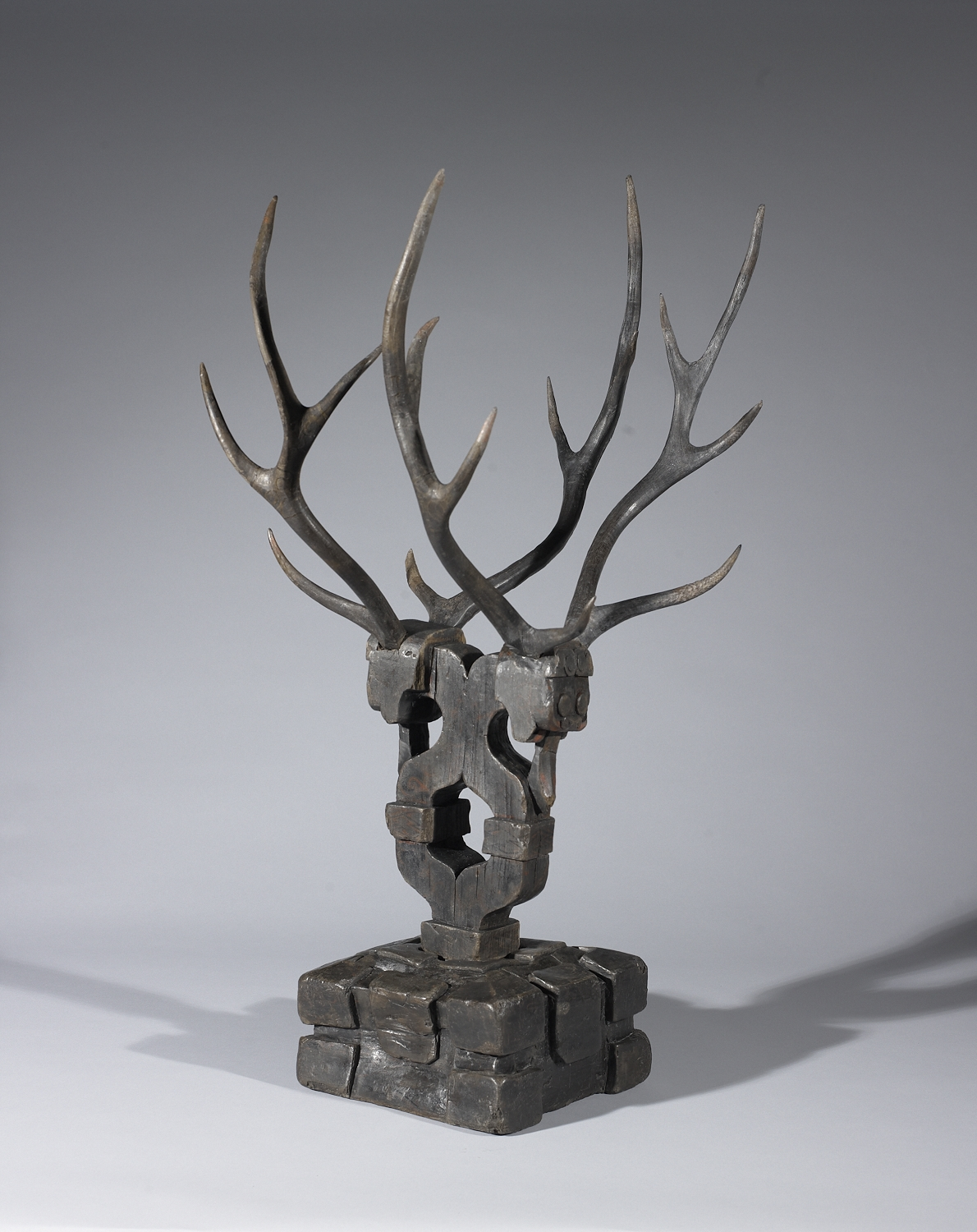
Figure gardienne de tombes (zhenmushou), portant des bois de cerf, pays de Chu, Birmingham Museum of Arts.
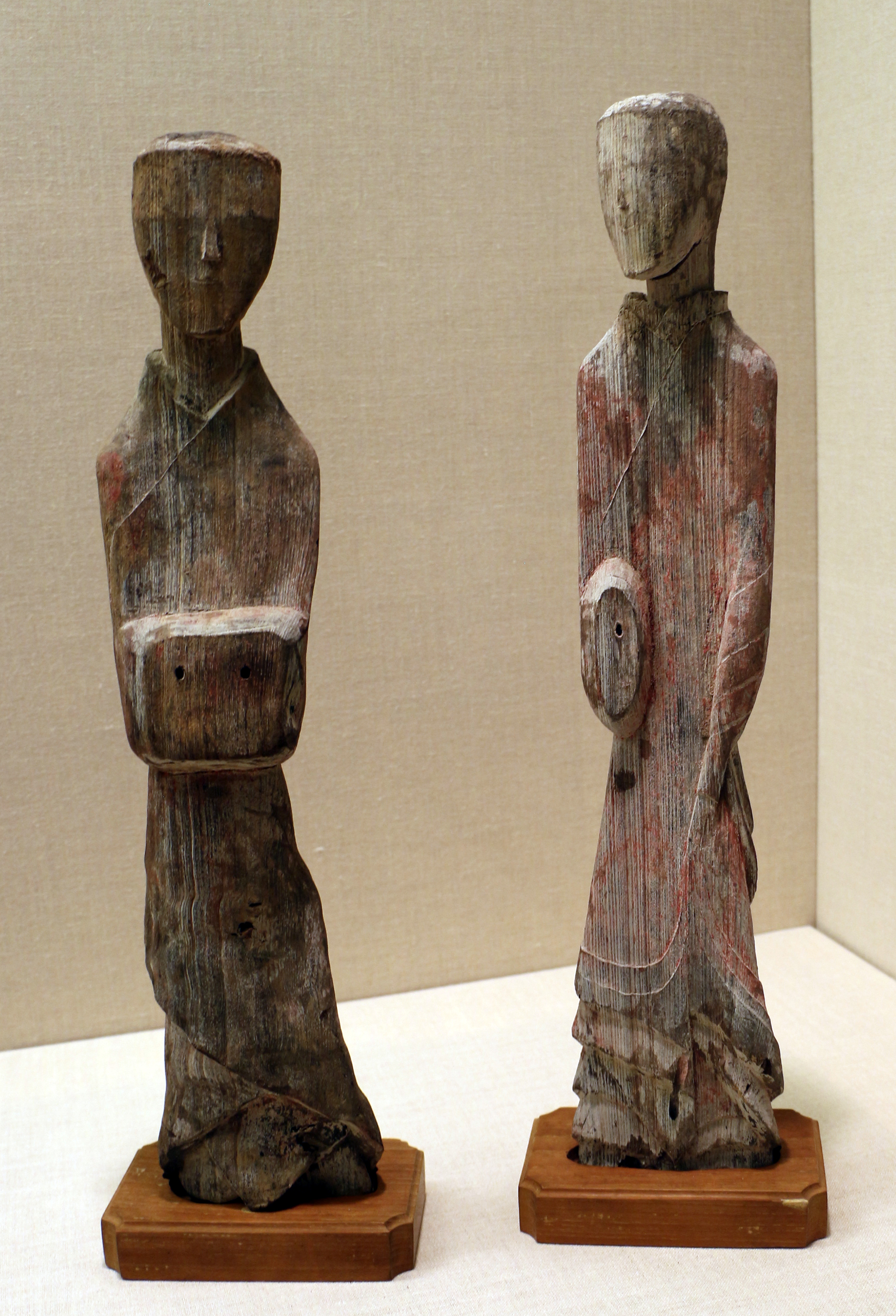
Figurines funéraires en bois provenant du pays de Chu. Art Institute of Chicago.

Tout cela renforce l'impression que ce matériel funéraire sert, au moins dans les tombes les plus riches, à fournir la tombe en objets servant au confort quotidien du défunt dans sa vie après la mort. Les tombes sont devenues de véritables résidences dans lesquelles les défunts doivent disposer de tout ce qui leur est nécessaire, de façon qu'ils ne reviennent pas hanter les vivants.

## Les réalisations artistiques
L'art de la période des Royaumes combattants est avant tout connu par les objets exhumés dans les milliers de tombes de cette époque, mises au jour pour une bonne partie sur les terres de l'ancien royaume méridional de Chu. Gardons à l'esprit qu'il s'agit d'un pays dont la culture, certes, subit les influences des royaumes chinois « traditionnels » de la vallée du Fleuve Jaune, mais conserve néanmoins de fortes originalités. Parmi ces découvertes, la sépulture du marquis Yi de Zeng qui date du début de la période des Royaumes combattants (433) occupe une place centrale dans les histoires de l'art de l'époque, de par la quantité et aussi la qualité des objets qui y ont été exhumés. Les réalisations artistiques connues des Ve, IVe et IIIe siècles av. J.-C. chinois sont donc pour la plupart destinées à accompagner le défunt dans l'au-delà, même si elles n'ont pas forcément toutes été réalisées dans ce but et peuvent donc être similaires à des objets conçus pour les vivants. Il s'agit en tout cas de productions destinées aux élites sociales dont les tombes sont les plus richement pourvues, accomplies par des artisans travaillant donc pour les élites liées au pouvoir politique.
Par rapport à la période des Printemps et Automnes, l'art des Royaumes combattants connaît plusieurs évolutions importantes, aussi bien thématiques que techniques et stylistiques. Ainsi, les vases en bronze qui servaient auparavant essentiellement à des fonctions rituelles perdent cette finalité et semblent en majorité destinés à des besoins profanes. C'est une rupture majeure avec le millénaire précédent. Les objets sont aussi de moins en moins décorés d'inscriptions ; une attention centrale est désormais portée à l'iconographie, ce qui renouvelle l'art pictural avec le développement des scènes de récits de combat et de rituels. Liée à cette mutation, la technique de l'incrustation sur métaux connaît une popularité croissante. Toujours dans le domaine de la métallurgie, la technique de la cire perdue est aussi employée, mais rarement. L'art de la laque connaît également une grande vogue et les peintures sur soie les plus anciennes qui soient connues datent de cette période.

### Vases en bronze
La période des Royaumes combattants voit le déclin des vases rituels en bronze si courants durant les siècles précédents. Ils semblent alors de plus en plus destinés à des besoins profanes, même si certains servent toujours pour des rituels. Comme à la période précédente, les formes les plus répandues restent les vases ding servant à la cuisson de la viande et les gui pour les grains, ainsi que les vases hu pour les boissons fermentées. Représentatifs de l'art de la période de transition entre les Printemps et Automnes et les Royaumes combattants, les vases en bronze de la tombe du marquis Yi de Zeng sont particulièrement impressionnants et ce à plusieurs titres. D'abord par leur quantité et leur taille, puisque deux grands conteneurs à vin mesurent plus de 1 mètre de haut. Ensuite, la décoration de certains d'entre eux est remarquable, d'autant plus qu'elle est originale : la technique de la cire perdue a permis aux artisans de réaliser des décors de créatures et autres motifs entrelacés, soudés au vase qu'ils ornent, qui lui est moulé suivant la pratique traditionnelle. Mais l'évolution caractéristique de la période est la technique d'incrustation, qui se développe en premier pour les vases en bronze sur lesquels elle devient très courante. Elle fait appel à une grande variété de matériaux : cuivre, or, argent, pâte de verre, laque, ou des pierres comme le jade, la malachite, la turquoise. Les incrustations sont réalisées à part puis fixées dans le moule dans lequel le vase est fondu. Les décors ainsi confectionnés représentent des récits de scènes religieuses (rituels sur des plates-formes, danses et chants) ou guerrières (batailles, assauts de villes, chasses), parfois sur plusieurs registres. D'autres incrustations consistent en des motifs abstraits, linéaires ou curvilignes. Les artistes réalisant ces décors s'inspirent peut-être des motifs réalisés pour décorer des tissus,,.

Vases en bronze incrustés de la période des Royaumes combattants
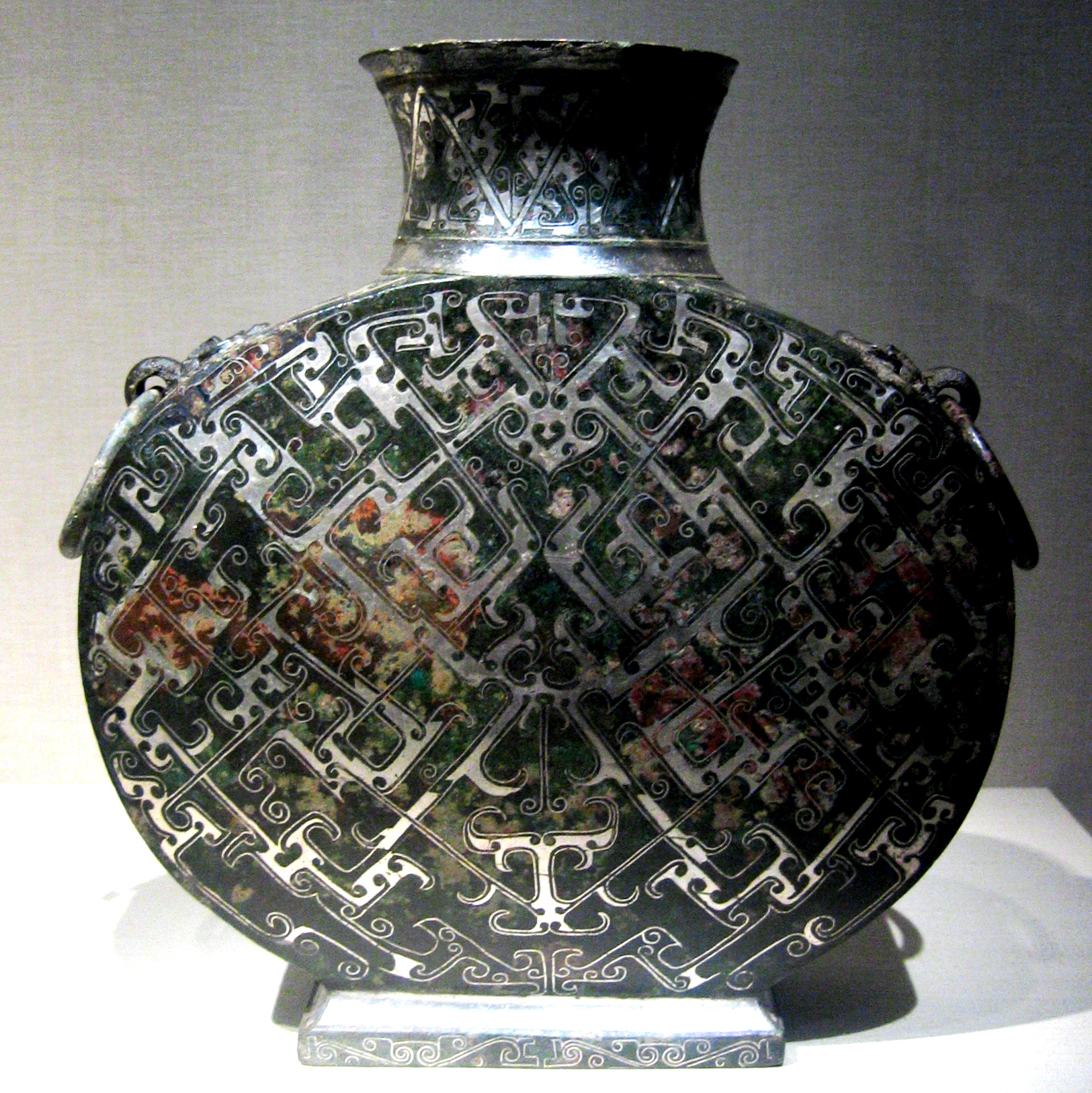
Flasque bian hu pour boissons fermentées, à décor incrusté en argent.
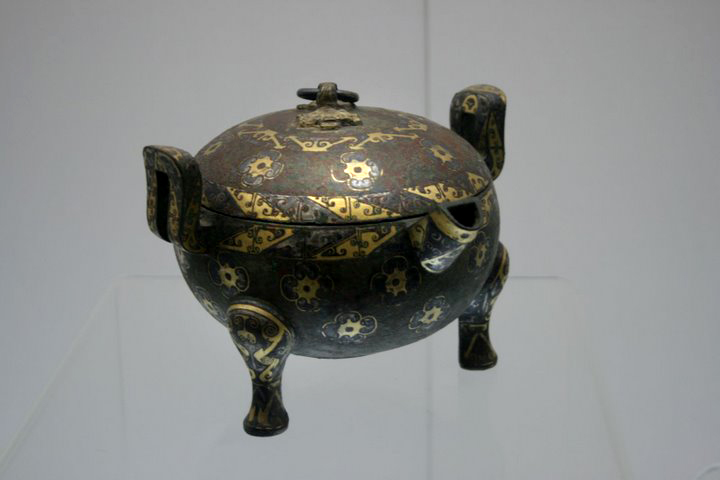
Vase rituel ding pour la cuisson des aliments, à décor incrusté en or et en argent.
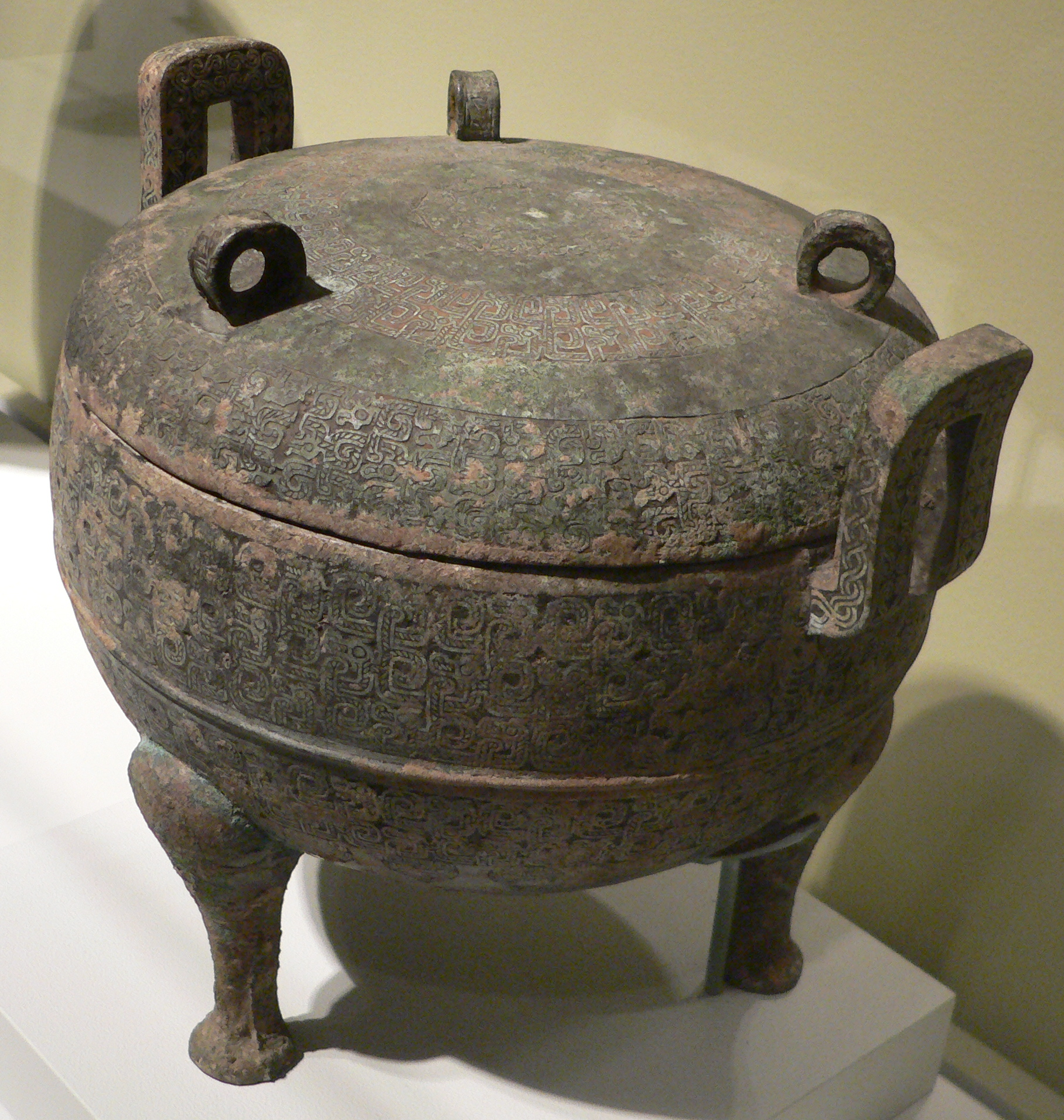
Vase rituel ding, à décor curviligne incrusté en laque.
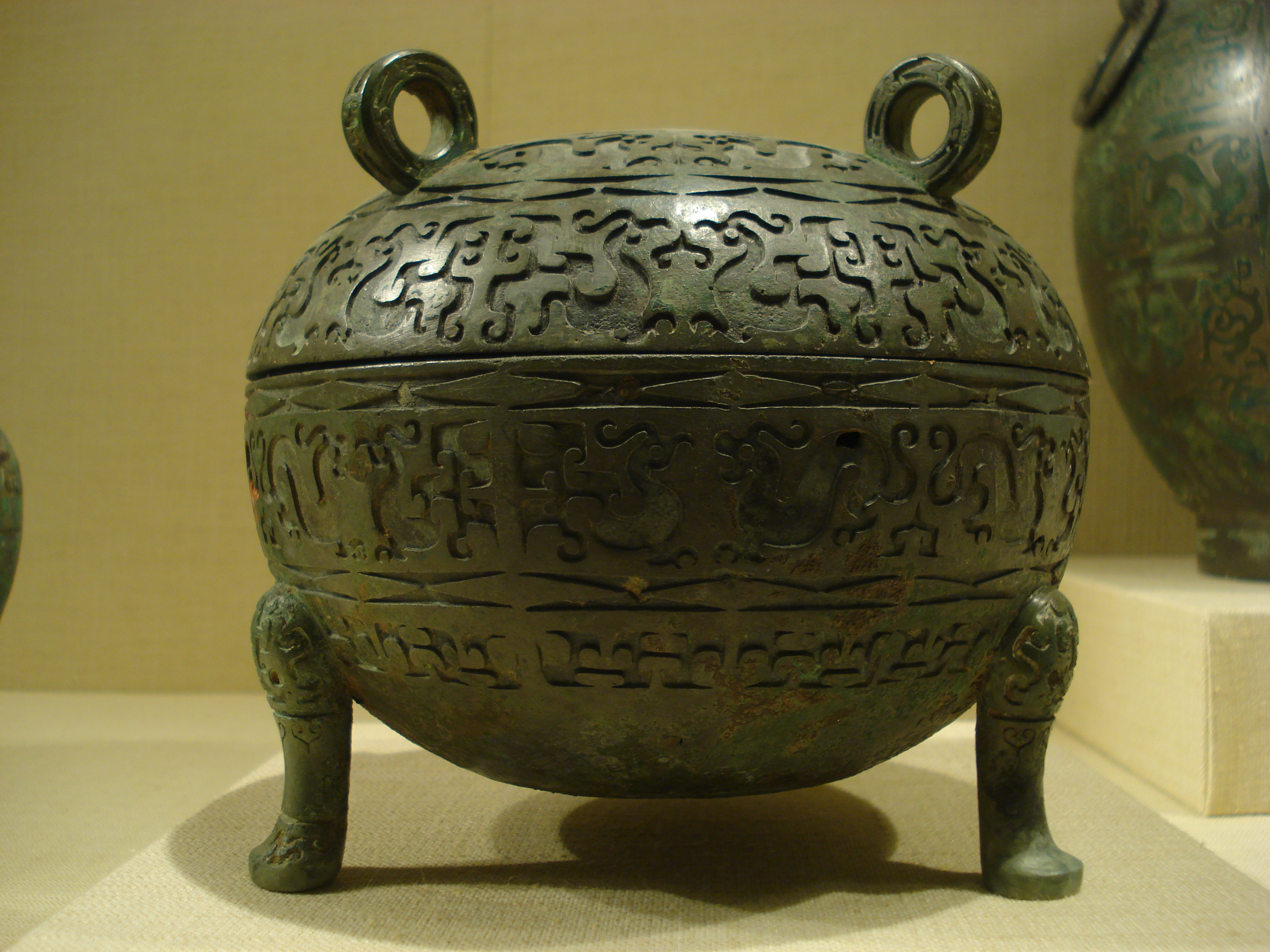
Vase rituel dui pour servir des grains, à décor en forme de dragons dont les incrustations ont disparu.

### Autres œuvres en métaux
Les techniques du moulage et de la cire perdue permettent la réalisation de divers objets en métal complexes, dont les pièces peuvent parfois être réalisées à part puis accolées pour constituer l'objet final, comme cela a déjà été vu pour certains vases en bronze. Des statuettes en bronze sont ainsi sculptées puis incorporées à des ensembles plus complexes, comme celles qui servent d'assises aux poutres de bois supportant l'orchestre du marquis Yi de Zeng. La qualité de leur exécution et la recherche du réalisme dans la représentation des traits du visage en font des œuvres à part entière. D'autres pièces en bronze servent de supports, notamment des pieds d'écran ou des supports de lampe. Les peintures d'animaux réels ou imaginaires côtoient celles d'êtres anthropomorphes. Les représentations de dragons et autres êtres hybrides imaginaires sont marquées par la recherche de la complexité dans la forme, l'attitude dynamique et l'ornementation.
Les artistes de la période des Royaumes combattants sont également passés maîtres dans la réalisation de miroirs en bronze très finement exécutés, dont un millier d'exemplaires environ ont été retrouvés, ce qui témoigne de leur succès,. Il existe divers types de miroirs suivant la forme des motifs qui y sont gravés ou incrustés et se complexifient au cours du temps : tracés rectilignes, trapézoïdaux, curvilignes, entrelacés, motifs floraux, animaux, scènes de chasse, etc. Cela reflète en partie des traditions régionales.
Les objets en forme de crochet ou agrafes ayant une fonction ornementale sont d'autres exemples de créations en bronze caractéristiques de cette période. Ils ont pu être portés sur des vêtements ou bien servir à accrocher des effets personnels à l'intérieur des habitations. Leur forme et surtout leur décoration se complexifient au cours du temps et certains sont remarquables par la qualité de leurs incrustations.
Enfin, les artisans des Royaumes combattants se sont illustrés dans la confection d'armes d'apparat en bronze incrustées d'autres matières, avant tout des épées,, et de cloches en bronze caractéristiques de la Chine antique, évoquées plus bas.

Objets en métal divers de la période des Royaumes combattants.
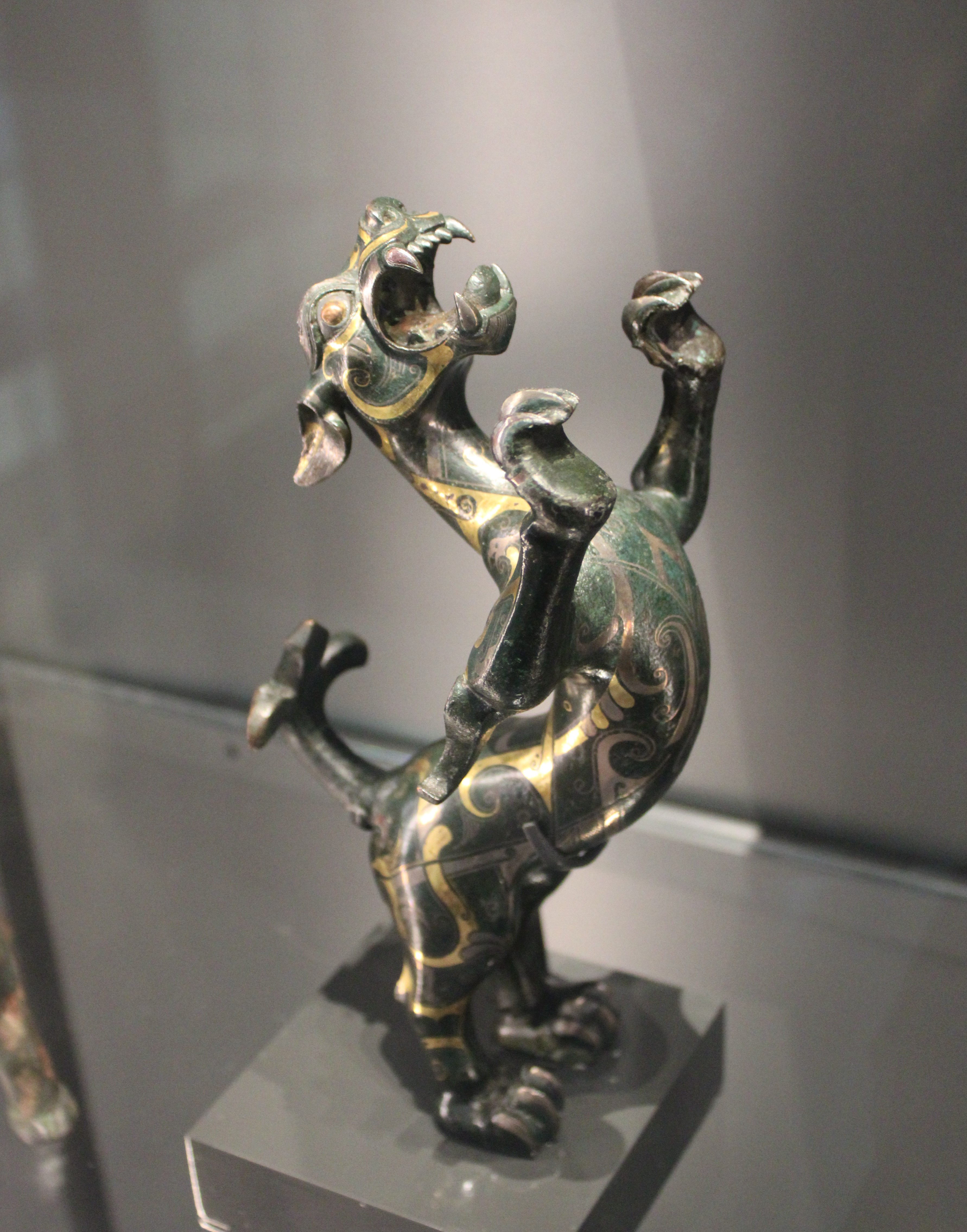
Figure d'un félin bondissant (lion ou chat), bronze incrusté d'or et d'argent. British Museum.
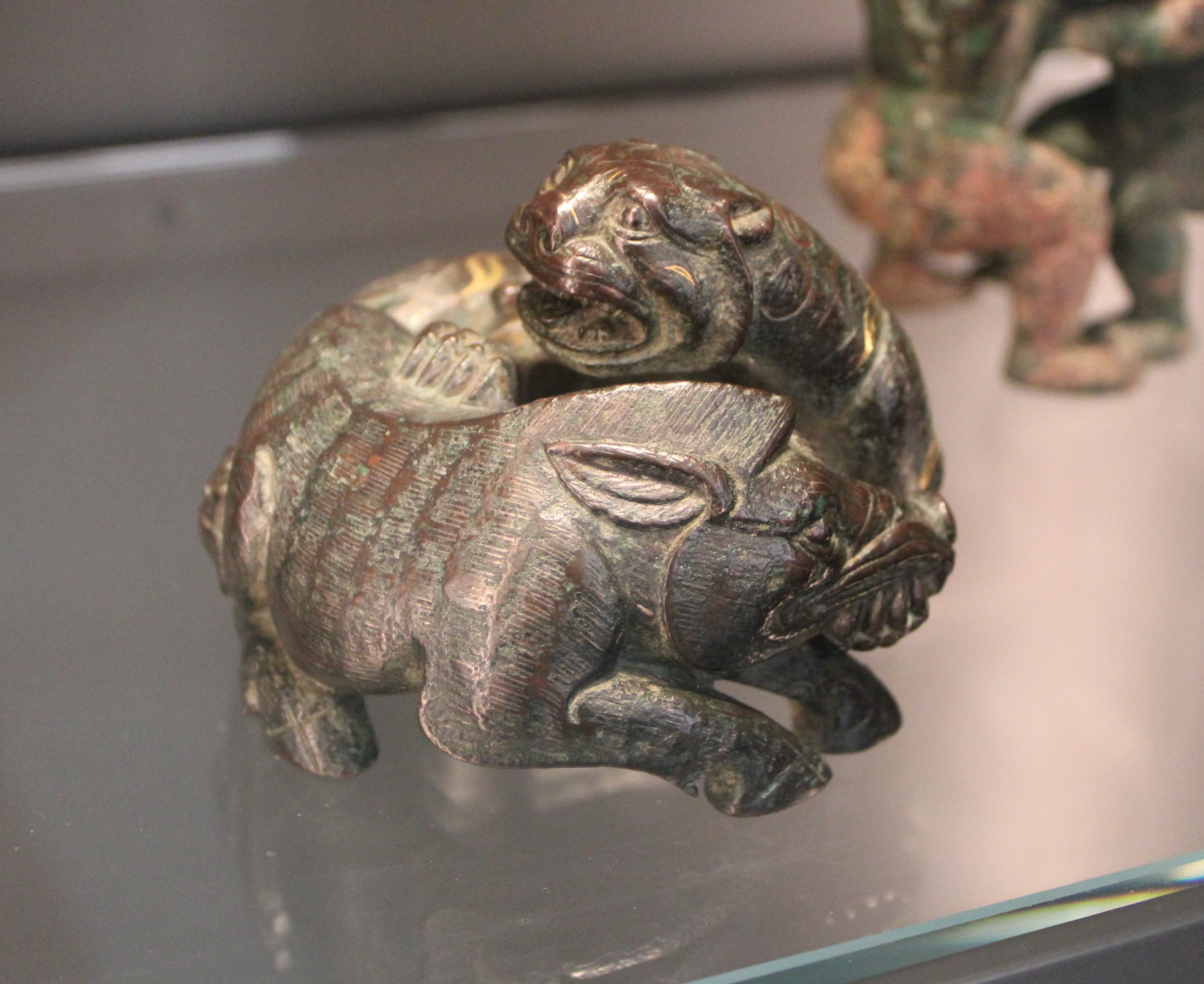
Tigre et sanglier combattant, formant un cercle. Bronze incrusté d'or et d'argent. British Museum.
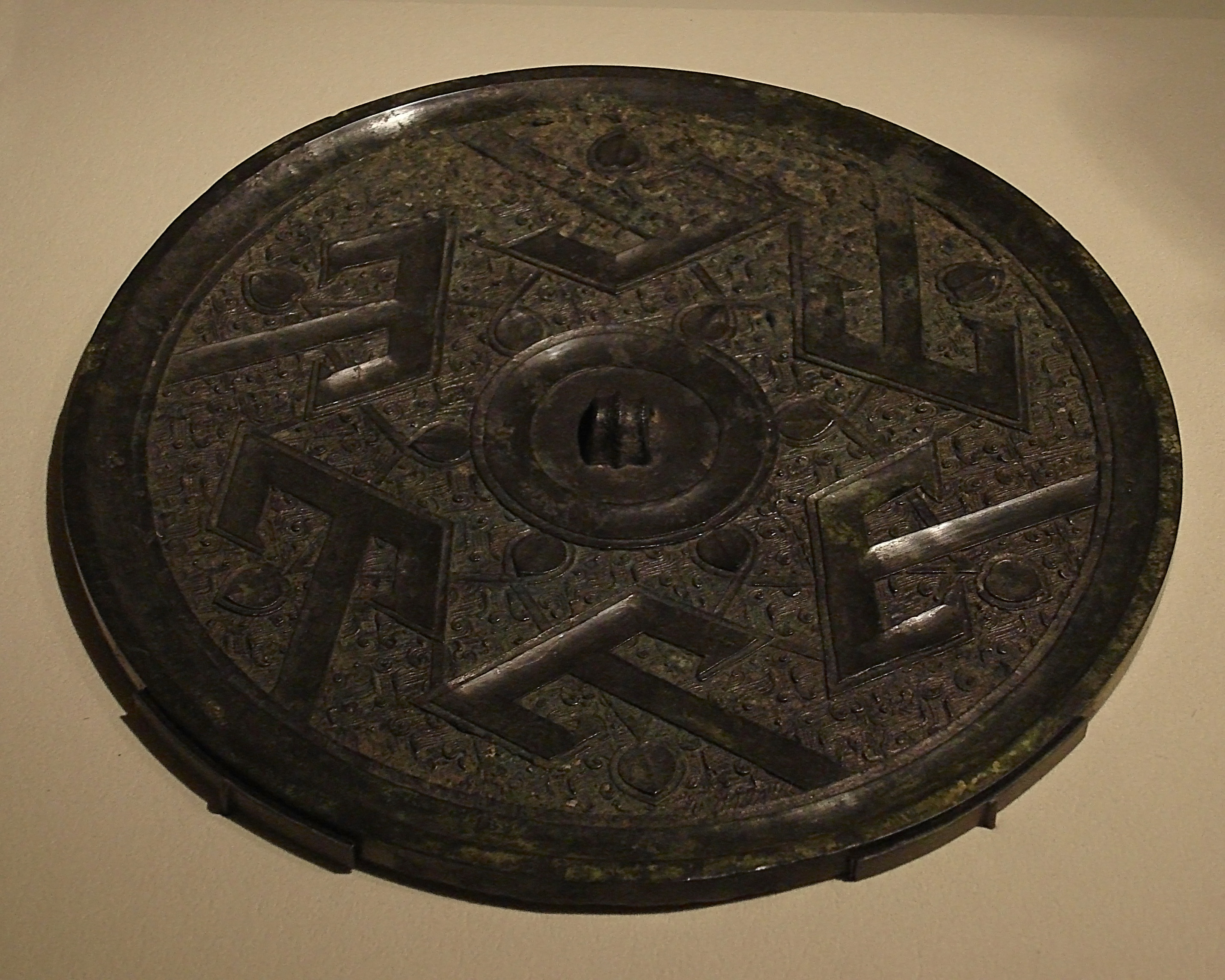
Miroir en bronze décoré de motifs géométriques (en forme de T.L.V.) et floraux, gravés.
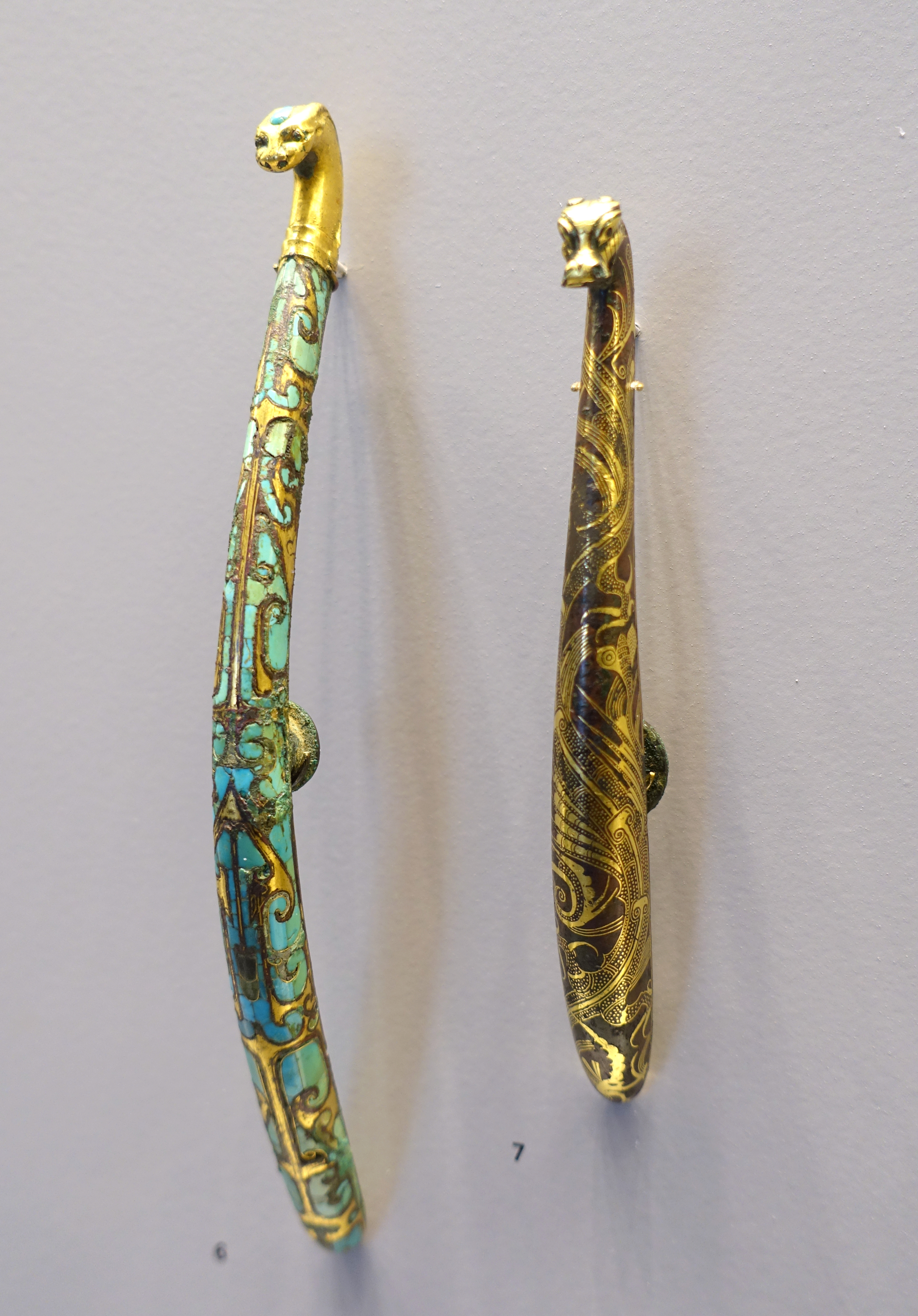
Agrafes/crochets ornementaux en bronze incrusté d'or et turquoise. Arthur M. Sackler Museum.
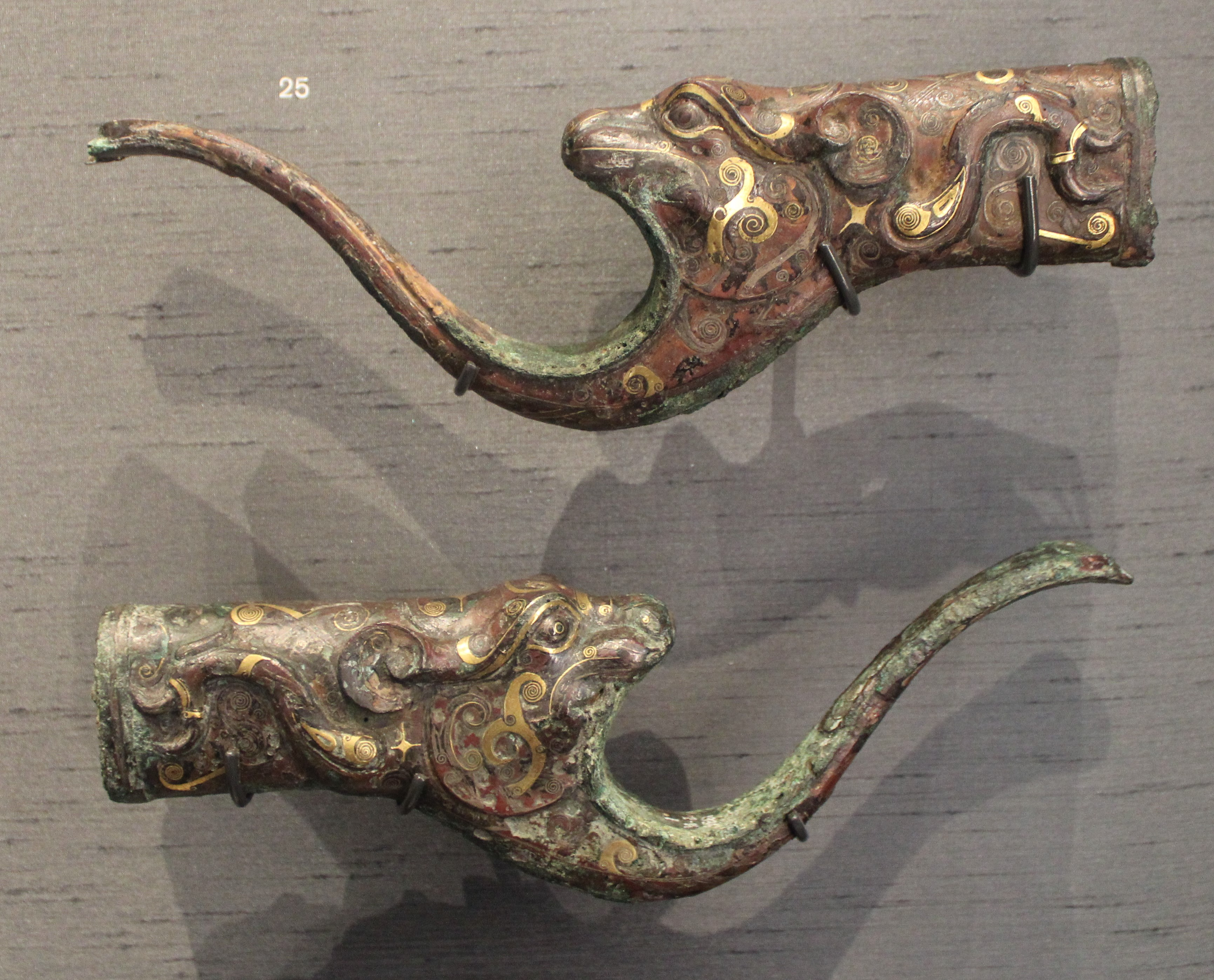
Éléments d'arbalète en bronze, en forme d'animal et décor incrusté d'or et d'argent de motifs géométriques. British Museum.

### Objets en jade

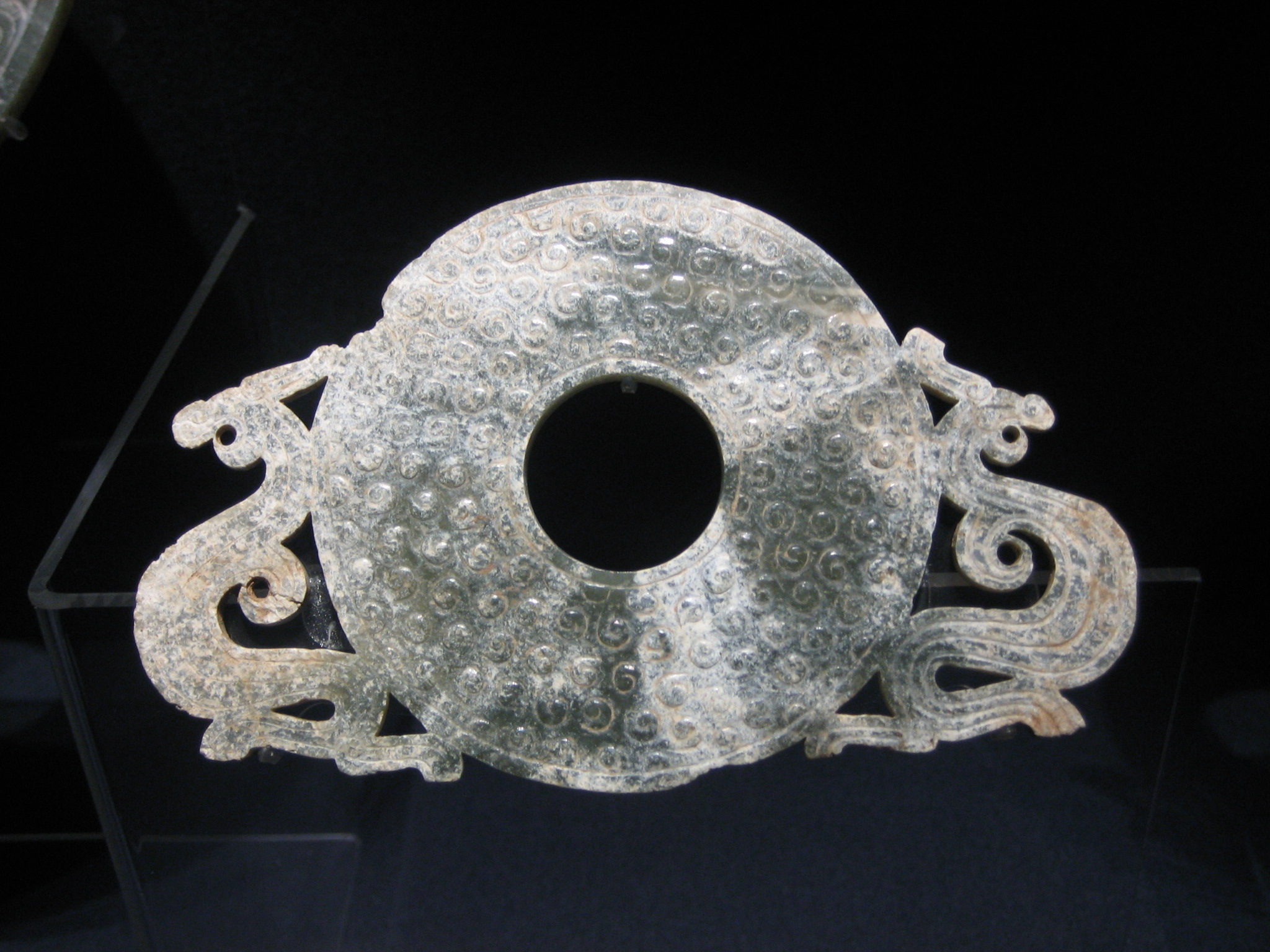
Disque percé bi à décor de petites spirales et orné sur ses côtés par deux dragons.

Le jade reste un matériau servant à réaliser de beaux objets prisés par les élites. Extrêmement dur et dense, il faut une grande dextérité pour le travailler, mais les artistes ont atteint à l'époque des Royaumes combattants un niveau de maîtrise élevé. Ils sont à même de créer les objets les plus variées : ornements à fonction apotropaïque ou rituelle, manches de dagues ou d'épées, parures diverses. Les disques percés bi en jade sont les plus appréciés. Ils soulignent le prestige de leur propriétaire et constituent des présents de grande valeur que s'échangent les élites, notamment les rois. Leur forme arrondie symboliserait le Ciel. Ils sont ornés de petites spirales (guliwen). Comme toutes les réalisations artistiques de l'époque, les objets en jade ont au fil du temps une ornementation de plus en plus sophistiquée, avec par exemple des dragons au corps qui ondule.

### Arts de la laque
Les laques deviennent de plus en plus populaires au cours de la période. Ce terme désigne des objets (meubles dont des coffres, vaisselle, cercueils) recouverts de laque, une résine appliquée en plusieurs couches afin de protéger les matériaux (bois mince, diverses fibres végétales, toiles épaisses). Cet art est surtout connu grâce aux tombes de l'ancien royaume de Chu qui semble avoir été le cadre privilégié de son développement. Toutefois, à la différence des objets en bronze, ceux en laque sont acquis par des personnes de niveaux sociaux bien plus diversifiés : ils se retrouvent aussi bien dans les tombes les plus richement pourvues d'objets que dans celles en contenant moins, même si les pièces des tombes les plus riches sont plus nombreuses et de meilleure qualité. Les décorations des objets en laque du début de la période des Royaumes combattants, dont on a des exemples grâce aux découvertes de la tombe du marquis Yi de Zeng, sont des incrustations peintes représentant essentiellement des motifs curvilignes entrelacés et quelques scènes rituelles. Les réalisations du IVe siècle se diversifient : la palette des couleurs est plus large et celle des motifs géométriques aussi qui sont plus complexes. Les scènes où apparaissent des animaux ou des êtres humains sont d'une facture plus aboutie,.

### Arts de la soie

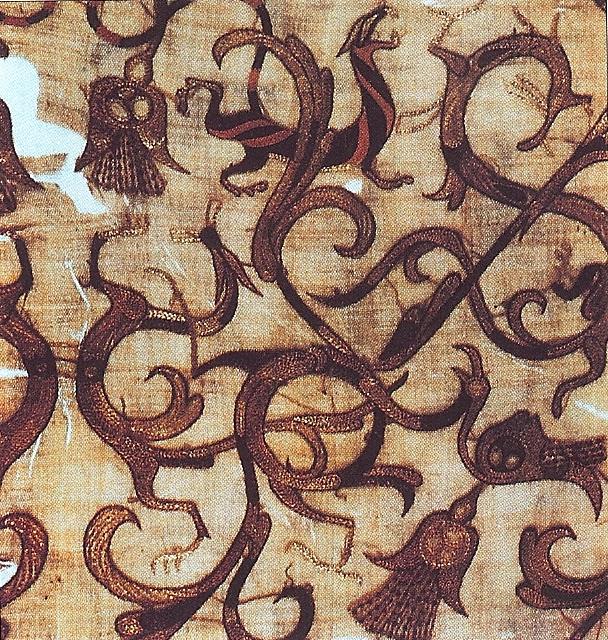
Détail d'une soierie brodée de Mashan, représentant des dragons entrelacés de motifs curvilignes.

Bien que seuls quelques exemplaires aient survécu aux injures du temps, les rares pièces de soie décorées retrouvées dans des tombes datant de la période des Royaumes combattants peuvent être aisément situées dans le développement d'un nouvel art pictural et le lien avec les incrustations sur bronze et sur laque est évident. On a trouvé dans une tombe de Mashan dans la province de Jiangling (Hubei) plusieurs exemplaires d'étoffes en soie : couvertures, draps servant à envelopper le corps du défunt, vêtements. On a pu différencier plusieurs types d'étoffes selon l'espacement des fils. Les motifs brodés sur plusieurs d'entre eux représentent des animaux réels ou imaginaires qui jouxtent ou s'entrecroisent avec des motifs géométriques, linéaires ou curvilignes,,.
Les plus anciennes peintures individuelles chinoises connues ont été réalisées sur de la soie et datent de la période des Royaumes combattants. L'une d'elles dans la tombe de Mashan et deux autres près de Changsha (à Chenjia dashan et Zidanku), également dans l'ancien territoire du Chu. Elles sont monochromes et représentent des humains de profil, en présence d'animaux dessinés à l'encre avec des traits fermes et des lignes courbes, comme c'est le cas dans de nombreuses peintures des périodes suivantes prenant pour modèle les peintures sur soie antiques. Celle de Zidanku représente un homme chevauchant un dragon, abrité par un parasol, entouré d'oiseaux et d'un poisson, tandis que celle de Chenjia dashan représente une femme qui suit un dragon et un oiseau. Bien que l'unité de style soit évidente, la première est reconnue comme ayant une plus grande qualité esthétique que la seconde en raison de sa disposition harmonieuse, la qualité du trait et le dynamisme du mouvement qu'arrive à exprimer le peintre. Leur sens est débattu, mais il est probable qu'il ait un rapport avec le destin des défunts dans l'au-delà,,.

### Instruments de musique
La chambre centrale de la tombe du marquis Yi de Zeng à Leigudun comprenait un véritable orchestre de 124 instruments. Il était probablement destiné à jouer de la musique rituelle. Cet ensemble extraordinaire est constitué essentiellement d'instruments de percussion qui dominent alors dans la musique chinoise (cloches, pierres sonores, tambours), mais comprend aussi des instruments à vent (orgues à bouche, flûtes) et à cordes (luths, cithares ayant de 5 à 25 cordes).
L'élément le plus imposant de cet orchestre est le carillon, constitué de 64 cloches en bronze (pesant plus de 2 500 kilogrammes en tout) suspendues sur trois niveaux, les plus grandes cloches (mesurant jusqu'à 1 mètre de haut et pesant plus de 130 kilogrammes) se trouvant en bas, les plus petites en haut. Elles ont pour la plupart une bouche à section en forme d'amande, avec les extrémités pointues, ce qui permet de produire deux tons avec chacune d'elles selon qu'elles sont frappées au milieu ou sur les côtés. Ce trait caractéristique des cloches chinoises anciennes se perd apparemment après le IVe siècle. Les cloches sont classées en fonction des sons qu'elles produisaient, les plus petites situées en haut servant peut-être de diapason,.

Carillon de la tombe du marquis Yi de Zeng, Leigudun.
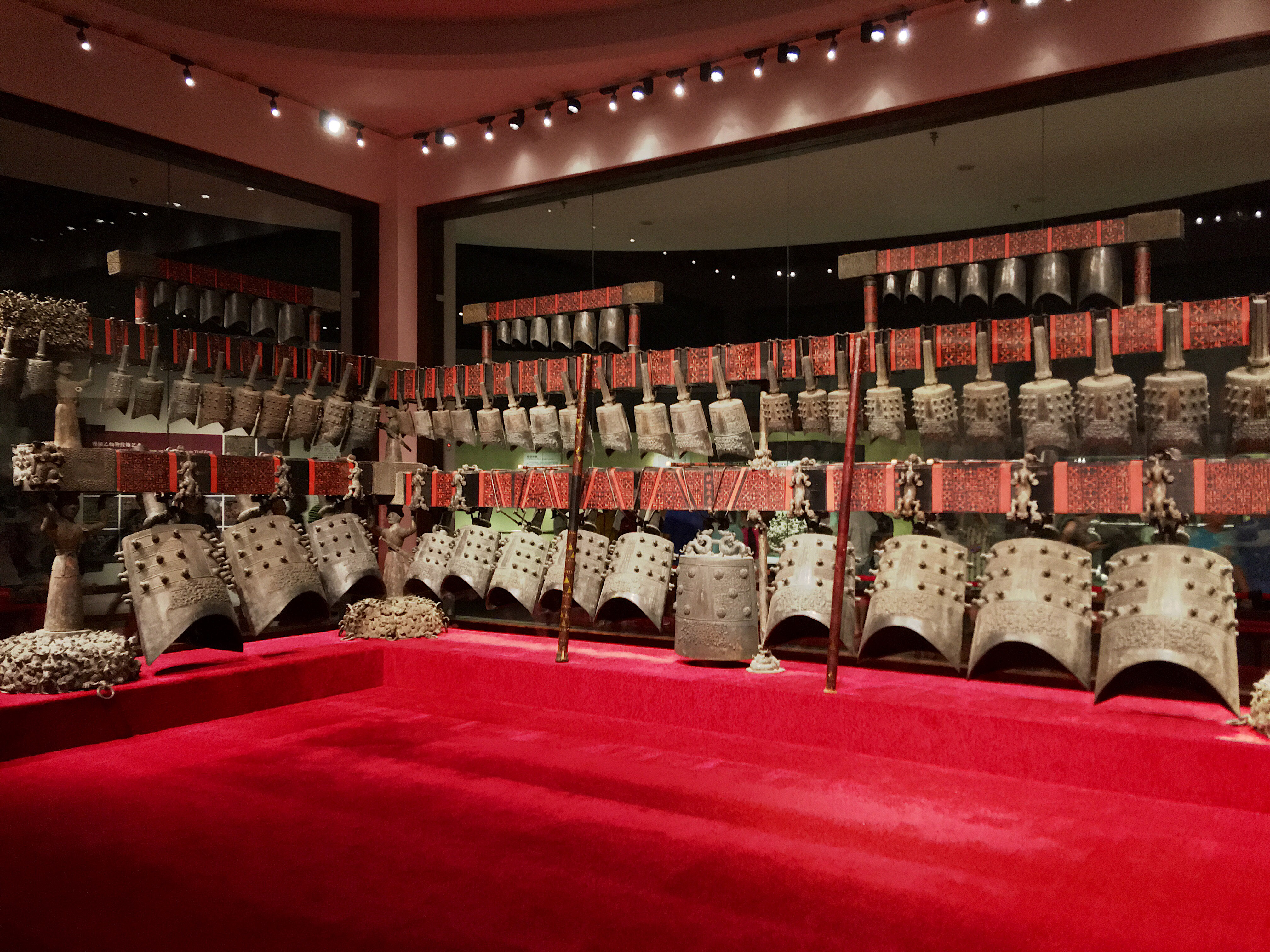
Vue générale du carillon.
Grandes cloches à bouche à section en amande suspendues en bas du carillon.
Petites cloches, de taille décroissante, suspendues en haut du carillon.
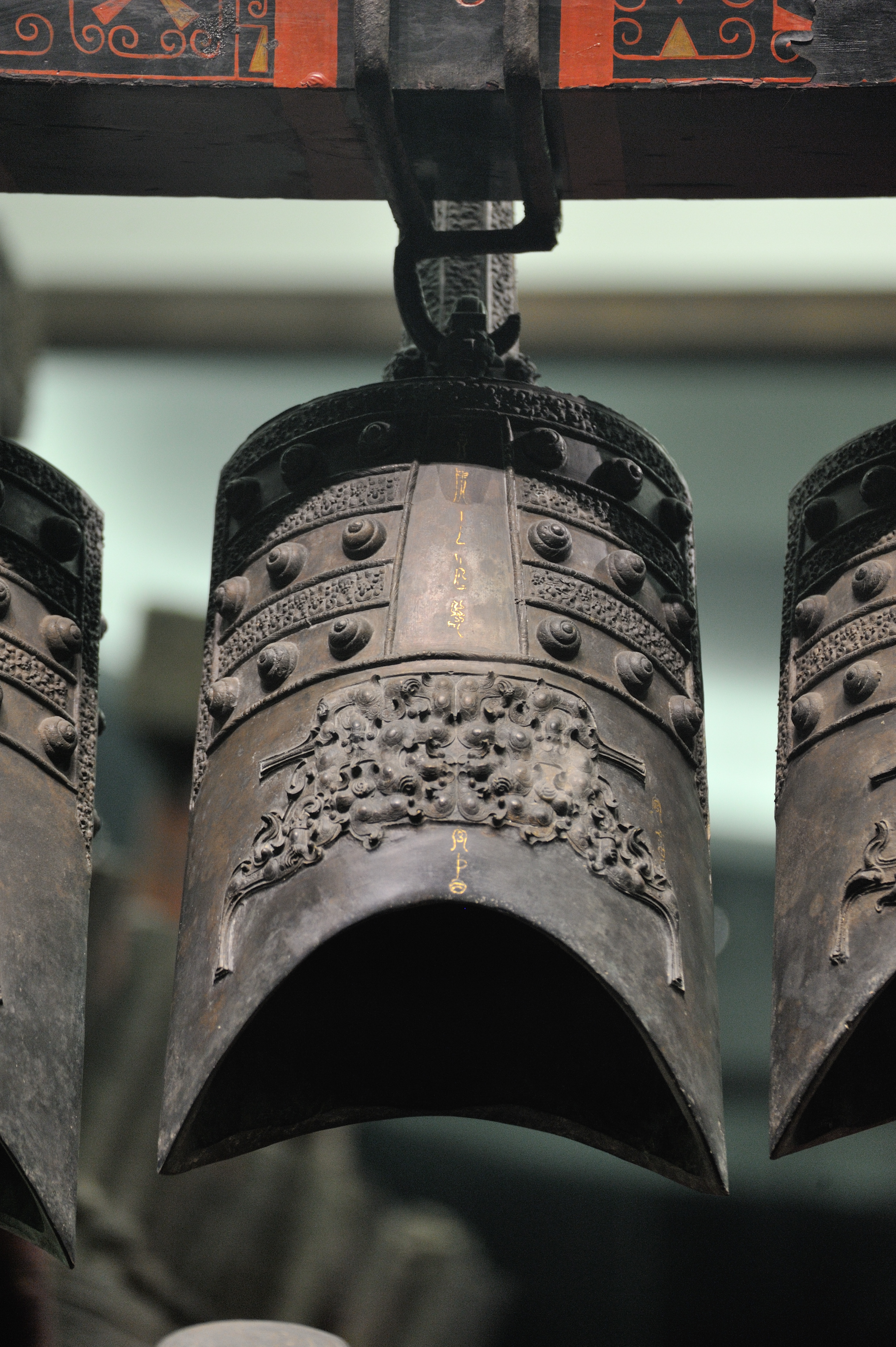
Détail d'une cloche à bouche à section en amande.
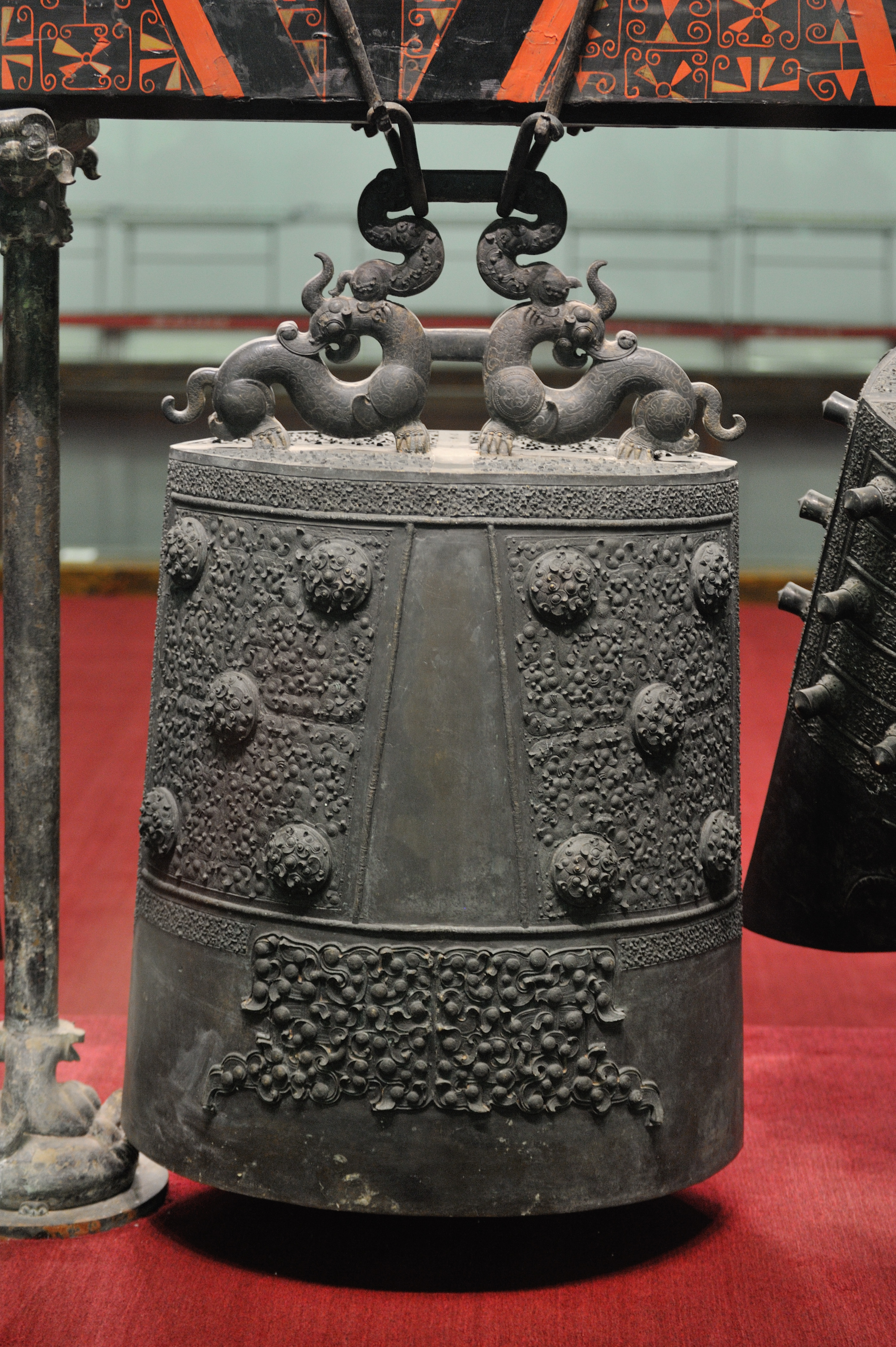
Cloche à bouche droite suspendue sur le bas du carillon.

La musique a un rôle important dans de nombreux rituels des cours royales et princières, rituels accompagnés de danses. Des livres « classiques » traitent de cela : le Livre de la musique (Yuejing) et le Livre des odes (Shijing). Pour de nombreux penseurs, notamment ceux liés au confucianisme, la musique a même un rôle moral, au même titre que les autres rituels.

### Sources textuelles
- Se-ma Ts'ien (Sima Qian), Les mémoires historiques de Se-Ma Ts'ien, Traduits et annotés par Édouard Chavannes et Jacques Pimpaneau, Paris, You Feng, 2015
- Sima Qian, Mémoires historiques, Vies de Chinois illustres, Traduit du chinois et présenté par Jacques Pimpaneau, Arles, Editions Philippe Picquier, coll. « Picquier Poche », 2002
- Sun Tzu, L'Art de la guerre, Traduit du chinois et présenté par Jean Lévi, Paris, Hachette Littératures, coll. « Pluriel », 2000, 192 p.
- Damien Chaussende (éd.), La véritable histoire du premier empereur de Chine, Paris, Les Belles Lettres, coll. « La véritable histoire de… » (no 8), 2010

### Généralités sur la Chine ancienne
- Flora Blanchon, Arts et histoire de Chine, vol. 1, Paris, Presses Universitaires de Paris-Sorbonne, 1993
- (en) Patricia Buckley Ebrey, The Cambridge Illustrated History of China, Cambridge, Cambridge University Press, coll. « Cambridge Illustrated Histories », 1999
- Jacques Gernet, Le monde chinois, t. 1 : De l'âge du bronze au Moyen Âge, 2100 av. J.-C.-Xe siècle apr. J.-C., Paris, Pocket, 2006, 380 p.
- Jacques Gernet, La Chine ancienne, Paris, PUF, coll. « Que sais-je ? », 2005, 10e éd.
- (en) Michael Loewe (dir.) et Edward L. Shaughnessy (dir.), The Cambridge History of Ancient China, From the Origins of Civilization to 221 BC, Cambridge, Cambridge University Press, 1999
- Edward L. Shaughnessy (dir.) (trad. Marc Baudoux), La Chine, Paris, Taschen, 2007.
- (en) Li Feng, Early China : A Social and Cultural History, New York, Cambridge University Press, 2013, 367 p. (ISBN 978-0-521-71981-0)

### Histoire, institutions et société
- (en) Derk Bodde, « The state and empire of Ch'in », dans Denis C. Twitchett et John K. Fairbank (dir.), The Cambridge History of China, 1. The Ch'in and Han Empires, 221 B.C.-A.D. 220, Cambridge, Cambridge University Press, 1986, p. 20-102
- (en) Mark Edward Lewis, « Warring State Political History », dans Michael Loewe et Edward L. Shaughnessy (dir.), The Cambridge History of Ancient China, From the Origins of Civilization to 221 BC, Cambridge, Cambridge University Press, 1999, p. 587-650
- (en) Mark Edward Lewis, The Early Chinese Empires : Qin and Han, Cambridge et Londres, Belknap Press of Harvard University Press, coll. « History of imperial China », 2007
- Henri Maspero, La Chine antique, Paris, PUF, coll. « Dito », 1985 (1re éd. 1927)
- Jean Lévi, La Chine en guerre : vaincre sans ensanglanter la lame (VIIIe-IIIe avant J.-C.), Paris, Arkhê, 2018

### Art et archéologie
- Danielle Elisseeff, La Chine du Néolithique à la fin des Cinq Dynasties (960 de notre ère), Paris, RMN, coll. « Manuels de l'école du Louvre », 2008
- (en) Lothar von Falkenhausen, Chinese society in the age of Confucius (1000-250 BC) : The archaeological evidence, Los Angeles, Cotsen institute of archaeology, University of California Press, coll. « Ideas, debates and perspectives », 2006
- (en) Li Xueqin (trad. K. C. Chang), Eastern Zhou & Qin Civilization, New Haven et Londres, Yale University Press, coll. « Early Chinese Civilizations Series », 1985
- (en) Wu Hung, « The Art and Architecture of the Warring State Period », dans Michael Loewe et Edward L. Shaughnessy (dir.), The Cambridge History of Ancient China, From the Origins of Civilization to 221 BC, Cambridge, Cambridge University Press, 1999, p. 651-744
- (en) Lu Liancheng, « The Eastern Zhou and the Growth of Regionalism », dans Kwang-chih Chang et Pingfang Xu (dir.), The Formation of Chinese Civilization: An Archaeological Perspective, New Haven, Yale University and New World Press, 2005, p. 203-247

### Religion et pensée
- Anne Cheng, Histoire de la pensée chinoise, Paris, Éditions du Seuil, coll. « Points Essais », 2002 (1re éd. 1997)
- (en) Constance A. Cook, Death in Ancient China : A Tale of One Man's Journey, Leyde et Boston, Brill, coll. « China Studies », 2006
- (en) Angus C. Graham, Disputers of the Tao : Philosophical Argument in Ancient China, La Salle, Open Court, 1989
- (en) Donald Harper, « Warring State Natural Philosophy and Occult Thought », dans Michael Loewe et Edward L. Shaughnessy (dir.), The Cambridge History of Ancient China, From the Origins of Civilization to 221 BC, Cambridge, Cambridge University Press, 1999, p. 813-884
- John Lagerwey (dir.), Religion et société en Chine ancienne et médiévale, Paris, Éditions du Cerf - Institut Ricci, coll. « Patrimoines Chine », 2009
- (en) John Lagerwey et Marc Kalinowski (dir.), Early Chinese Religion, Part One : Shang through Han (1250 BC-220 AD), Leyde et Boston, Brill Academic Pub, 2009
- (en) Mark Edward Lewis, Sanctioned Violence in Early China, Albany, State University of New York Press, coll. « SUNY series in Chinese philosophy and culture », 1990
- (en) Mark Edward Lewis, Writing and Authority in Early China, Albany, State University of New York Press, coll. « SUNY series in Chinese philosophy and culture », 1999
- (en) David S. Nivison, « The Classical Philosophical Writings », dans Michael Loewe et Edward L. Shaughnessy (dir.), The Cambridge History of Ancient China, From the Origins of Civilization to 221 BC, Cambridge, Cambridge University Press, 1999, p. 745-812
- (en) Yuri Pines, Envisioning Eternal Empire : Chinese political thought of the Warring States era, Honolulu, University of Hawai'i Press, 2009 (Traduction en français : Yuri Pines (trad. Damien Chaussende), L'invention de la Chine éternelle : Comment les maîtres-penseurs des Royaumes combattants ont construit l'empire le plus long de l'histoire (Ve – IIIe siècles av. J.-C.), Paris, Les Belles Lettres, 2013)
- Léon Vandermeersch, Wangdao ou la Voie Royale : Recherches sur l'esprit des institutions de la Chine archaïque, Paris, Éditions You Feng Librairie & Editeur, 2009 (1re éd. 1977-1980)

### Littérature
- (en) Michael Loewe (dir.), Early Chinese Texts : A Bibliographical Guide, Berkeley, Society for the Study of Early China and The Institute of East Asian Studies, University of California, Berkeley, 1993
- (en) Martin Kern, « Early Chinese literature, beginnings through Western Han », dans Kang-i Sun Chang et Stephen Owen (dir.), The Cambridge History of Chinese Literature, Volume 1: To 1375, Cambridge, Cambridge University Press, 2010, p. 1-115